# Elefant
Elefanții sunt mamifere mari care formează familia Elephantidae din ordinul Proboscidea.  În prezent sunt recunoscute trei specii: elefantul african (Loxodonta africana), elefantul african de pădure (L. cyclotis) și elefantul asiatic (Elephas maximus).  Elefanții sunt răspândiți în Africa Subsahariană, Asia de Sud și Asia de Sud-Est.  Elephantidae este singura familie supraviețuitoare a ordinului Proboscidea; altele, acum dispărute, sunt Deinotherium, Gomphotherium, mamuții și mastodonții. 
Toți elefanții au câteva trăsături distinctive, dintre care cel mai notabil este trompa lungă (numită și proboscidă), utilizată în multe scopuri, în special pentru respirație, ridicarea apei și apucarea obiectelor.  Incisivii lor devin colți, și pot servi ca arme și ca unelte pentru mutarea obiectelor și săpare. Pavilioanele mari ale urechilor ajută la controlul temperaturii corpului.  Picioarele, asemănătoare unor piloni, pot susține o greutate mare. Elefanții africani au urechi mai mari și spinări concave, în timp ce elefanții asiatici au urechi mai mici și spinări convexe sau drepte. 
Elefanții sunt erbivori și se găsesc în habitate diferite, printre care savanele, pădurile, deșerturile și mlaștinile. Preferă să rămână lângă apă. Sunt considerați a fi o specie esențială⁠(d) datorită impactului asupra mediului înconjurător.  Alte animale tind să-și păstreze distanța față de elefanți, în timp ce prădătorii, cum ar fi leii, tigrii, hienele și câinii sălbatici, vânează de obicei doar puii de elefant.  Elefanții trăiesc în societăți de fisiune-fuziune⁠(d) în care mai multe grupuri familiale se adună pentru a socializa.  Femelele au tendința de a trăi în grupuri familiale, care pot consta dintr-o femelă cu puii ei sau mai multe femele înrudite cu descendenții lor. Aceste grupuri sunt conduse de un individ denumit matriarhă, adesea cea mai bătrână femelă. 
Masculii își părăsesc grupurile familiale atunci când ajung la pubertate și pot trăi singuri sau cu alți masculi. Masculii adulți interacționează cel mai adesea cu grupurile familiale atunci când caută un partener și intră într-o stare caracterizată prin nivelul ridicat de testosteron și agresivitate cunoscută ca musth⁠(d), care îi ajută să obțină dominație⁠(d) și succes la reproducere. Puii sunt centrul atenției grupurilor lor familiale și sunt dependenți de mamele lor până la trei ani. Elefanții pot trăi până la 70 de ani în sălbăticie. Ei comunică prin atingere, vedere, miros și sunet; elefanții folosesc infrasunetele și comunicarea seismică⁠(d) pe distanțe lungi. Inteligența⁠(d) elefanților a fost comparată cu cea a primatelor și a cetaceelor. Se pare că ei au conștiință de sine⁠(d) și dau dovadă de empatie față de indivizii muribunzi sau morți din specia lor. 
Elefanții africani sunt pe lista speciilor vulnerabile⁠(d) întreținută de Uniunea Internațională pentru Conservarea Naturii (IUCN), în timp ce elefantul asiatic este clasificat ca fiind pe cale de dispariție. Una dintre cele mai mari amenințări la adresa populațiilor de elefanți este comerțul cu fildeș⁠(d), deoarece animalele sunt sacrificate pentru colții lor din fildeș. Alte amenințări pentru elefanții sălbatici sunt distrugerea habitatelor și conflictele cu oamenii. Elefanții sunt folosiți ca animale de povară⁠(d) în Asia. În trecut, au fost folosiți în război; astăzi, ei sunt expuși în grădini zoologice, practică adesea controversată, sau exploatați pentru divertisment în circuri. Elefanții sunt ușor de recunoscut și apar frecvent în artă, folclor, religie, literatură și cultura populară.

## Etimologie
Cuvântul „elefant“ provine din latinescul Elephas (genitiv elephantis, „elefant“), care este forma latinizată a grecescului ἐλέφας (Elephas, genitiv ἐλέφαντος, elephantos),  probabil provenit dintr-o limbă neindo-europeană, probabil feniciană. Este atestat în greaca miceneană ca e-re-pa (genitiv e-re-pa-to) în scriere silabică liniară B   La fel ca în greaca miceniană, Homer folosea cuvântul grecesc cu referire la fildeș, dar, după vremea lui Herodot, acesta și-a extins aria semantică cuprinzând și animalul. Cuvântul românesc actual este pus în legătură și cu vechiul termen francez olifant (secolul al XII-lea). Loxodonta, numele științific generic pentru elefanții africani, este termenul grecesc care înseamnă „dinte cu muchie înclinată”.

## Taxonomie

### Clasificare, specii și subspecii
| Macroscelididae⁠(d) | Macroscelididae⁠(d)                                                |
|                    | Macroscelididae⁠(d)                                                |
| Afrosoricida⁠(d)    | \| \| Chrysochloridae \| \| \| \| \| \| Tenrecidae⁠(d) \| \| \| \| |
|                    | \| \| Chrysochloridae \| \| \| \| \| \| Tenrecidae⁠(d) \| \| \| \| |
|                    | Chrysochloridae                                                   |
|                    |                                                                   |
|                    | Tenrecidae⁠(d)                                                     |
|                    |                                                                   |

|  | Chrysochloridae |
|  |                 |
|  | Tenrecidae⁠(d)   |
|  |                 |

| Macroscelididae⁠(d) | Macroscelididae⁠(d)                                                |
|                    | Macroscelididae⁠(d)                                                |
| Afrosoricida⁠(d)    | \| \| Chrysochloridae \| \| \| \| \| \| Tenrecidae⁠(d) \| \| \| \| |
|                    | \| \| Chrysochloridae \| \| \| \| \| \| Tenrecidae⁠(d) \| \| \| \| |
|                    | Chrysochloridae                                                   |
|                    |                                                                   |
|                    | Tenrecidae⁠(d)                                                     |
|                    |                                                                   |

|  | Chrysochloridae |
|  |                 |
|  | Tenrecidae⁠(d)   |
|  |                 |

| Proboscidea | Elephantidae                                               |
|             | Elephantidae                                               |
| Sirenia     | \| \| Dugongidae⁠(d) \| \| \| \| \| \| Lamantin \| \| \| \| |
|             | \| \| Dugongidae⁠(d) \| \| \| \| \| \| Lamantin \| \| \| \| |
|             | Dugongidae⁠(d)                                              |
|             |                                                            |
|             | Lamantin                                                   |
|             |                                                            |

|  | Dugongidae⁠(d) |
|  |               |
|  | Lamantin      |
|  |               |

| Proboscidea | Elephantidae                                               |
|             | Elephantidae                                               |
| Sirenia     | \| \| Dugongidae⁠(d) \| \| \| \| \| \| Lamantin \| \| \| \| |
|             | \| \| Dugongidae⁠(d) \| \| \| \| \| \| Lamantin \| \| \| \| |
|             | Dugongidae⁠(d)                                              |
|             |                                                            |
|             | Lamantin                                                   |
|             |                                                            |

|  | Dugongidae⁠(d) |
|  |               |
|  | Lamantin      |
|  |               |

| Macroscelididae⁠(d) | Macroscelididae⁠(d)                                                |
|                    | Macroscelididae⁠(d)                                                |
| Afrosoricida⁠(d)    | \| \| Chrysochloridae \| \| \| \| \| \| Tenrecidae⁠(d) \| \| \| \| |
|                    | \| \| Chrysochloridae \| \| \| \| \| \| Tenrecidae⁠(d) \| \| \| \| |
|                    | Chrysochloridae                                                   |
|                    |                                                                   |
|                    | Tenrecidae⁠(d)                                                     |
|                    |                                                                   |

|  | Chrysochloridae |
|  |                 |
|  | Tenrecidae⁠(d)   |
|  |                 |

| Macroscelididae⁠(d) | Macroscelididae⁠(d)                                                |
|                    | Macroscelididae⁠(d)                                                |
| Afrosoricida⁠(d)    | \| \| Chrysochloridae \| \| \| \| \| \| Tenrecidae⁠(d) \| \| \| \| |
|                    | \| \| Chrysochloridae \| \| \| \| \| \| Tenrecidae⁠(d) \| \| \| \| |
|                    | Chrysochloridae                                                   |
|                    |                                                                   |
|                    | Tenrecidae⁠(d)                                                     |
|                    |                                                                   |

|  | Chrysochloridae |
|  |                 |
|  | Tenrecidae⁠(d)   |
|  |                 |

| Proboscidea | Elephantidae                                               |
|             | Elephantidae                                               |
| Sirenia     | \| \| Dugongidae⁠(d) \| \| \| \| \| \| Lamantin \| \| \| \| |
|             | \| \| Dugongidae⁠(d) \| \| \| \| \| \| Lamantin \| \| \| \| |
|             | Dugongidae⁠(d)                                              |
|             |                                                            |
|             | Lamantin                                                   |
|             |                                                            |

|  | Dugongidae⁠(d) |
|  |               |
|  | Lamantin      |
|  |               |

| Proboscidea | Elephantidae                                               |
|             | Elephantidae                                               |
| Sirenia     | \| \| Dugongidae⁠(d) \| \| \| \| \| \| Lamantin \| \| \| \| |
|             | \| \| Dugongidae⁠(d) \| \| \| \| \| \| Lamantin \| \| \| \| |
|             | Dugongidae⁠(d)                                              |
|             |                                                            |
|             | Lamantin                                                   |
|             |                                                            |

|  | Dugongidae⁠(d) |
|  |               |
|  | Lamantin      |
|  |               |

| Macroscelididae⁠(d) | Macroscelididae⁠(d)                                                |
|                    | Macroscelididae⁠(d)                                                |
| Afrosoricida⁠(d)    | \| \| Chrysochloridae \| \| \| \| \| \| Tenrecidae⁠(d) \| \| \| \| |
|                    | \| \| Chrysochloridae \| \| \| \| \| \| Tenrecidae⁠(d) \| \| \| \| |
|                    | Chrysochloridae                                                   |
|                    |                                                                   |
|                    | Tenrecidae⁠(d)                                                     |
|                    |                                                                   |

|  | Chrysochloridae |
|  |                 |
|  | Tenrecidae⁠(d)   |
|  |                 |

| Macroscelididae⁠(d) | Macroscelididae⁠(d)                                                |
|                    | Macroscelididae⁠(d)                                                |
| Afrosoricida⁠(d)    | \| \| Chrysochloridae \| \| \| \| \| \| Tenrecidae⁠(d) \| \| \| \| |
|                    | \| \| Chrysochloridae \| \| \| \| \| \| Tenrecidae⁠(d) \| \| \| \| |
|                    | Chrysochloridae                                                   |
|                    |                                                                   |
|                    | Tenrecidae⁠(d)                                                     |
|                    |                                                                   |

|  | Chrysochloridae |
|  |                 |
|  | Tenrecidae⁠(d)   |
|  |                 |

| Proboscidea | Elephantidae                                               |
|             | Elephantidae                                               |
| Sirenia     | \| \| Dugongidae⁠(d) \| \| \| \| \| \| Lamantin \| \| \| \| |
|             | \| \| Dugongidae⁠(d) \| \| \| \| \| \| Lamantin \| \| \| \| |
|             | Dugongidae⁠(d)                                              |
|             |                                                            |
|             | Lamantin                                                   |
|             |                                                            |

|  | Dugongidae⁠(d) |
|  |               |
|  | Lamantin      |
|  |               |

| Proboscidea | Elephantidae                                               |
|             | Elephantidae                                               |
| Sirenia     | \| \| Dugongidae⁠(d) \| \| \| \| \| \| Lamantin \| \| \| \| |
|             | \| \| Dugongidae⁠(d) \| \| \| \| \| \| Lamantin \| \| \| \| |
|             | Dugongidae⁠(d)                                              |
|             |                                                            |
|             | Lamantin                                                   |
|             |                                                            |

|  | Dugongidae⁠(d) |
|  |               |
|  | Lamantin      |
|  |               |

| Macroscelididae⁠(d) | Macroscelididae⁠(d)                                                |
|                    | Macroscelididae⁠(d)                                                |
| Afrosoricida⁠(d)    | \| \| Chrysochloridae \| \| \| \| \| \| Tenrecidae⁠(d) \| \| \| \| |
|                    | \| \| Chrysochloridae \| \| \| \| \| \| Tenrecidae⁠(d) \| \| \| \| |
|                    | Chrysochloridae                                                   |
|                    |                                                                   |
|                    | Tenrecidae⁠(d)                                                     |
|                    |                                                                   |

|  | Chrysochloridae |
|  |                 |
|  | Tenrecidae⁠(d)   |
|  |                 |

| Macroscelididae⁠(d) | Macroscelididae⁠(d)                                                |
|                    | Macroscelididae⁠(d)                                                |
| Afrosoricida⁠(d)    | \| \| Chrysochloridae \| \| \| \| \| \| Tenrecidae⁠(d) \| \| \| \| |
|                    | \| \| Chrysochloridae \| \| \| \| \| \| Tenrecidae⁠(d) \| \| \| \| |
|                    | Chrysochloridae                                                   |
|                    |                                                                   |
|                    | Tenrecidae⁠(d)                                                     |
|                    |                                                                   |

|  | Chrysochloridae |
|  |                 |
|  | Tenrecidae⁠(d)   |
|  |                 |

| Proboscidea | Elephantidae                                               |
|             | Elephantidae                                               |
| Sirenia     | \| \| Dugongidae⁠(d) \| \| \| \| \| \| Lamantin \| \| \| \| |
|             | \| \| Dugongidae⁠(d) \| \| \| \| \| \| Lamantin \| \| \| \| |
|             | Dugongidae⁠(d)                                              |
|             |                                                            |
|             | Lamantin                                                   |
|             |                                                            |

|  | Dugongidae⁠(d) |
|  |               |
|  | Lamantin      |
|  |               |

| Proboscidea | Elephantidae                                               |
|             | Elephantidae                                               |
| Sirenia     | \| \| Dugongidae⁠(d) \| \| \| \| \| \| Lamantin \| \| \| \| |
|             | \| \| Dugongidae⁠(d) \| \| \| \| \| \| Lamantin \| \| \| \| |
|             | Dugongidae⁠(d)                                              |
|             |                                                            |
|             | Lamantin                                                   |
|             |                                                            |

|  | Dugongidae⁠(d) |
|  |               |
|  | Lamantin      |
|  |               |

Elefanții aparțin familiei Elephantidae, singura familie rămasă din ordinul Proboscidea, care aparține superordinului Afrotheria⁠(d).  Cele mai apropiate rude existente⁠(d) ale lor sunt sirenienii (dugongi și lamantinii) și hiracșii, cu care împart clada Paenungulata din supraordinul Afrotheria⁠(d). Elefanții și sirenienii sunt grupați în grupul Tethytheria⁠(d).  Sunt recunoscute trei specii de elefanți: elefantul african (Loxodonta africana) și elefantul african de pădure (Loxodonta cyclotis) din Africa Subsahariană, și elefantul asiatic (Elephas maximus) din Asia de Sud și de Sud-Est. Elefanții africani au urechi mai mari, spinare concavă, o piele mai încrețită, un abdomen înclinat și două extensii asemănătoare cu degetele la vârful trompei.  Elefanții asiatici au urechi mai mici, spinare convexă sau dreaptă, piele mai fină, abdomen orizontal, care ocazional se scufundă în mijloc, și o singură extensie la vârful trompei. Crestele încovoiate ale molarilor sunt mai înguste la elefantul asiatic, în timp ce cele ale africanilor sunt mai degrabă romboidale. Elefantul asiatic are, de asemenea, umflături dorsale pe cap și unele pete de depigmentare pe piele.
 Zoologul suedez Carl Linnaeus a descris pentru prima dată genul Elephas și un elefant din Sri Lanka (pe atunci, Ceylon) sub denumirea binomială Elephas maximus în 1758.  În 1798, Georges Cuvier a clasificat elefantul indian⁠(d) sub binomialul Elephas indicus.  Zoologul olandez Coenraad Jacob Temminck a descris elefantul sumatran în 1847 sub binomul Elephas sumatranus. Zoologul englez Frederick Nutter Chasen⁠(d) a clasificat toate cele trei ca subspecii ale elefantului asiatic în 1940.   Elefanții asiatici variază geografic în ceea ce privește culoarea și cantitatea de depigmentare. Elefantul din Sri Lanka⁠(d) (Elephas maximus maximus) trăiește în Sri Lanka, elefantul indian (E. m. indicus) este originar din Asia continentală (pe subcontinentul indian și în Indochina) și elefantul sumatran (E. m. sumatranus) se găsește în Sumatra. O subspecie contestată, elefantul de Borneo⁠(d), trăiește în nordul insulei Borneo și este mai mic decât toate celelalte subspecii. Are urechi mai mari, coadă lungă și colți mai drepți decât elefantul obișnuit. Zoologul sri-lankez Paulus Edward Pieris Deraniyagala⁠(d) a descris-o în 1950 sub trinomul Elephas maximus borneensis, luând ca tip o ilustrație din National Geographic. A fost ulterior subsumat sub fie lui E. m. indicus, fie lui E. m. sumatranus.  Rezultatele unei analize genetice⁠(d) din 2003 arată că strămoșii săi s-au separat⁠(d) de populația continentală acum circa 300.000 de ani. Un studiu din 2008 a constatat că elefanții din Borneo nu sunt indigeni pe insulă, ci au fost aduși acolo înainte de 1521 de către sultanul Sulu⁠(d) din Java, de unde elefanții sunt astăzi dispăruți.
Elefantul african a fost denumit pentru prima dată de naturalistul german Johann Friedrich Blumenbach în 1797 Elephas africanus. Genul Loxodonta a fost botezat de Frédéric Cuvier în 1825. Cuvier a scris Loxodonte, dar în 1827 un autor anonim a romanizat ortografia la Loxodonta; Codul Internațional de Nomenclatură Zoologică recunoaște această denumire drept autoritate propriu-zisă. În 1942, 18 subtipuri de elefant african au fost recunoscute de Henry Fairfield Osborn  dar date morfologice suplimentare au redus numărul de subspecii clasificate, iar până în anii 1990 doar două au fost recunoscute, elefantul de savană (L. a. africana) și elefantul de pădure (L. a. cyclotis), ultimul botezat în 1900 de zoologul german Paul Matschie. Elefanții de pădure au urechi mai mici și mai rotunjite, și colții mai subțiri și mai drepți decât elefanții de savană, și sunt limitați la zonele împădurite din Africa de Vest și Centrală. Un studiu din 2000 a susținut ridicarea celor două forme în specii separate (L. africana și L. cyclotis) pe baza diferențelor din morfologia craniului.  Studiile ADN publicate în 2001 și 2007 au sugerat și ele că acestea sunt specii distincte, în timp ce studiile realizate în 2002 și 2005 au concluzionat că acestea erau aceeași specie.  Studiile ulterioare (2010, 2011, 2015) au susținut statutul elefanților de savană și al celor de pădure ca specii distincte. Se crede că cele două specii s-au despărțit acum 6 milioane de ani și au fost izolate genetic complet în ultimii 500.000 de ani. În anul 2017, analiza secvențială ADN a arătat că L. cyclotis este mai strâns legat de specia dispărută Palaeoloxodon antiquus decât de L. africana, subminând astfel genul Loxodonta în ansamblu. Unele dovezi sugerează că elefanții din Africa de Vest sunt o specie separată, deși acest lucru este controversat.  Elefanții pigmei din bazinul Congo, despre care s-au sugerat că sunt o specie separată (Loxodonta pumilio), sunt probabil elefanți de pădure a căror dimensiune mică și/sau maturitate precoce se datorează condițiilor de mediu.

### Evoluția și rudele dispărute

Craniul fosil și modelul unui Palaeoloxodon antiquus, posibil cea mai apropiată rudă cunoscută a elefantului african de pădure actual

S-au consemnat peste 185 de membri dispăruți și trei radiații evolutive⁠(d) majore ale ordinului Proboscidea. Cele mai timpurii proboscide, Eritherium⁠(d) din Africa și Phosphatherium⁠(d) din Paleocenul târziu, vesteau primele radiații. În eocen existau Numidotherium⁠(d), Moeritherium și Barytherium⁠(d) în Africa. Aceste animale erau relativ mici și acvatice. Mai târziu, au apărut genuri precum Phiomia⁠(d) și Palaeomastodon⁠(d); acestea din urmă probabil au locuit pădurile. Diversitatea proboscidiană a scăzut în timpul oligocenului. O specie notabilă din această epocă era Eritreum⁠(d) melakeghebrekristosi din Cornul Africii, care poate să fi fost un strămoș pentru mai multe specii mai târziu.  Începutul miocenului a adus a doua diversificare, cu apariția deinotherelor⁠(d) și mammutidelor. Primele erau înrudite cu Barytherium și trăiau în Africa și Eurasia, în timp ce cei din urmă s-ar putea să fie descendenți din Eritreum și s-au răspândit în America de Nord.
A doua radiație a fost reprezentată de apariția gomphotherelor⁠(d) în miocen,  care probabil au evoluat din Eritreum și își au originea în Africa, răspândindu-se pe toate continentele, cu excepția Australiei și Antarcticii.  Membrii acestui grup cuprind Gomphotherium și Platybelodon. Cea de-a treia radiație a început în miocenul târziu și a condus la sosirea elephantidelor, care au descins și au înlocuit treptat gomphotherele. Primelephas⁠(d) gomphotheroides din Africa au dat naștere genurilor Loxodonta, Mammuthus și Elephas.  Loxodonta s-a desprins cel mai devreme, în jurul limitei între miocen și pliocen, în timp ce Mammuthus și Elephas s-au despărțit mai târziu în timpul pliocenului timpuriu. Loxodonta a rămas în Africa, în timp ce Mammuthus și Elefas s-au răspândit în Eurasia, iar cel dintâi a ajuns în America de Nord. În același timp, stegodontidele⁠(d), un alt grup proboscidean provenit din gomphothere, s-au răspândit în toată Asia, inclusiv pe subcontinentul indian, China, Asia de Sud-Est și Japonia. Mammutidele au continuat să evolueze în specii noi, cum ar fi mastodontul american. 
|  | Loxodonta                                             |
|  |                                                       |
|  | \| \| Mammuthus \| \| \| \| \| \| Elephas \| \| \| \| |
|  |                                                       |
|  | Mammuthus                                             |
|  |                                                       |
|  | Elephas                                               |
|  |                                                       |

|  | Mammuthus |
|  |           |
|  | Elephas   |
|  |           |

|  | Loxodonta                                             |
|  |                                                       |
|  | \| \| Mammuthus \| \| \| \| \| \| Elephas \| \| \| \| |
|  |                                                       |
|  | Mammuthus                                             |
|  |                                                       |
|  | Elephas                                               |
|  |                                                       |

|  | Mammuthus |
|  |           |
|  | Elephas   |
|  |           |

|  | Loxodonta                                             |
|  |                                                       |
|  | \| \| Mammuthus \| \| \| \| \| \| Elephas \| \| \| \| |
|  |                                                       |
|  | Mammuthus                                             |
|  |                                                       |
|  | Elephas                                               |
|  |                                                       |

|  | Mammuthus |
|  |           |
|  | Elephas   |
|  |           |

|  | Loxodonta                                             |
|  |                                                       |
|  | \| \| Mammuthus \| \| \| \| \| \| Elephas \| \| \| \| |
|  |                                                       |
|  | Mammuthus                                             |
|  |                                                       |
|  | Elephas                                               |
|  |                                                       |

|  | Mammuthus |
|  |           |
|  | Elephas   |
|  |           |

|  | Loxodonta                                             |
|  |                                                       |
|  | \| \| Mammuthus \| \| \| \| \| \| Elephas \| \| \| \| |
|  |                                                       |
|  | Mammuthus                                             |
|  |                                                       |
|  | Elephas                                               |
|  |                                                       |

|  | Mammuthus |
|  |           |
|  | Elephas   |
|  |           |

|  | Loxodonta                                             |
|  |                                                       |
|  | \| \| Mammuthus \| \| \| \| \| \| Elephas \| \| \| \| |
|  |                                                       |
|  | Mammuthus                                             |
|  |                                                       |
|  | Elephas                                               |
|  |                                                       |

|  | Mammuthus |
|  |           |
|  | Elephas   |
|  |           |

|  | Loxodonta                                             |
|  |                                                       |
|  | \| \| Mammuthus \| \| \| \| \| \| Elephas \| \| \| \| |
|  |                                                       |
|  | Mammuthus                                             |
|  |                                                       |
|  | Elephas                                               |
|  |                                                       |

|  | Mammuthus |
|  |           |
|  | Elephas   |
|  |           |

|  | Loxodonta                                             |
|  |                                                       |
|  | \| \| Mammuthus \| \| \| \| \| \| Elephas \| \| \| \| |
|  |                                                       |
|  | Mammuthus                                             |
|  |                                                       |
|  | Elephas                                               |
|  |                                                       |

|  | Mammuthus |
|  |           |
|  | Elephas   |
|  |           |

|  | Loxodonta                                             |
|  |                                                       |
|  | \| \| Mammuthus \| \| \| \| \| \| Elephas \| \| \| \| |
|  |                                                       |
|  | Mammuthus                                             |
|  |                                                       |
|  | Elephas                                               |
|  |                                                       |

|  | Mammuthus |
|  |           |
|  | Elephas   |
|  |           |

|  | Loxodonta                                             |
|  |                                                       |
|  | \| \| Mammuthus \| \| \| \| \| \| Elephas \| \| \| \| |
|  |                                                       |
|  | Mammuthus                                             |
|  |                                                       |
|  | Elephas                                               |
|  |                                                       |

|  | Mammuthus |
|  |           |
|  | Elephas   |
|  |           |

|  | Loxodonta                                             |
|  |                                                       |
|  | \| \| Mammuthus \| \| \| \| \| \| Elephas \| \| \| \| |
|  |                                                       |
|  | Mammuthus                                             |
|  |                                                       |
|  | Elephas                                               |
|  |                                                       |

|  | Mammuthus |
|  |           |
|  | Elephas   |
|  |           |

|  | Loxodonta                                             |
|  |                                                       |
|  | \| \| Mammuthus \| \| \| \| \| \| Elephas \| \| \| \| |
|  |                                                       |
|  | Mammuthus                                             |
|  |                                                       |
|  | Elephas                                               |
|  |                                                       |

|  | Mammuthus |
|  |           |
|  | Elephas   |
|  |           |

|  | Loxodonta                                             |
|  |                                                       |
|  | \| \| Mammuthus \| \| \| \| \| \| Elephas \| \| \| \| |
|  |                                                       |
|  | Mammuthus                                             |
|  |                                                       |
|  | Elephas                                               |
|  |                                                       |

|  | Mammuthus |
|  |           |
|  | Elephas   |
|  |           |

|  | Loxodonta                                             |
|  |                                                       |
|  | \| \| Mammuthus \| \| \| \| \| \| Elephas \| \| \| \| |
|  |                                                       |
|  | Mammuthus                                             |
|  |                                                       |
|  | Elephas                                               |
|  |                                                       |

|  | Mammuthus |
|  |           |
|  | Elephas   |
|  |           |

|  | Loxodonta                                             |
|  |                                                       |
|  | \| \| Mammuthus \| \| \| \| \| \| Elephas \| \| \| \| |
|  |                                                       |
|  | Mammuthus                                             |
|  |                                                       |
|  | Elephas                                               |
|  |                                                       |

|  | Mammuthus |
|  |           |
|  | Elephas   |
|  |           |

|  | Loxodonta                                             |
|  |                                                       |
|  | \| \| Mammuthus \| \| \| \| \| \| Elephas \| \| \| \| |
|  |                                                       |
|  | Mammuthus                                             |
|  |                                                       |
|  | Elephas                                               |
|  |                                                       |

|  | Mammuthus |
|  |           |
|  | Elephas   |
|  |           |

|  | Loxodonta                                             |
|  |                                                       |
|  | \| \| Mammuthus \| \| \| \| \| \| Elephas \| \| \| \| |
|  |                                                       |
|  | Mammuthus                                             |
|  |                                                       |
|  | Elephas                                               |
|  |                                                       |

|  | Mammuthus |
|  |           |
|  | Elephas   |
|  |           |

|  | Loxodonta                                             |
|  |                                                       |
|  | \| \| Mammuthus \| \| \| \| \| \| Elephas \| \| \| \| |
|  |                                                       |
|  | Mammuthus                                             |
|  |                                                       |
|  | Elephas                                               |
|  |                                                       |

|  | Mammuthus |
|  |           |
|  | Elephas   |
|  |           |

|  | Loxodonta                                             |
|  |                                                       |
|  | \| \| Mammuthus \| \| \| \| \| \| Elephas \| \| \| \| |
|  |                                                       |
|  | Mammuthus                                             |
|  |                                                       |
|  | Elephas                                               |
|  |                                                       |

|  | Mammuthus |
|  |           |
|  | Elephas   |
|  |           |

|  | Loxodonta                                             |
|  |                                                       |
|  | \| \| Mammuthus \| \| \| \| \| \| Elephas \| \| \| \| |
|  |                                                       |
|  | Mammuthus                                             |
|  |                                                       |
|  | Elephas                                               |
|  |                                                       |

|  | Mammuthus |
|  |           |
|  | Elephas   |
|  |           |

|  | Loxodonta                                             |
|  |                                                       |
|  | \| \| Mammuthus \| \| \| \| \| \| Elephas \| \| \| \| |
|  |                                                       |
|  | Mammuthus                                             |
|  |                                                       |
|  | Elephas                                               |
|  |                                                       |

|  | Mammuthus |
|  |           |
|  | Elephas   |
|  |           |

|  | Loxodonta                                             |
|  |                                                       |
|  | \| \| Mammuthus \| \| \| \| \| \| Elephas \| \| \| \| |
|  |                                                       |
|  | Mammuthus                                             |
|  |                                                       |
|  | Elephas                                               |
|  |                                                       |

|  | Mammuthus |
|  |           |
|  | Elephas   |
|  |           |

|  | Loxodonta                                             |
|  |                                                       |
|  | \| \| Mammuthus \| \| \| \| \| \| Elephas \| \| \| \| |
|  |                                                       |
|  | Mammuthus                                             |
|  |                                                       |
|  | Elephas                                               |
|  |                                                       |

|  | Mammuthus |
|  |           |
|  | Elephas   |
|  |           |

|  | Loxodonta                                             |
|  |                                                       |
|  | \| \| Mammuthus \| \| \| \| \| \| Elephas \| \| \| \| |
|  |                                                       |
|  | Mammuthus                                             |
|  |                                                       |
|  | Elephas                                               |
|  |                                                       |

|  | Mammuthus |
|  |           |
|  | Elephas   |
|  |           |

|  | Loxodonta                                             |
|  |                                                       |
|  | \| \| Mammuthus \| \| \| \| \| \| Elephas \| \| \| \| |
|  |                                                       |
|  | Mammuthus                                             |
|  |                                                       |
|  | Elephas                                               |
|  |                                                       |

|  | Mammuthus |
|  |           |
|  | Elephas   |
|  |           |

|  | Loxodonta                                             |
|  |                                                       |
|  | \| \| Mammuthus \| \| \| \| \| \| Elephas \| \| \| \| |
|  |                                                       |
|  | Mammuthus                                             |
|  |                                                       |
|  | Elephas                                               |
|  |                                                       |

|  | Mammuthus |
|  |           |
|  | Elephas   |
|  |           |

|  | Loxodonta                                             |
|  |                                                       |
|  | \| \| Mammuthus \| \| \| \| \| \| Elephas \| \| \| \| |
|  |                                                       |
|  | Mammuthus                                             |
|  |                                                       |
|  | Elephas                                               |
|  |                                                       |

|  | Mammuthus |
|  |           |
|  | Elephas   |
|  |           |

|  | Loxodonta                                             |
|  |                                                       |
|  | \| \| Mammuthus \| \| \| \| \| \| Elephas \| \| \| \| |
|  |                                                       |
|  | Mammuthus                                             |
|  |                                                       |
|  | Elephas                                               |
|  |                                                       |

|  | Mammuthus |
|  |           |
|  | Elephas   |
|  |           |

|  | Loxodonta                                             |
|  |                                                       |
|  | \| \| Mammuthus \| \| \| \| \| \| Elephas \| \| \| \| |
|  |                                                       |
|  | Mammuthus                                             |
|  |                                                       |
|  | Elephas                                               |
|  |                                                       |

|  | Mammuthus |
|  |           |
|  | Elephas   |
|  |           |

|  | Loxodonta                                             |
|  |                                                       |
|  | \| \| Mammuthus \| \| \| \| \| \| Elephas \| \| \| \| |
|  |                                                       |
|  | Mammuthus                                             |
|  |                                                       |
|  | Elephas                                               |
|  |                                                       |

|  | Mammuthus |
|  |           |
|  | Elephas   |
|  |           |

|  | Loxodonta                                             |
|  |                                                       |
|  | \| \| Mammuthus \| \| \| \| \| \| Elephas \| \| \| \| |
|  |                                                       |
|  | Mammuthus                                             |
|  |                                                       |
|  | Elephas                                               |
|  |                                                       |

|  | Mammuthus |
|  |           |
|  | Elephas   |
|  |           |

|  | Loxodonta                                             |
|  |                                                       |
|  | \| \| Mammuthus \| \| \| \| \| \| Elephas \| \| \| \| |
|  |                                                       |
|  | Mammuthus                                             |
|  |                                                       |
|  | Elephas                                               |
|  |                                                       |

|  | Mammuthus |
|  |           |
|  | Elephas   |
|  |           |

|  | Loxodonta                                             |
|  |                                                       |
|  | \| \| Mammuthus \| \| \| \| \| \| Elephas \| \| \| \| |
|  |                                                       |
|  | Mammuthus                                             |
|  |                                                       |
|  | Elephas                                               |
|  |                                                       |

|  | Mammuthus |
|  |           |
|  | Elephas   |
|  |           |

|  | Loxodonta                                             |
|  |                                                       |
|  | \| \| Mammuthus \| \| \| \| \| \| Elephas \| \| \| \| |
|  |                                                       |
|  | Mammuthus                                             |
|  |                                                       |
|  | Elephas                                               |
|  |                                                       |

|  | Mammuthus |
|  |           |
|  | Elephas   |
|  |           |

|  | Loxodonta                                             |
|  |                                                       |
|  | \| \| Mammuthus \| \| \| \| \| \| Elephas \| \| \| \| |
|  |                                                       |
|  | Mammuthus                                             |
|  |                                                       |
|  | Elephas                                               |
|  |                                                       |

|  | Mammuthus |
|  |           |
|  | Elephas   |
|  |           |

|  | Loxodonta                                             |
|  |                                                       |
|  | \| \| Mammuthus \| \| \| \| \| \| Elephas \| \| \| \| |
|  |                                                       |
|  | Mammuthus                                             |
|  |                                                       |
|  | Elephas                                               |
|  |                                                       |

|  | Mammuthus |
|  |           |
|  | Elephas   |
|  |           |

|  | Loxodonta                                             |
|  |                                                       |
|  | \| \| Mammuthus \| \| \| \| \| \| Elephas \| \| \| \| |
|  |                                                       |
|  | Mammuthus                                             |
|  |                                                       |
|  | Elephas                                               |
|  |                                                       |

|  | Mammuthus |
|  |           |
|  | Elephas   |
|  |           |

|  | Loxodonta                                             |
|  |                                                       |
|  | \| \| Mammuthus \| \| \| \| \| \| Elephas \| \| \| \| |
|  |                                                       |
|  | Mammuthus                                             |
|  |                                                       |
|  | Elephas                                               |
|  |                                                       |

|  | Mammuthus |
|  |           |
|  | Elephas   |
|  |           |

|  | Loxodonta                                             |
|  |                                                       |
|  | \| \| Mammuthus \| \| \| \| \| \| Elephas \| \| \| \| |
|  |                                                       |
|  | Mammuthus                                             |
|  |                                                       |
|  | Elephas                                               |
|  |                                                       |

|  | Mammuthus |
|  |           |
|  | Elephas   |
|  |           |

|  | Loxodonta                                             |
|  |                                                       |
|  | \| \| Mammuthus \| \| \| \| \| \| Elephas \| \| \| \| |
|  |                                                       |
|  | Mammuthus                                             |
|  |                                                       |
|  | Elephas                                               |
|  |                                                       |

|  | Mammuthus |
|  |           |
|  | Elephas   |
|  |           |

|  | Loxodonta                                             |
|  |                                                       |
|  | \| \| Mammuthus \| \| \| \| \| \| Elephas \| \| \| \| |
|  |                                                       |
|  | Mammuthus                                             |
|  |                                                       |
|  | Elephas                                               |
|  |                                                       |

|  | Mammuthus |
|  |           |
|  | Elephas   |
|  |           |

|  | Loxodonta                                             |
|  |                                                       |
|  | \| \| Mammuthus \| \| \| \| \| \| Elephas \| \| \| \| |
|  |                                                       |
|  | Mammuthus                                             |
|  |                                                       |
|  | Elephas                                               |
|  |                                                       |

|  | Mammuthus |
|  |           |
|  | Elephas   |
|  |           |

|  | Loxodonta                                             |
|  |                                                       |
|  | \| \| Mammuthus \| \| \| \| \| \| Elephas \| \| \| \| |
|  |                                                       |
|  | Mammuthus                                             |
|  |                                                       |
|  | Elephas                                               |
|  |                                                       |

|  | Mammuthus |
|  |           |
|  | Elephas   |
|  |           |

|  | Loxodonta                                             |
|  |                                                       |
|  | \| \| Mammuthus \| \| \| \| \| \| Elephas \| \| \| \| |
|  |                                                       |
|  | Mammuthus                                             |
|  |                                                       |
|  | Elephas                                               |
|  |                                                       |

|  | Mammuthus |
|  |           |
|  | Elephas   |
|  |           |

|  | Loxodonta                                             |
|  |                                                       |
|  | \| \| Mammuthus \| \| \| \| \| \| Elephas \| \| \| \| |
|  |                                                       |
|  | Mammuthus                                             |
|  |                                                       |
|  | Elephas                                               |
|  |                                                       |

|  | Mammuthus |
|  |           |
|  | Elephas   |
|  |           |

|  | Loxodonta                                             |
|  |                                                       |
|  | \| \| Mammuthus \| \| \| \| \| \| Elephas \| \| \| \| |
|  |                                                       |
|  | Mammuthus                                             |
|  |                                                       |
|  | Elephas                                               |
|  |                                                       |

|  | Mammuthus |
|  |           |
|  | Elephas   |
|  |           |

|  | Loxodonta                                             |
|  |                                                       |
|  | \| \| Mammuthus \| \| \| \| \| \| Elephas \| \| \| \| |
|  |                                                       |
|  | Mammuthus                                             |
|  |                                                       |
|  | Elephas                                               |
|  |                                                       |

|  | Mammuthus |
|  |           |
|  | Elephas   |
|  |           |

|  | Loxodonta                                             |
|  |                                                       |
|  | \| \| Mammuthus \| \| \| \| \| \| Elephas \| \| \| \| |
|  |                                                       |
|  | Mammuthus                                             |
|  |                                                       |
|  | Elephas                                               |
|  |                                                       |

|  | Mammuthus |
|  |           |
|  | Elephas   |
|  |           |

|  | Loxodonta                                             |
|  |                                                       |
|  | \| \| Mammuthus \| \| \| \| \| \| Elephas \| \| \| \| |
|  |                                                       |
|  | Mammuthus                                             |
|  |                                                       |
|  | Elephas                                               |
|  |                                                       |

|  | Mammuthus |
|  |           |
|  | Elephas   |
|  |           |

|  | Loxodonta                                             |
|  |                                                       |
|  | \| \| Mammuthus \| \| \| \| \| \| Elephas \| \| \| \| |
|  |                                                       |
|  | Mammuthus                                             |
|  |                                                       |
|  | Elephas                                               |
|  |                                                       |

|  | Mammuthus |
|  |           |
|  | Elephas   |
|  |           |

|  | Loxodonta                                             |
|  |                                                       |
|  | \| \| Mammuthus \| \| \| \| \| \| Elephas \| \| \| \| |
|  |                                                       |
|  | Mammuthus                                             |
|  |                                                       |
|  | Elephas                                               |
|  |                                                       |

|  | Mammuthus |
|  |           |
|  | Elephas   |
|  |           |

|  | Loxodonta                                             |
|  |                                                       |
|  | \| \| Mammuthus \| \| \| \| \| \| Elephas \| \| \| \| |
|  |                                                       |
|  | Mammuthus                                             |
|  |                                                       |
|  | Elephas                                               |
|  |                                                       |

|  | Mammuthus |
|  |           |
|  | Elephas   |
|  |           |

|  | Loxodonta                                             |
|  |                                                       |
|  | \| \| Mammuthus \| \| \| \| \| \| Elephas \| \| \| \| |
|  |                                                       |
|  | Mammuthus                                             |
|  |                                                       |
|  | Elephas                                               |
|  |                                                       |

|  | Mammuthus |
|  |           |
|  | Elephas   |
|  |           |

|  | Loxodonta                                             |
|  |                                                       |
|  | \| \| Mammuthus \| \| \| \| \| \| Elephas \| \| \| \| |
|  |                                                       |
|  | Mammuthus                                             |
|  |                                                       |
|  | Elephas                                               |
|  |                                                       |

|  | Mammuthus |
|  |           |
|  | Elephas   |
|  |           |

|  | Loxodonta                                             |
|  |                                                       |
|  | \| \| Mammuthus \| \| \| \| \| \| Elephas \| \| \| \| |
|  |                                                       |
|  | Mammuthus                                             |
|  |                                                       |
|  | Elephas                                               |
|  |                                                       |

|  | Mammuthus |
|  |           |
|  | Elephas   |
|  |           |

|  | Loxodonta                                             |
|  |                                                       |
|  | \| \| Mammuthus \| \| \| \| \| \| Elephas \| \| \| \| |
|  |                                                       |
|  | Mammuthus                                             |
|  |                                                       |
|  | Elephas                                               |
|  |                                                       |

|  | Mammuthus |
|  |           |
|  | Elephas   |
|  |           |

|  | Loxodonta                                             |
|  |                                                       |
|  | \| \| Mammuthus \| \| \| \| \| \| Elephas \| \| \| \| |
|  |                                                       |
|  | Mammuthus                                             |
|  |                                                       |
|  | Elephas                                               |
|  |                                                       |

|  | Mammuthus |
|  |           |
|  | Elephas   |
|  |           |

|  | Loxodonta                                             |
|  |                                                       |
|  | \| \| Mammuthus \| \| \| \| \| \| Elephas \| \| \| \| |
|  |                                                       |
|  | Mammuthus                                             |
|  |                                                       |
|  | Elephas                                               |
|  |                                                       |

|  | Mammuthus |
|  |           |
|  | Elephas   |
|  |           |

|  | Loxodonta                                             |
|  |                                                       |
|  | \| \| Mammuthus \| \| \| \| \| \| Elephas \| \| \| \| |
|  |                                                       |
|  | Mammuthus                                             |
|  |                                                       |
|  | Elephas                                               |
|  |                                                       |

|  | Mammuthus |
|  |           |
|  | Elephas   |
|  |           |

|  | Loxodonta                                             |
|  |                                                       |
|  | \| \| Mammuthus \| \| \| \| \| \| Elephas \| \| \| \| |
|  |                                                       |
|  | Mammuthus                                             |
|  |                                                       |
|  | Elephas                                               |
|  |                                                       |

|  | Mammuthus |
|  |           |
|  | Elephas   |
|  |           |

|  | Loxodonta                                             |
|  |                                                       |
|  | \| \| Mammuthus \| \| \| \| \| \| Elephas \| \| \| \| |
|  |                                                       |
|  | Mammuthus                                             |
|  |                                                       |
|  | Elephas                                               |
|  |                                                       |

|  | Mammuthus |
|  |           |
|  | Elephas   |
|  |           |

|  | Loxodonta                                             |
|  |                                                       |
|  | \| \| Mammuthus \| \| \| \| \| \| Elephas \| \| \| \| |
|  |                                                       |
|  | Mammuthus                                             |
|  |                                                       |
|  | Elephas                                               |
|  |                                                       |

|  | Mammuthus |
|  |           |
|  | Elephas   |
|  |           |

|  | Loxodonta                                             |
|  |                                                       |
|  | \| \| Mammuthus \| \| \| \| \| \| Elephas \| \| \| \| |
|  |                                                       |
|  | Mammuthus                                             |
|  |                                                       |
|  | Elephas                                               |
|  |                                                       |

|  | Mammuthus |
|  |           |
|  | Elephas   |
|  |           |

|  | Loxodonta                                             |
|  |                                                       |
|  | \| \| Mammuthus \| \| \| \| \| \| Elephas \| \| \| \| |
|  |                                                       |
|  | Mammuthus                                             |
|  |                                                       |
|  | Elephas                                               |
|  |                                                       |

|  | Mammuthus |
|  |           |
|  | Elephas   |
|  |           |

La începutul pleistocenului, elefanții au trecut printr-o perioadă cu rată ridicată de speciație. Pleistocenul a adus și apariția lui Palaeoloxodon namadicus⁠(d), cel mai mare mamifer terestru din toate timpurile. Loxodonta atlantica⁠(d) a devenit cea mai comună specie din nordul și sudul Africii, însă a fost înlocuită de Elephas iolensis mai târziu în pleistocen. Abia când Elephas a dispărut din Africa, Loxodonta a devenit dominantă din nou, de data aceasta sub forma speciei moderne. Elephas s-a diversificat în specii noi în Asia, cum ar fi E. hysudricus și E. platycephus;  acesta din urmă este probabil strămoșul elefantului asiatic modern. Mammuthus a evoluat în mai multe specii, printre care și binecunoscutul mamut lânos.  Reproducerea încrucișată pare să fi fost comună în rândul speciilor de elefantide, și, în unele cazuri, a condus la specii cu trei componente genetice ancestrale, cum ar fi elefanții cu colțuri drepte. În pleistocenul târziu, cea mai mare specie proboscideană a dispărut în timpul glaciațiunii cuaternare,⁠(d) care a ucis 50% din genurile cu o greutate de peste 5 kg din întreaga lume.
Proboscidele au prezentat mai multe tendințe evolutive, cum ar fi o creștere a dimensiunii, ceea ce a dus la apariția a numeroase specii gigantice care se ridicau până la 5 m înălțime. Ca și în cazul altor megaerbivore, inclusiv dinozaurii sauropozi dispăruți, dimensiunea mare a elefanților s-a dezvoltat probabil pentru că le permitea să supraviețuiască pe baza unei vegetații cu valoare nutritivă scăzută.  Membrele lor au crescut în lungime și labele picioarelor s-au scurtat și s-au lărgit.   Picioarele erau inițial plantigrate și s-au dezvoltat într-o poziție digitigradă⁠(d) cu susținere în pernițe și oase sesamoide⁠(d). Proboscidele timpurii au dezvoltat mandibule⁠(d) mai lungi și cranii mai mici, în timp ce cele mai derivate⁠(d) au dezvoltat mandibule mai scurte, ceea ce a mutat centrul de greutate al capului. Craniul a crescut, în timp ce gâtul s-a scurtat pentru a oferi un suport mai bun pentru acesta. Creșterea mărimii a dus la dezvoltarea și alungirea trompei mobile pentru a asigura anvergura. Numărul de premolari, incisivi și canini a scăzut. Dinții din obraz (molarii și premolarii) au devenit mai mari și mai specializați, mai ales după ce elefanții au început să treacă de la plante C3⁠(d) la ierburi C4⁠(d), ceea ce a determinat dinții să sufere o creștere de trei ori a înălțimii, precum și o multiplicare substanțială a lamelelor începând cu aproximativ acum cinci milioane de ani. Doar în ultimele milioane de ani s-au reîntors la un regim alimentar compus în principal din copaci și arbuști C3. Incisivii superiori laterali s-au transformat în colți, care aveau o varietate de forme de la drepți, până la curbați (în sus sau în jos), până la spirale, în funcție de specie. Unii proboscideeni au dezvoltat colți de la incisivii lor inferiori.   Elefanții păstrează anumite trăsături ale strămoșilor lor acvatici, cum ar fi anatomia urechii medii. 
Au existat unele discuții pe marginea relației dintre Mammuthus și Loxodonta sau Elephas. Unele studii ADN sugerează că Mammuthus este mai strâns legat de primul, în timp ce altele îl indică pe cel din urmă. Cu toate acestea, analiza profilului complet al genomului mitocondrial al mamutului lânos (secvențiat în 2005) sprijină ipoteza că Mammuthus este mai strâns legat de Elephas.  Dovezile morfologice sprijină ideea că Mammuthus și Elephas sunt taxoni-surori⁠(d) timp ce comparațiile albuminei serice⁠(d) și colagenului au ajuns la concluzia că toate cele trei genuri sunt în egală măsură legate între ele. Unii cercetători cred că un embrion clonat de mamut ar putea fi implantat într-o zi în uterul unui elefant asiatic.

#### Specii pitice

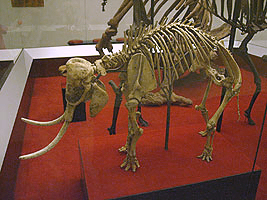
Scheletul unui elefant pitic cretan

Câteva specii de proboscideeni au trăit pe insule și au suferit nanism insular. Aceasta s-a întâmplat mai ales în pleistocen, când unele populații de elefanți au rămas izolate în urma fluctuațiilor nivelului mării, deși existaseră elefanții pitici și anterior, în pliocen.  Acești elefanți au scăzut în dimensiuni pe insule din cauza lipsei unor populații mari și viabile de prădători și din cauza resurselor limitate.  Dimpotrivă, mamiferele mici, cum ar fi rozătoarele, dezvoltau gigantism⁠(d) în aceste condiții. Se știe că proboscideenii pitici au trăit în Indonezia, insulele Channel din California⁠(d), și câteva insule din Marea Mediterană. 
Se crede că Elephas celebensis⁠(d) din Sulawesi ar fi descendent din Elephas planifrons .  Elephas falconeri din Malta și Sicilia avea doar 1 m și probabil a evoluat de la elefantul cu colți drepți. În Cipru, au existat și alți descendenți ai elefantului cu colți drepți. Elefanți pitici de descendență necunoscută au trăit în Creta, Ciclade și Dodecanese, și se știe că mamuți pitici au trăit în Sardinia.  Mamutul columbian a colonizat Insulele Channel și a evoluat în mamutul pigmeu. Această specie a atins o înălțime de 1,2–1,8 m și exemplarele cântăreau 200–2.000 kg.  O populație de mamuți lânoși mici a supraviețuit pe insula Vranghel, astăzi la 140 km în largul coastei Siberiei, până acum 4.000 de ani. După descoperirea lor în 1993, au fost considerați mamuți pitici. Această clasificare a fost reevaluată între timp și, de la cea de-a doua Conferință Internațională despre Mamuți din 1999, aceste animale nu mai sunt considerate adevărați „mamuți pitici”.

## Anatomie și morfologie

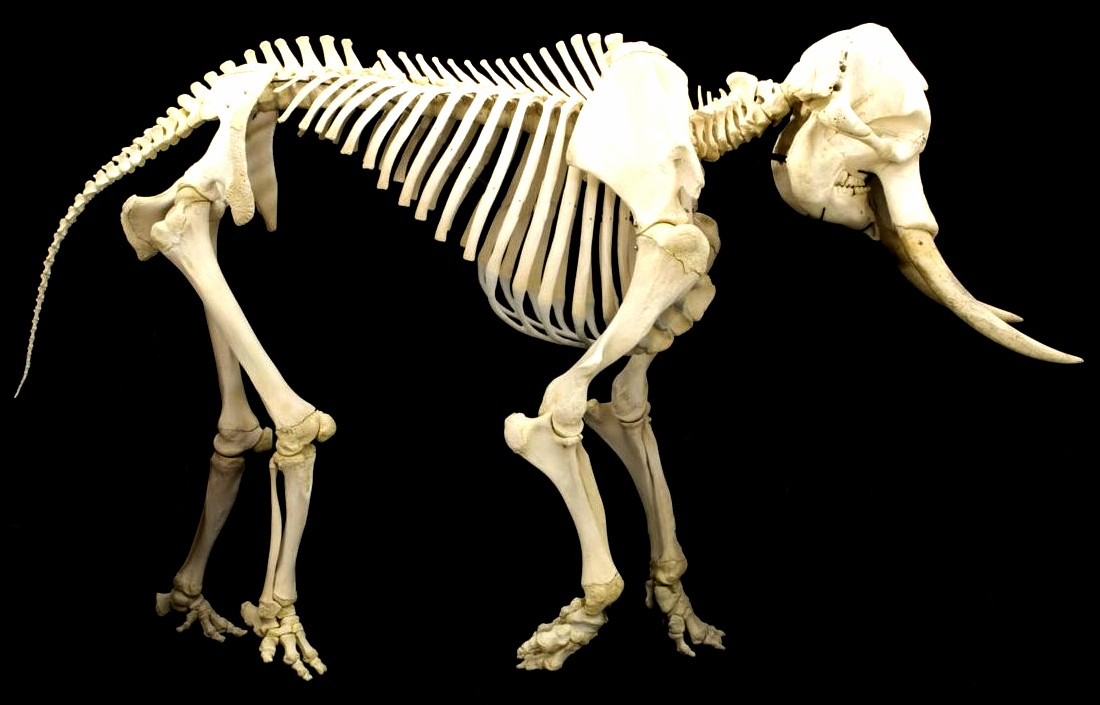
Schelet de elefant african de savană

Elefanții sunt cele mai mari animale terestre vii.  Elefanții de savană din Africa sunt cea mai mare specie, masculii având de obicei 320 cm înalțime la greabăn și 6.000 kg, în timp ce femelele au 260 cm înlățime la greabăn, cu o masă corporală de 3.000 kg. Elefanții asiatici masculi au de obicei aproximativ 2,75 m înălțime la greabăn și 4.000 kg, iar femelele au 2,4 m și 2.500 kg. Elefanții africani de pădure sunt cea mai mică specie, de obicei în jur de 2,2 m înălțime la greabăn și 2.000 kg.  Elefanții africani masculi sunt de obicei cu 23% mai înalți decât femelele, în timp ce elefanții asiatici masculi sunt doar cu aproximativ 15% mai înalți decât femelele.  Scheletul elefantului este alcătuit din 326–351 de oase. Vertebrele sunt legate prin îmbinări strânse, care limitează flexibilitatea coloanei vertebrale. Elefanții africani au 21 de perechi de coaste, în timp ce elefanții asiatici au 19 sau 20 de perechi.
Craniul unui elefant este suficient de solid pentru a rezista forțelor generate de pârghia colțuilor și coliziunilor cap-în-cap. Spatele craniului este aplatizat și întins, creând arcade care protejează creierul din orice direcție. Craniul conține cavități de aer (sinusuri⁠(d)) care-i reduc densitatea totală, menținând un raport masă-rezistență favorabil. Aceste cavități dau interiorului craniului un aspect de fagure de miere.  Craniul este deosebit de mare și oferă suficient spațiu pentru atașarea mușchilor care susțin întregul cap. Mandibula este solidă și grea. Datorită dimensiunii capului, gâtul este relativ scurt pentru a oferi suport mai bun. Neavând aparat lacrimal⁠(d), ochiul se bazează pe glanda harderiană⁠(d) pentru a se menține umed. O membrană nictitantă⁠(d) durabilă protejează globul ocular. Câmpul vizual⁠(d) al animalului este compromis de localizarea și de mobilitatea limitată a ochilor. Elefanții sunt considerați dicromați⁠(d) și pot vedea bine în lumină slabă, dar nu în lumină puternică.  Temperatura de bază a corpului este de °°°35,9 ºC, similar cu cea a unui om. La fel ca toate mamiferele, elefantul poate să-și ridice sau să-și scadă temperatura cu câțiva grade față de medie, ca răspuns la condițiile extreme de mediu. 

### Urechile

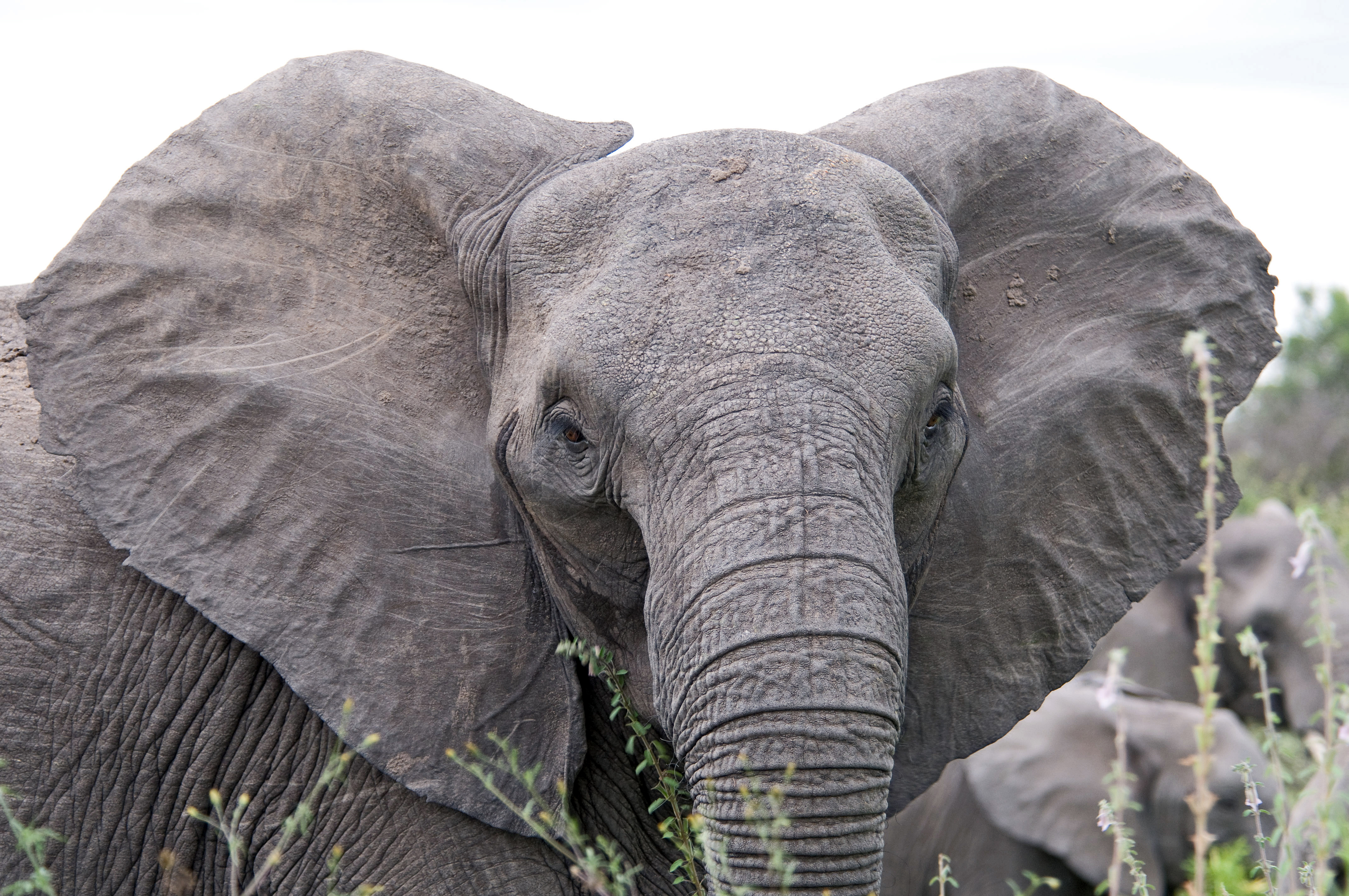
Elefant african de savană cu urechile desfăcute într-o poziție amenințătoare sau atentă; se observă vasele de sânge vizibile

Urechile elefanților au baze groase și vârfuri subțiri. Pavilioanele, sau pinnae, conțin numeroase vase de sânge, numite capilare. Sângele cald curge prin capilare, ajutând la eliberarea excesului de căldură în mediu. Acest lucru se întâmplă și când pavilioanele sunt nemișcate, dar animalul poate spori efectul mișcându-le.  Suprafețele mai mari ale urechilor conțin mai multe capilare și pot elibera mai multă căldură. Dintre toți elefanții, cei africani trăiesc în cele mai fierbinți clime și au cele mai mari pavilioane ale urechilor. Elefanții pot să audă la frecvențe joase și sunt cei mai sensibili la 1 kHz.

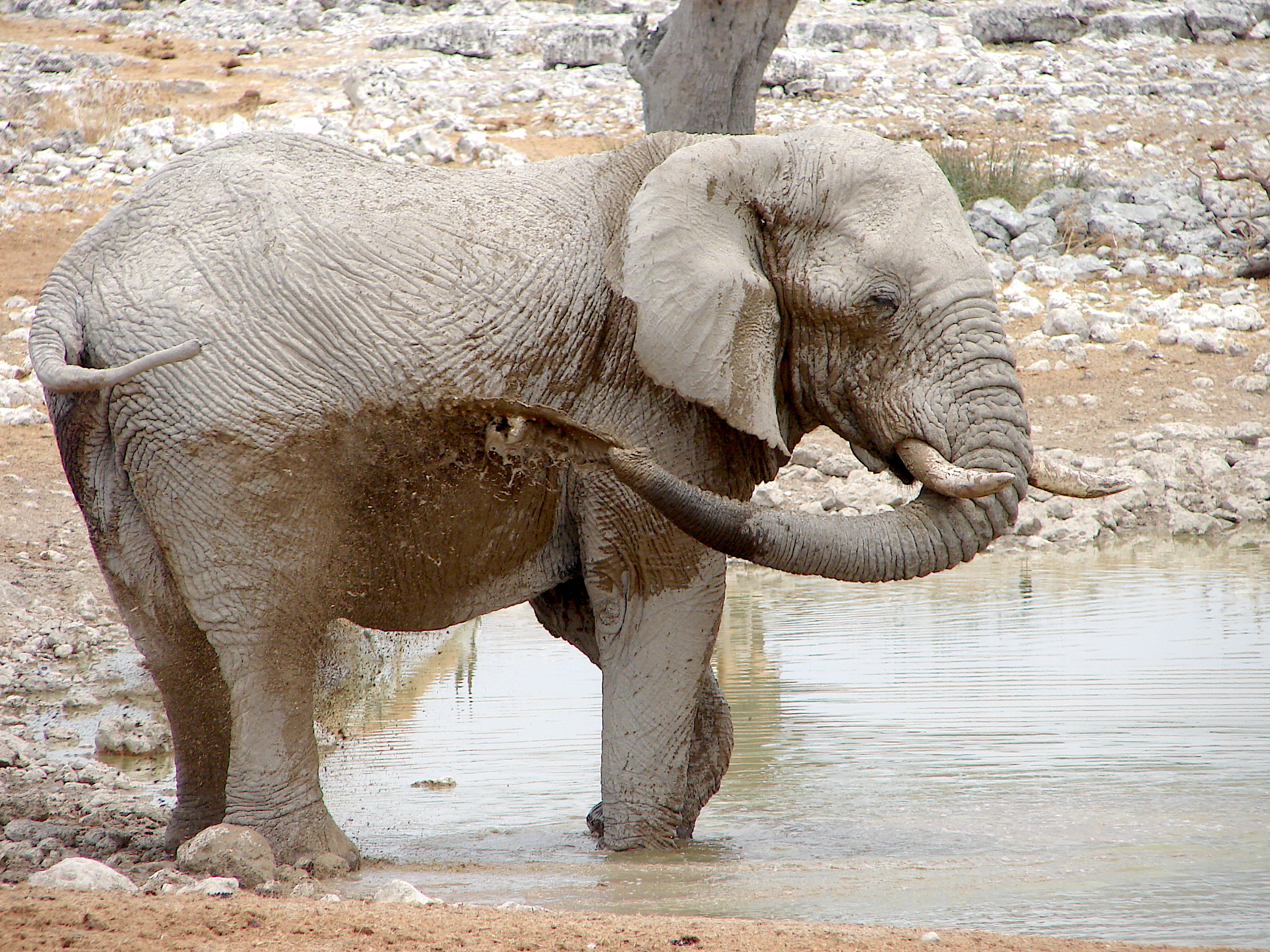
Elefant african de savană stropindu-și corpul cu apă

### Trompa
Trompa sau proboscida este o fuziune a nasului cu buza superioară, deși în viața fetală timpurie, buza superioară și trunchiul sunt separate. Trompa este alungită și specializată pentru a deveni cel mai important și versatil apendice al elefantului.  Conține până la 150.000 de fascicule musculare⁠(d) separate, fără os și cu puțină grăsime. Acești mușchi pereche constau din două tipuri majore: superficiali (de suprafață) și interni. Primii sunt împărțiți în dorsali, ventrali⁠(d) și laterali⁠(d), iar cei din urmă sunt împărțiți în mușchi transversali⁠(d) și radianți. Mușchii trompei se conectează la o deschidere osoasă din craniu. Septul nazal⁠(d) este alcătuit din mici unități musculare care se extind orizontal între nări. Cartilajul împarte nările la bază. Ca hidrostat muscular⁠(d), trompa se mișcă prin contracții musculare precis coordonate. Mușchii lucrează atât împreună cât și unul împotriva celuilalt. Un nerv unic proboscidal — format din nervii maxilari și faciali — traversează ambele laturi ale trompei. 

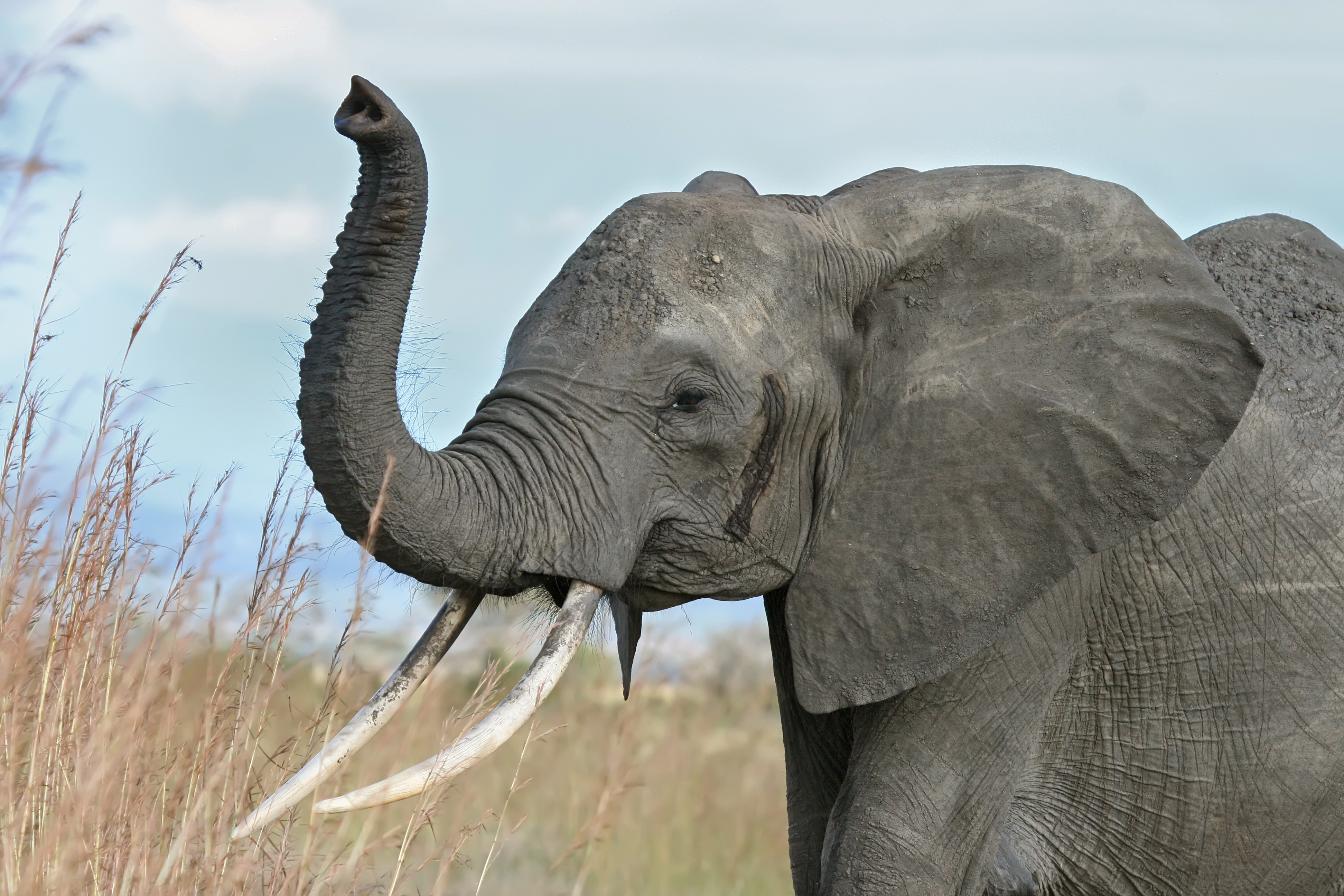
Elefant african de savană cu trompa ridicată, poziție adesea adoptată atunci când produce sunete

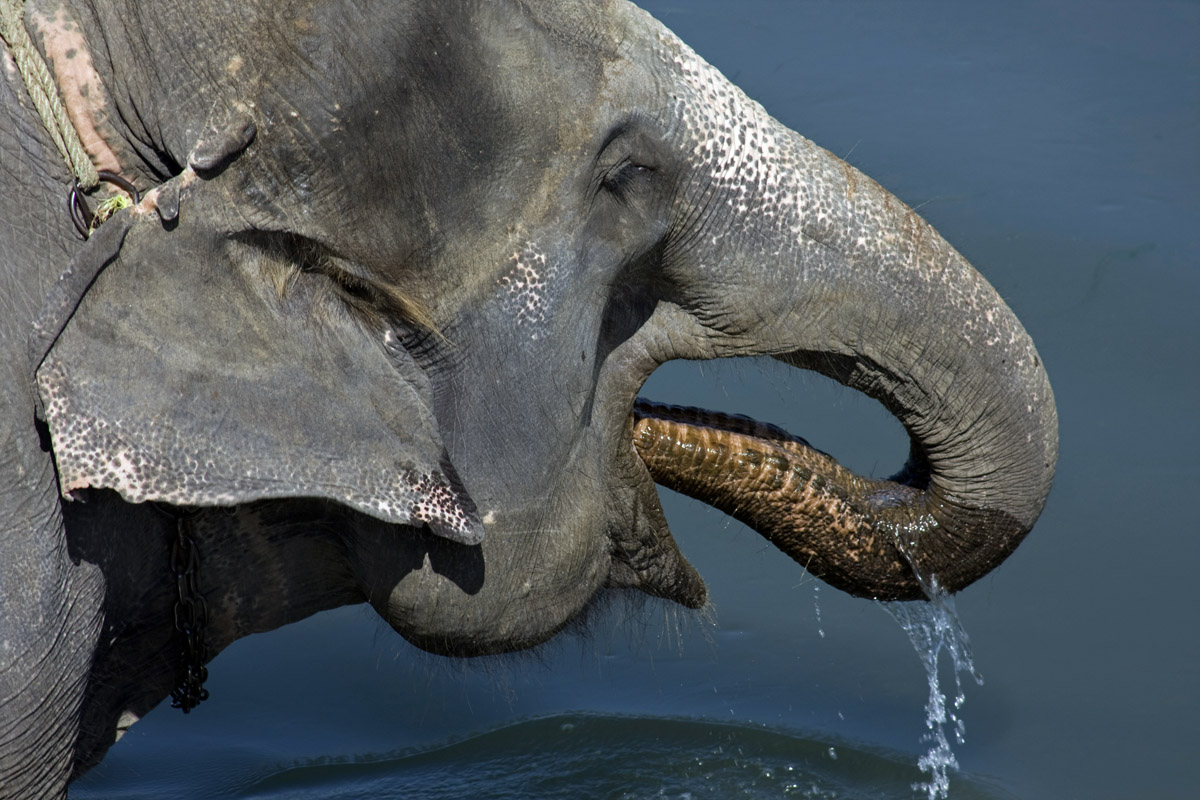
Elefant asiatic bând apă cu trompa

Trompele de elefant au mai multe funcții, inclusiv respirația, olfacția, atingerea, apucarea și producția de sunet.  Simțul mirosului animalului poate fi de patru ori mai sensibil decât cel al unui bloodhound. Capacitatea trompei de a face răsuciri puternice și mișcări de resort permite colectarea de alimente, lupta cu alți elefanți, și ridicarea a până la 350 kg. Poate fi folosită pentru sarcini delicate, cum ar fi ștergerea unui ochi și verificarea unui orificiu și poate sparge coaja arahidelor fără a sparge sămânța. Cu trompa sa, un elefant poate ajunge la obiecte aflate la înălțimi de până la 7 m și poate săpa după apă sub noroi sau nisip. Indivizii pot prezenta preferințe laterale atunci când apucă cu trunchiurile: unii preferă să le răsucească în stânga, alții în dreapta. Elefanții pot suge apă atât pentru a bea, cât și pentru a-și pulveriza corpul. Un elefant asiatic adult este capabil să rețină 8,5 l de apă în trompă. De asemenea, ei pulverizează praf sau iarbă pe propriul corp.  Când sunt sub apă, elefantul își folosește trompa ca snorkel.
Elefantul african are două extensii asemănătoare cu degetele la vârful trompei, care îi permit să prindă și să aducă alimente în gură.  Elefantul asiatic are doar unul, și se bazează mai mult pe înfășurarea trompei în jurul unei bucăți de hrană pentru a o aduce la gură. Elefanții asiatici au mai multă coordonare a mușchilor și pot îndeplini sarcini mai complexe. Pierderea trompei pune în pericol supraviețuirea unui elefant deși, în cazuri rare, au existat indivizi care au supraviețuit cu trompe scurtate. A fost observat un elefant păscând îngenuncheat pe picioarele din față, ridicându-și pe picioarele din spate și apucând iarba cu buzele. Sindromul paraliziei trompei⁠(d) este o paralizie a trompei elefanților africani, provocată de degradarea nervilor periferici și a mușchilor începând de la vârf.

### Dinții

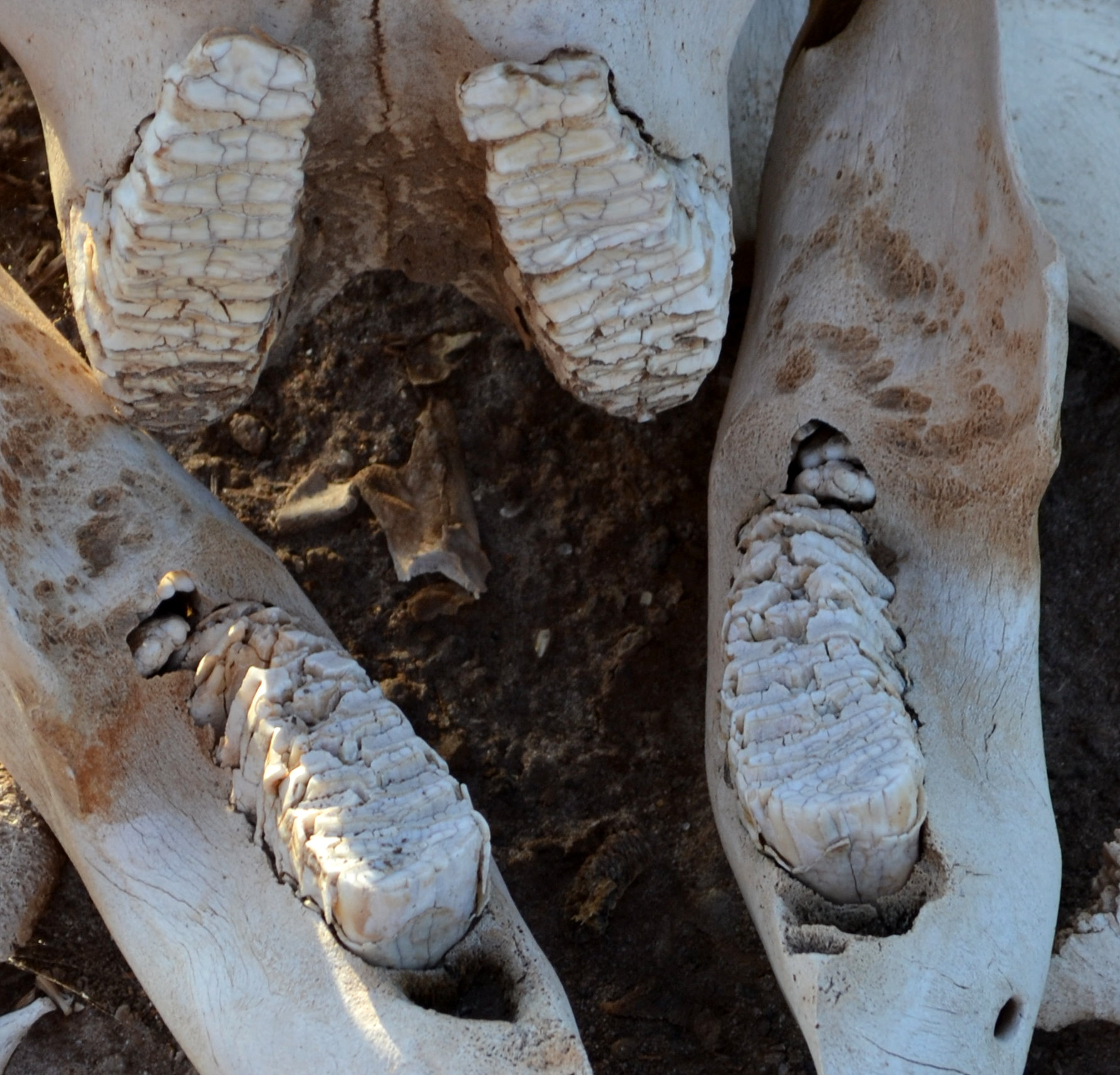
Prim-plan cu dinții de obraz ai unui pui de elefant de savană mort

Elefanții au de obicei 26 de dinți: incisivii, cunoscuți drept colți⁠(d), 12 de premolari care cad⁠(d), și 12 molari.  Spre deosebire de cele mai multe mamifere, cărora le cresc dinți de lapte⁠(d) care apoi sunt inlocuiți de un singur set permanent de dinți definitivi, elefanții sunt polifiodonți⁠(d), adică au cicluri de rotație a dinților pe tot parcursul vieții. Dinții de mestecat sunt înlocuiți de șase ori într-o viață de elefant tipic. Dinții nu sunt înlocuiți de alții noi care ies din fălci pe verticală, ca la majoritatea mamiferelor.  În schimb, dinții noi cresc în partea din spate a gurii și se mișcă înainte pentru a-i împinge pe cei vechi.  Primul dinte de mestecat pe fiecare parte a maxilarului cade când elefantul are doi până la trei ani. Al doilea rând de dinți de mestecat cade la patru până la șase ani. Cel de-al treilea rând cade la vârsta de 9–15 ani și al patrulea  pe la 18-28 ani.  Al cincilea set de dinți cade la începutul celui de al cincilea deceniu de viață. Cel de-al șaselea (și, de obicei, ultimul) rând trebuie să rămână elefantului tot restul vieții. Dinții de elefant au crestături dentare în formă de buclă, care sunt mai groase și mai romboidale la elefanții africani.

#### Colții

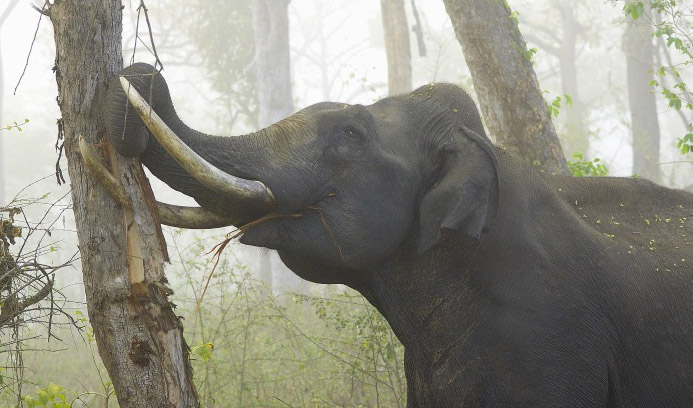
Elefant asiatic mâncând scoarță de copac, pe care o îndepărtează cu colții.

Colții unui elefant sunt al doilea incisiv modificat din maxilarul superior. Ei înlocuiesc dinții de lapte⁠(d) la vârsta de 6–12 luni și se dezvoltă continuu într-un ritm de aproximativ 17 cm pe an. Un colț nou dezvoltat are un capac de smalț⁠(d) neted, care în cele din urmă se distruge. Dentina⁠(d) este cunoscută sub denumirea de fildeș, iar secțiunea transversală constă din modele de linii intersectate, care creează zone în formă de romb. Ca țesut viu, colții sunt relativ moi; duritatea este similară mineralului calcit. O mare parte a colțului poate fi văzută afară; restul este într-o priză din craniu.  Cel puțin o treime din colț conține pulpa⁠(d) și unii au nervi care se întind până la vârf.  Astfel, ar fi dificil de eliminat fără a răni animalul. După îndepărtare, fildeșul începe să se usuce și să se spargă dacă nu este păstrat la rece și la umezeală. Colții servesc mai multor scopuri. Ele sunt utilizate pentru a săpa după apă, sare și rădăcini; decojirea sau marcarea copacilor; sau pentru mutarea copacilor și ramurilor atunci când se croiește un drum. Când se luptă, sunt folosiți pentru atac și apărare și pentru protejarea trompei. 
Ca și oamenii, care sunt de obicei dreptaci sau stângaci⁠(d), elefanții preferă colțul stâng sau cel drept. Colțul este, în general, mai uzat și mai scurt, iar vârful mai rotunjit.  Pentru elefanții africani, colții sunt prezenți atât la masculi, cât și la femele, și sunt de aproximativ aceeași lungime la ambele sexe, ajungând până la 3 m lungime, dar cele ale masculilor tind să fie mai groase.  În trecut, se întâlneau frecvent elefanți cu colți cântărind peste 90 kg, dar astăzi rareori se întâlnesc unii de peste 40 kg.
La speciile asiatice, numai masculii au colți mari. Femelele de elefant asiatic au colți foarte mici sau deloc. Există și masculi fără colți, mai ales între elefanții sri-lankezi. Masculii asiatici pot avea colți la fel de mari ca și ai celor africani, dar de obicei sunt mai subțiri și mai ușori; cel mai mare a fost măsurat la 3,02 m și cântărea 39 kg. Vânătoarea de fildeș de elefant în Africa și Asia a condus la o selecție naturală favorizând colții mai scurți și chiar lipsa lor.

### Pielea

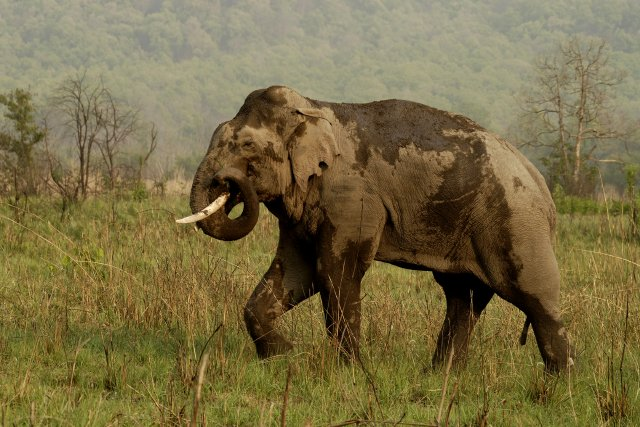
Un elefant asiatic după o baie de noroi; noroiul poate acționa ca o protecție solară

Pielea unui elefant este, în general, foarte tare, la 2,5 cm grosime pe spate și pe unele părți ale capului.  Pielea din jurul gurii, anusului și interiorul urechii este considerabil mai subțire.  Elefanții au, de obicei, piele cenușie, dar elefanții africani arată maroniu sau roșiatic după ce se bălăcesc în noroi colorat.  Elefanții asiatici au niște pete de depigmentare, în special pe frunte și urechi și zonele din jurul lor. Puii au păr brun sau roșcat, în special pe cap și spate. Pe măsură ce elefanții se maturizează, părul lor se închide la culoare și devine mai rarefiat, dar concentrațiile dense de păr și de smocuri rămân la capătul cozii, precum și la bărbie, în zona organelor genitale și în zonele din jurul ochilor și ale deschiderilor urechilor.  În mod normal, pielea unui elefant asiatic este acoperită cu mai mult păr decât a omologului său african. 

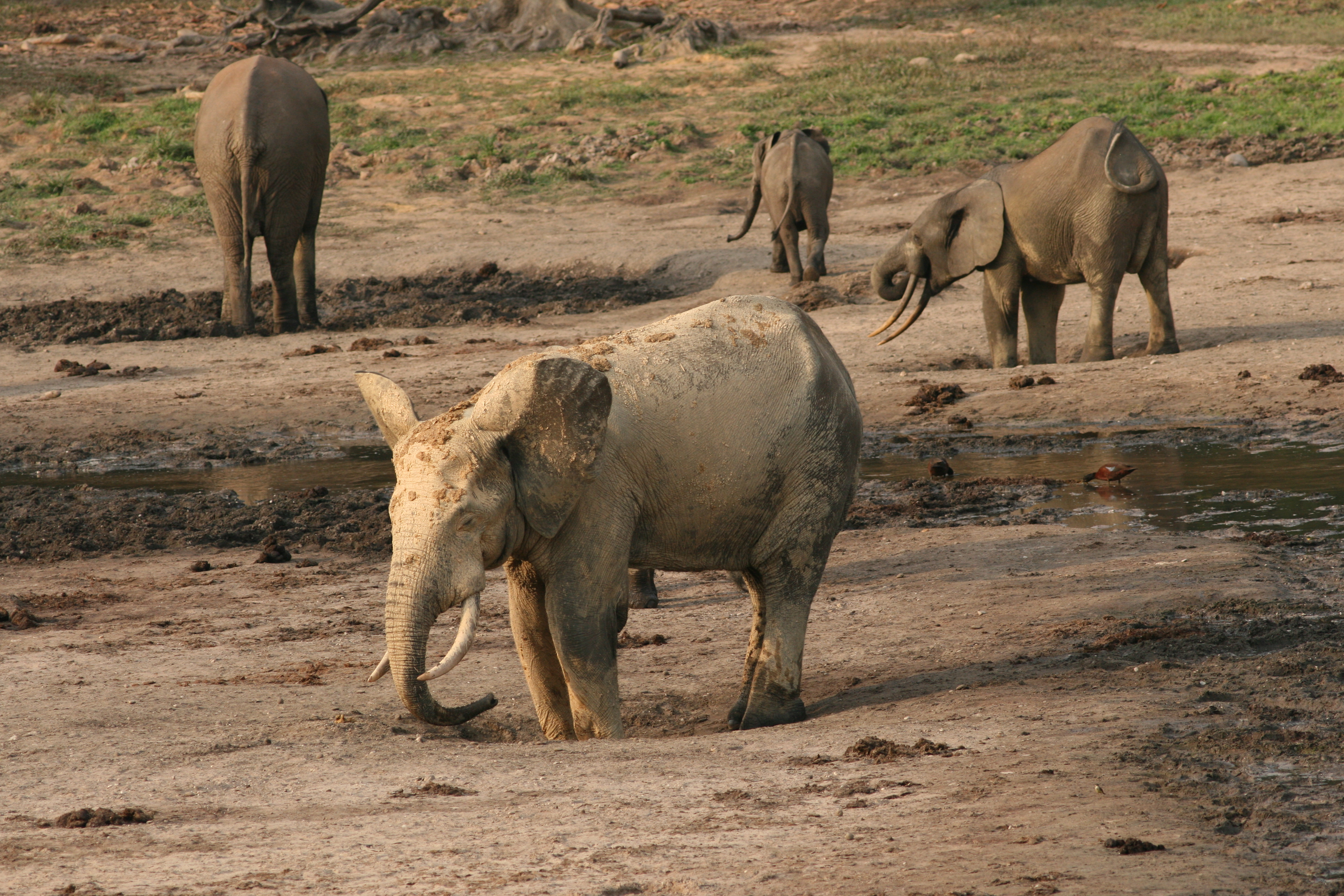
Un elefant african de pădure acoperindu-și pielea cu noroi

Elefantul folosește noroiul ca protecție solară, protejându-și pielea de lumina ultravioletă.  Deși tare, pielea elefantului este foarte sensibilă.  Fără băi de noroi⁠(d) regulate, care să-l protejeze de arsuri, de mușcături de insecte și de pierderea umidității, pielea unui elefant ar suferi răni serioase. După scăldat, elefantul își va folosi, de obicei, trompa pentru a-și arunca praf pe corp, iar acesta se usucă într-o crustă protectoare. Elefanții au dificultăți în eliberarea căldurii prin piele din cauza raportului redus suprafață-volum, care este de multe ori mai mic decât cel al unui om.  Ei au fost observați chiar ridicându-și picioarele, probabil într-un efort de a-și expune tălpile la aer. 

### Picioarele, locomoția și postura

Un elefant asiatic mergând

Pentru a susține greutatea animalului, membrele elefantului sunt poziționate mai vertical sub corp decât la cele mai multe alte mamifere. Oasele lungi ale membrelor au un os spongios în locul cavităților medulare⁠(d).  Aceasta întărește oasele, permițând în același timp hematopoieza.   Atât partea din față cât și cea din spate pot susține greutatea unui elefant, deși 60% este suportată de partea din față.  Deoarece oasele membrelor sunt așezate unul peste celălalt și sub corp, un elefant poate sta în picioare nemișcat perioade lungi de timp fără a folosi prea multă energie. Elefanții nu sunt capabili să își rotească picioarele din față, deoarece cubitusul și radiusul sunt fixați în pronace; „palma” manusului se îndreaptă spre spate. Mușchii pătrat pronator și rotund pronator sunt fie reduși, fie absenți. Picioarele circulare ale unui elefant au țesuturi moi sau „pernițe” sub manus⁠(d) sau pes⁠(d), care distribuie greutatea animalului.  Se pare că au un sesamoid⁠(d), un „deget de picior” suplimentar plasat asemănător „degetului mare” suplimentar al unui panda uriaș, care ajută și la distribuția greutății.   Atât pe picioarele din față, cât și pe cele din spate, se află câte cinci unghii.
Elefanții se pot deplasa atât înainte cât și înapoi, dar nu pot alerga la trap, sări sau galopa⁠(d).  Ei folosesc doar două moduri de mers atunci când se deplasează pe pământ: mersul normal și un mers mai rapid, similar alergatului. În timpul mersului, picioarele acționează ca pendulumuri, șoldurile și umerii ridicându-se și coborând în timp ce piciorul este plantat pe pământ.  Fără o „fază aeriană”, mersul rapid nu îndeplinește toate criteriile pentru a fi numit „alergare”, deși elefantul își folosește picioarele la fel ca și alte animale care aleargă, cu șoldurile și umerii care cad și apoi se ridică în timp ce picioarele se află pe pământ.  Elefanții în mers rapid par să „alerge” cu picioarele din față, dar să „meargă” cu picioarele din spate și pot atinge o viteză maximă de 25 km/h.  La această viteză, majoritatea celorlalte patrupede⁠(d) sunt în plin galop, chiar și ținând cont de lungimea picioarelor. Cinetica similară unui resort ar putea să explice diferența dintre mișcarea elefanților și a altor animale. În timpul locomoției, pernițele se extind și se contractă, reducând atât durerea cât și zgomotul pe care l-ar produce un animal foarte greu în mișcare. Elefanții sunt buni înotători. Au fost consemnați a înota până la șase ore fără să atingă fundul apei și a călători până la 48 km prin apă cu viteze de până la 2,1 km/h.

### Organele interne și cele sexuale

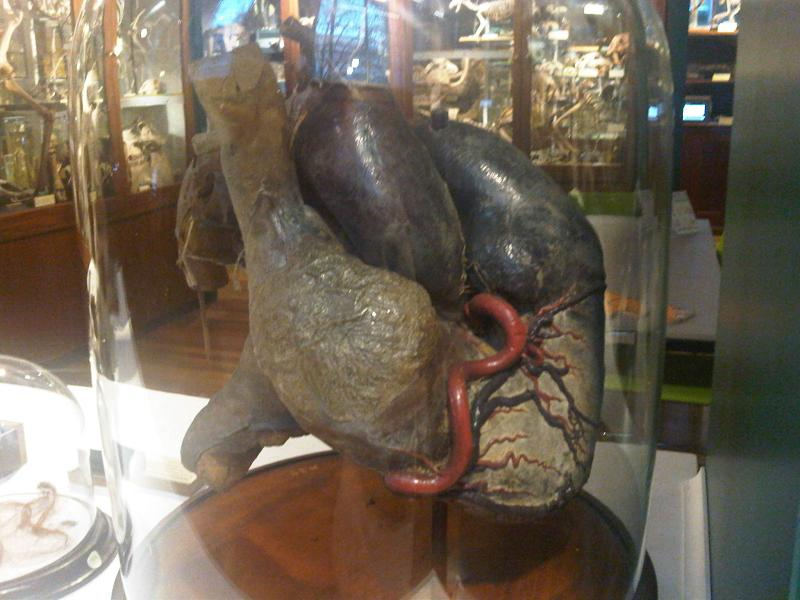
O inimă de elefant african conservată într-un borcan

Creierul unui elefant cântărește 4,5–5,5 kg, față de 1,6 kg cât are un creier uman. Deși în cifre absolute creierul elefanților este mai mare, el este mai mic când se evaluează proporțional cu dimensiunile corpului. La naștere, creierul unui elefant cântărește deja 30-40% din greutatea de la vârsta adultă. Telencefalul și cerebelul sunt bine dezvoltați, iar lobii temporali⁠(d) sunt atât de mari încât se îndoaie lateral. Gâtul unui elefant pare să conțină o pungă în care poate stoca apă pentru o utilizare ulterioară.
Inima unui elefant cântărește 12–21 kg. Ea are un apex dublu, o trăsătură neobișnuită printre mamifere. În plus, ventriculele⁠(d) se despart în partea de sus a inimii, trăsătură comună cu sirenienii. Când stă în picioare, inima elefantului bate de aproximativ 30 de ori pe minut. Spre deosebire de multe alte animale, ritmul cardiac accelerează cu 8 până la 10 bătăi pe minut atunci când elefantul stă culcat. Vasele de sânge din cea mai mare parte a corpului sunt largi și groase și pot rezista la presiuni sanguine ridicate. Plămânii sunt atașați la diafragmă, iar respirația se bazează mai degrabă pe diafragmă decât pe expansiunea cutiei toracice.  Există  țesut conjunctiv în locul cavității pleurale⁠(d), ceea ce poate permite animalului să facă față diferențelor de presiune atunci când corpul său este sub apă și trompa este ridicată la suprafață pentru aer deși această explicație a fost pusă la îndoială.  O altă posibilă funcție pentru această adaptare este aceea că ajută animalul să aspire apă prin trompă. Elefanții inspiră mai ales prin trompă, dar puțin aerul trece și prin gură.  Ei au un sistem de fermentație epigastrică⁠(d), iar intestinele lor mari și mici ajung împreună la 35 m lungime.  Majoritatea aportului de mâncare al unui elefant rămâne nedigerat, deși procesul durează până la o zi.
Testiculele unui elefant mascul sunt situate intern lângă rinichi. Penisul elefantului poate ajunge la o lungime de 100 cm cu un diametru la bază de 16 cm. Este în formă de S când este complet în poziție verticală și are un orificiu în formă de Y.  Femelele au un clitoris bine dezvoltat, de până la 40 cm. Vulva este situată între picioarele posterioare, în loc de aproape de coadă, ca la cele mai multe mamifere.  Determinarea stării de sarcină poate fi dificilă din cauza cavității abdominale⁠(d) mari a animalului. Glandele mamare ale femelei ocupă spațiul dintre picioarele din față, ceea ce face ca puiul alăptat să se afle în raza de acțiune a trompei femelei. Elefanții au un organ unic, glanda temporală⁠(d), situată pe ambele părți ale capului. Acest organ este asociat cu comportamentul sexual, iar masculii secretă un lichid din el când este în călduri⁠(d). S-au observat astfel de secreții din glandele temporale și la femele.

## Comportamentul și parcursul vieții

### Ecologie și activități

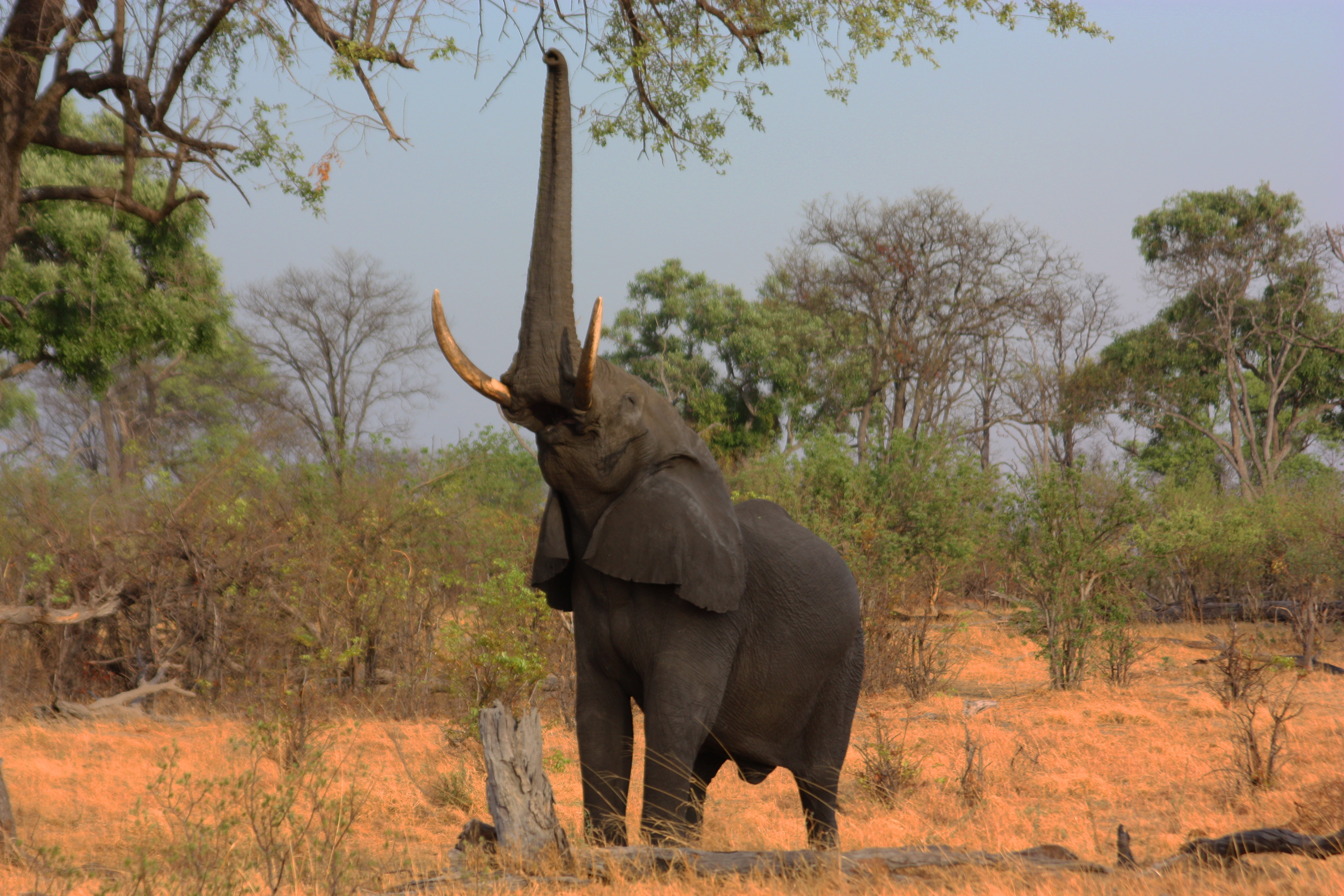
Elefant african folosindu-și trompa prehensilă pentru hrănire

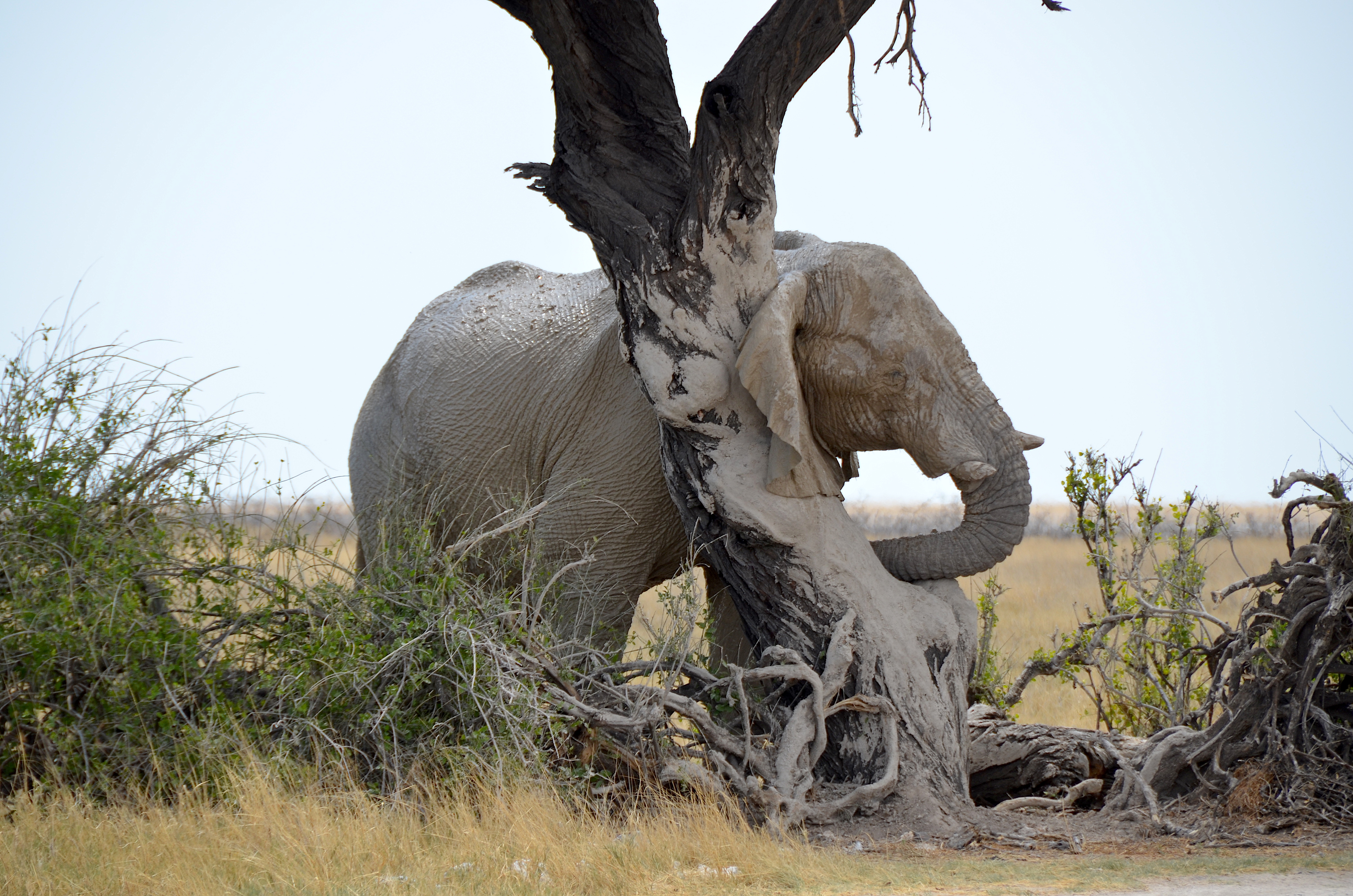
Elefant scărpinându-se de un copac pentru a scăpa de paraziți

Elephantul african de savană poate fi găsit în habitate diverse ca savanele uscate, deșerturile, mlaștinile și malurile lacurilor și la altitudini de la nivelul mării până la zonele montane de deasupra liniei zăpezii. Elefanții de pădure trăiesc în principal în păduri ecuatoriale⁠(d), dar vor intra în păduri de galerie⁠(d) și în ecotone dintre păduri și savană. Elefanții asiatici preferă zone cu un amestec de ierburi, plante lemnoase mici și pomi, locuind în special pădurile țepoase și spinoase⁠(d) din sudul Indiei și din Sri Lanka, și pădurile permanent verzi⁠(d) din Malaya. Elefanții sunt erbivori și mănâncă frunze, crengi, fructe, coajă, iarbă și rădăcini. Ei se nasc cu intestine sterile și necesită popularea lor cu bacterii obținute din fecalele mamei lor pentru a putea digera vegetația. Elefanții africani se hrănesc în mare parte de la înălțime⁠(d), în timp ce elefanții asiatici mai mult pasc⁠(d).  Pot consuma până la 150 kg de alimente și 40 l de apă într-o zi. Elefanții au tendința să rămână aproape de sursele de apă. Principalele momente de hrănire au loc dimineața, după-amiaza și noaptea. La prânz, elefanții se odihnesc sub copaci și pot adormi stând în picioare. Somnul are loc noaptea, în poziție culcat. Elefanții au în medie 3-4 ore de somn pe zi. Atât masculii, cât și grupurile de familie migrează de obicei câte 10–20 km     pe zi, dar s-au înregistrat și distanțe de 90–180 km în regiunea Etosha din Namibia. Elefanții pleacă în migrații sezoniere în căutare de alimente, apă, minerale și pentru împerechere. La Parcul Național Chobe⁠(d), Botswana, turmele călătoresc 325 km să viziteze râul când locurile locale de adăpat seacă.
Datorită dimensiunii lor mari, elefanții au un impact enorm asupra mediilor lor și sunt considerați specie-cheie⁠(d). Obiceiul lor de a dezrădăcina copacii poate transforma savana în pajiște; atunci când sapă după apă pe timp de secetă, ei creează locuri de adăpat ce pot fi folosite și de alte animale. Ei pot mări locurile de adăpat când se scaldă și se bălăcesc în ele. La Muntele Elgon⁠(d), elefanții excavează peșteri care sunt folosite de copitate, hidraxe, lilieci, păsări și insecte.  Elefanții sunt importanți diseminatori de semințe⁠(d); elefanții africani de pădure înghit și elimină prin fecale semințele, fie fără efect, fie cu efect pozitiv asupra germinării. Semințele sunt de obicei dispersate în cantități mari pe distanțe mari. În pădurile asiatice, semințele mari au nevoie de erbivore gigantice, cum sunt elefanții și rinocerii, pentru transport și dispersare. Această nișă ecologică nu poate fi umplută de următorul erbivor ca dimensiune, tapirul. Deoarece majoritatea hranei înghițite de un elefant rămâne nedigerată, bălegarul lor poate oferi alimente altor animale, cum ar fi gândacii de bălegar⁠(d) și maimuțele. Elefanții pot avea însă și un impact negativ asupra ecosistemelor.  În Parcul Național Murchison Falls⁠(d) din Uganda, excesul populației de elefanți a amenințat mai multe specii de păsări mici, care depind de păduri. Greutatea lor poate compacta solul, ceea ce face ca ploaia să nu pătrundă în sol, ceea ce duce la eroziune. 

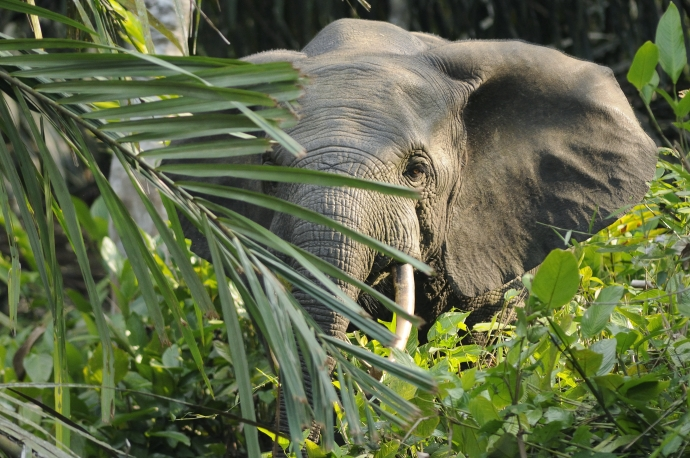
Elefant de pădure în habitat. Este considerat a fi un important dispersator de semințe.

Elefanții coexistă de obicei în mod pașnic cu alte erbivore, care, de obicei, se feresc din calea lor.  Au fost înregistrate unele interacțiuni agresive între elefanți și rinoceri. În Parcul Național Aberdare⁠(d), Kenya, un rinocer a atacat un pui de elefant și a fost omorât de ceilalți elefanți din grup.  În rezervația de vânat Hluhluwe-Umfolozi⁠(d), Africa de Sud, puii de elefanți orfani introduși s-au lansat într-o serie de ucideri, soldată cu moartea a 36 de rinoceri în anii 1990, dar au fost opriți după ce au fost introduși și masculi mai în vârstă. Mărimea elefanților adulți îi face aproape invulnerabili față de prădători, deși există cazuri rare de elefanți adulți care cad pradă tigrilor.  Puii pot fi atacați de lei, de hiene pătate⁠(d) și de câini sălbatici africani, precum și de tigri în Asia. Leii din Savuti⁠(d), Botswana, s-au adaptat la vânarea puilor de elefant în timpul sezonului uscat, și o turmă de 30 de lei a fost observată ucigând pui cu vârste cuprinse între patru și unsprezece ani. Elefanții par să distingă între urletele unor prădători mai mari, cum ar fi tigrii, și ale prădătorilor mai mici, cum ar fi leoparzii (care nu au fost observați niciodată omorând pui de elefant); ei reacționeaza la leoparzi cu mai puțină frică și mai agresiv. Elefanții au tendința de a avea un număr mare de paraziți, în special de nematode, în comparație cu alte erbivore, din cauza presiunii mai mici pusă de prădători, care altfel ar omorî mulți dintre indivizii cu mulți paraziți.

### Organizarea socială

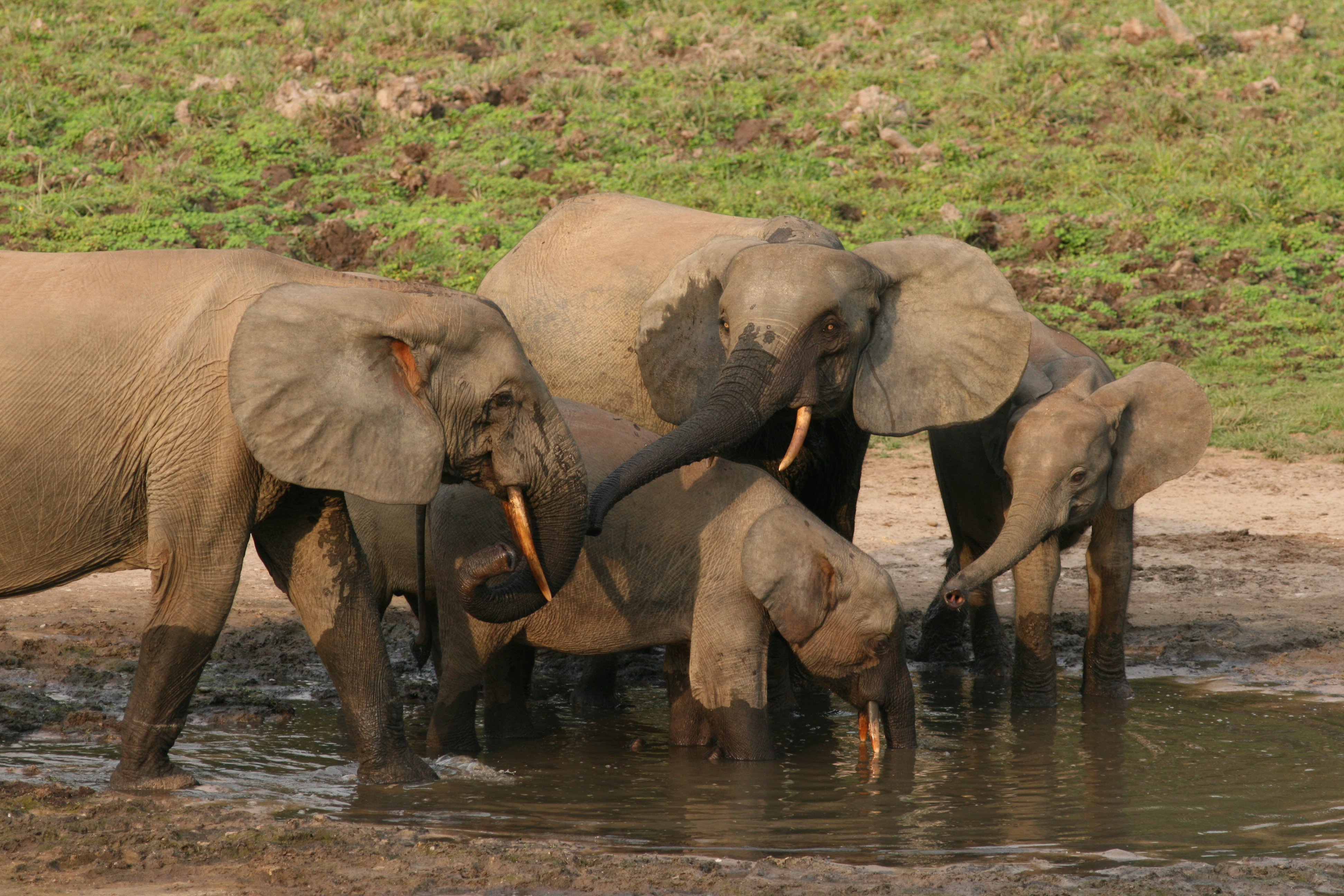
O familie de elefanți făcând baie, comportament care întărește legătura socială

Femelele de elefant își petrec întreaga viață în grupuri familiale strânse matriliniare, dintre care unele sunt formate din mai mult de zece membri, incluzând trei perechi de mame cu urmașii lor și sunt conduse de matriarha care adesea este cea mai în vârstă femelă. Ea rămâne liderul grupului până la moarte sau până când nu mai are energia pentru a juca acest rol; un studiu asupra elefanților din grădinile zoologice a arătat că atunci când matriarha moare, nivelurile de corticosteron („hormon de stres”) fecal cresc dramatic la elefanții supraviețuitori.  Când matriarha își încheie rolul, fiica ei cea mai mare îi ia locul; acest lucru se întâmplă chiar dacă sora ei este prezentă. Matriarhele mai în vârstă tind să fie decidenți mai eficienți.

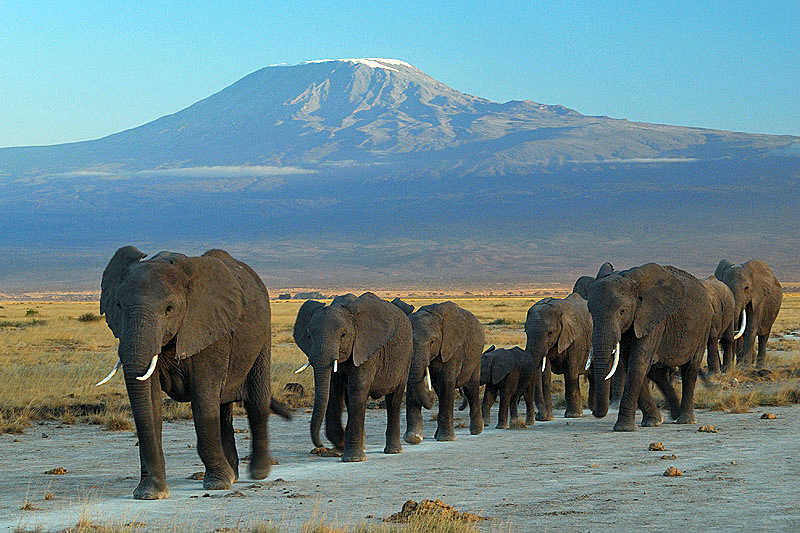
O familie de elefanți africani: se observă poziția protejată a puilor în mijlocul grupului

Cercul social al femelei elefant nu se termină neapărat cu unitatea de familie mică. În cazul elefanților din Parcul Național Amboseli din Kenya, viața unei femele implică interacțiunea cu alte familii, clanuri și subpopulații. Familiile pot să se asocieze și să se unească unele cu altele, formând ceea ce se numește grup de legătură. Acestea sunt în mod obișnuit alcătuite din două grupuri familale care pot fi strâns legate datorită faptului că făceau anterior făceau parte din același grup de familie care s-a împărțit după ce a devenit prea mare pentru resursele disponibile. În timpul sezonului uscat, familiile de elefanți se pot grupa împreună și formează un alt nivel de organizare socială cunoscut sub numele de clan. Grupurile din cadrul acestor clanuri nu formează legături puternice, dar își apără teritoriile de sezon uscat împotriva altor clanuri. Există, de obicei, nouă grupuri într-un clan. Populația de elefanți din Amboseli este în mai departe împărțită în subpopulații „centrale” și „periferice”.
Unele populații de elefanți din India și din Sri Lanka au organizații sociale de bază similare. Se pare că există unități de familie coezive, dar și agregări mai slabe. S-au observat „unități de îngrijire a puilor” și „unități de îngrijire a tinerilor”. În sudul Indiei, populațiile de elefanți pot conține grupuri de familie, grupuri de legătură și, eventual, clanuri. Grupurile de familie tind să fie mici, constând din una sau două femele adulte și descendenții lor. Un grup care conține mai mult de două femele adulte plus descendenți este cunoscut sub numele de „familie unită”. Populațiile de elefanți din Malay au unități de familie chiar mai mici și nu au nicio organizare socială mai mare decât familia sau grupul de legătură. Grupurile de elefanți din pădurile africane constau, în general, dintr-o femeie adultă cu unul până la trei urmași. Aceste grupuri par să interacționeze unul cu cealalt, în special la curățarea pădurilor.

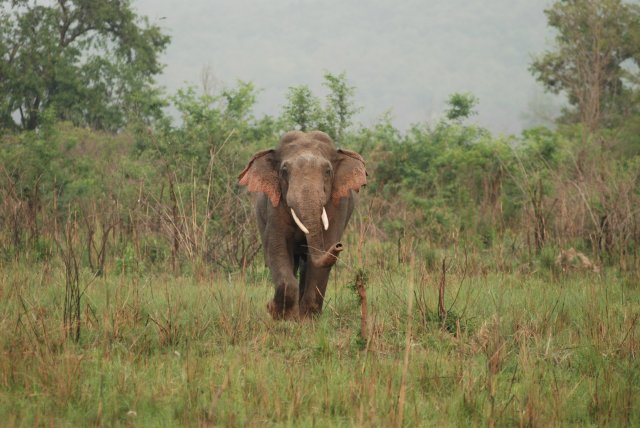
Mascul singuratic: elefanții masculi adulți își petrec mult timp singuri sau în grupuri de un singur sex

Viața socială a masculului adult este foarte diferită. Pe măsură ce se maturizează, un mascul petrece mai mult timp la marginea grupului său și se asociază cu masculi din afară sau chiar cu alte familii. La Amboseli, masculii tineri petrec mai mult de 80% din timpul lor departe de familiile lor pe la 14-15 ani. Când masculii pleacă definitiv, ei trăiesc singuri sau cu alți masculi. Primul caz este tipic pentru masculii din păduri dense. Masculii asiatici sunt de obicei solitari, dar uneori formează grupuri de doi sau mai mulți indivizi; cel mai mare a constat din șapte. Grupuri mai mari de elefanți masculi, formate din mai mult de 10 membri, apar doar printre elefanții africani, dintre care cel mai mare numără până la 144 de indivizi. Acești elefanți pot fi destul de sociabili atunci când nu concurează pentru dominație sau pentru împerechere și vor forma relații pe termen lung. Există o ierarhie de dominare între masculi, indiferent dacă ei trăiesc social sau solitar. Dominanța depinde de vârstă, de mărime și de starea sexuală, iar în grupuri, masculii urmăresc un mascul dominant. Masculii tineri pot căuta compania și leadershipul unuia mai în vârstă și cu mai multă experiență, a cărei prezență pare să le controleze agresivitatea și să-i împiedice de la un comportament „deviant“. Masculii și femelele adulte se întâlnesc pentru reproducere. Masculii se asociază cu grupuri de familie dacă este prezentă o femelă estrală.

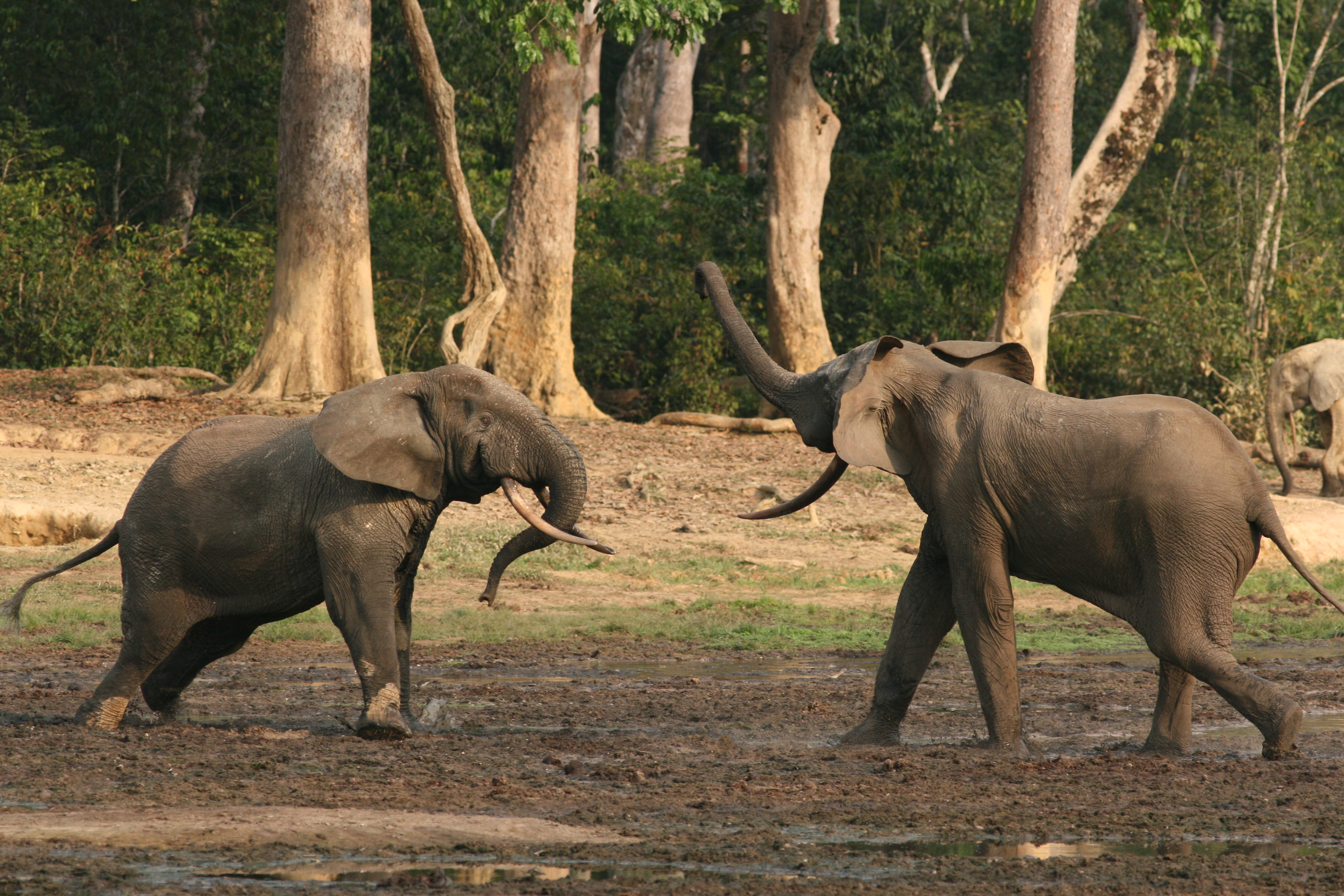
Elefanți masculi luptându-se

### Comportamentul sexual

#### Căldurile

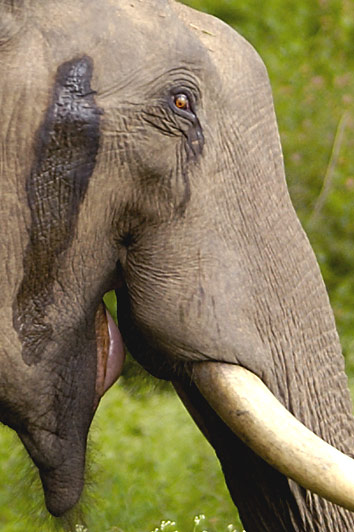
Elefant mascul în călduri

Masculii adulți intră într-o stare de creștere a testosteronului. Într-o populație din sudul Indiei, masculii intră prima oară în călduri la vârsta de 15 ani, dar starea nu este foarte intensă până când nu împlinesc vârsta de 25 de ani. La Amboseli, elefanții sub 24 de ani nu intră în călduri, dar jumătate dintre cei cu vârste între 25 și 35 de ani și toți cei peste 35 de ani, da.  Masculii tineri par să intre în călduri în timpul sezonului uscat (ianuarie-mai), în timp ce cei mai în vârstă trec prin acesta în timpul sezonului umed (iunie-decembrie). Caracteristica principală a acestei stări este un lichid secretat de glanda temporală⁠(d) care se scurge pe partea laterală a feței. El poate urina cu penisul încă în prepuț⁠(d), ceea ce face ca urina să se pulverizeze pe picioarele din spate.  Printre comportamentele asociate căldurilor se numără mersul cu capul ridicat și legănându-se, scurmatul în sol cu colții, marcând, răgând și fluturând câte o singură ureche. Aceasta poate dura de la o zi până la patru luni.
Masculii devin extrem de agresivi în timpul căldurilor. Dimensiunea este factorul determinant în întâlnirile agonistice atunci când indivizii au aceeași stare. În luptele dintre indivizi care sunt în călduri și indivizi care nu, cei în călduri câștigă în majoritatea cazurilor, chiar și atunci când masculul care nu este în călduri este mai mare. Un mascul poate înceta să dea semne de călduri când întâlnește un mascul de rang superior. Cei de rang egal tind să se evite reciproc. Întâlnirile agonistice constau, în general, din posturi amenințătoare, urmăriri și lupte minore cu colții.  Luptele serioase sunt rare.

#### Împerecherea

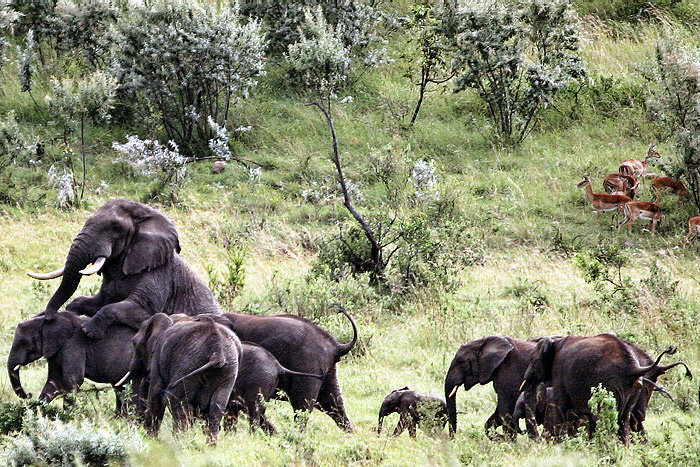
Mascul împerechindu-se cu o membră a unui grup de femele

Elefanții sunt poligini⁠(d), iar copulațiile⁠(d) sunt cele mai frecvente în mijlocul anotimpului umed.  O femelă în estru elibereaza semnale chimice (feromoni) în urina și secreții vaginale pentru a semnala disponibilitatea de a se împerechea. Un mascul va urmări o potențială parteneră și va evalua starea ei cu flehmen⁠(d), ceea ce impune masculului să colecteze o probă chimică cu trompa și să o aducă la organul vomeronazal.   Ciclul estrogen al unei femele de elefant durează 14–16 săptămâni cu o fază foliculară⁠(d) de 4–6 săptămâni și cu o fază luteală⁠(d) de 8 până la 10 săptămâni. În timp ce majoritatea mamiferelor au o singură creștere a hormonului luteinizant în timpul fazei foliculare, elefanții au două. Prima creștere (anovulatoare), ar putea semnala masculilor că femela este în estru prin schimbarea mirosului ei, dar ovulația⁠(d) nu are loc decât la a doua creștere (ovulatoare). Ratele de fertilitate ale femelelor scad în jurul vârstei de 45–50 de ani.
Masculii se angajează într-un comportament cunoscut sub numele de paza partenerei, unde urmăresc femelele în estru și le apără de alți masculi. Cele mai multe astfel de paze sunt făcute de masculii în călduri, iar femelele caută în mod activ să fie păzite de ei, în special de cei mai în vârstă. Astfel, acești masculi au un succes mai mare la reproducere. Căldurile par să semnaleze femelelor starea masculilor, deoarece masculii slabi sau răniți nu intră în mod normal în călduri. Pentru femelele tinere, apropierea unui mascul mai în vârstă poate fi intimidantă, astfel încât rudele ei rămân în apropiere pentru a-i oferi sprijin și liniștire. În timpul copulației, masculul își pune trompa peste spatele femelei. Penisul este foarte mobil, fiind capabil să se miște independent de pelvis. Înainte de montă, el se curbează înainte și în sus. Copularea durează aproximativ 45 de secunde și nu implică împingere pelviană⁠(d) sau pauză ejaculatoare. Sperma elefantului trebuie să înoate aproape 2 m pentru a ajunge la ovul. Prin comparație, sperma umană trebuie să înoate numai în jur de 76,2 mm. 
Comportamentul homosexual este frecvent la ambele sexe. Ca și în interacțiunile heterosexuale, aceasta implică monta. Elefanții de sex masculin se stimulează uneori luptându-se în joacă și se pot forma „campionate” între masculi bătrâni și unii mai tineri. Comportamentul femelelor de același sex au fost documentate doar în captivitate, unde se știe că se masturbează reciproc⁠(d) cu trompele.

### Naștere și dezvoltare

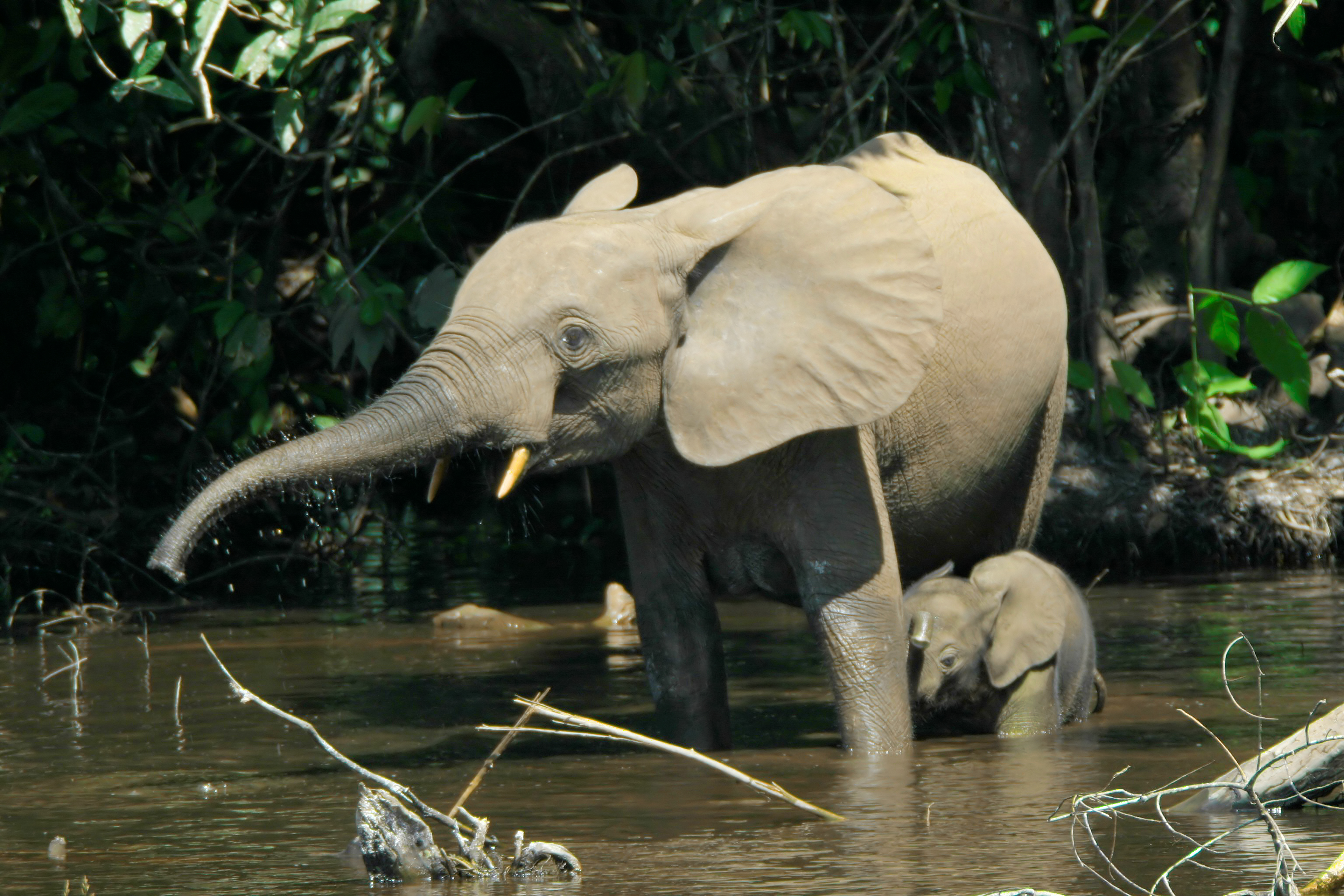
O mamă elefant african de pădure îmbăindu-se cu puiul ei

Gestația la elefanți durează, în mod obișnuit, în jur de doi ani, cu intervale între nașteri care durează, de obicei, între patru și cinci ani. Nașterea tinde să aibă loc în timpul anotimpului umed. Puii se nasc de 85 cm înălțime și cântărind circa 120 kg. De obicei, se naște doar un singur pui, dar apar uneori gemeni. Sarcina relativ lungă este întrenținută de cinci corpus luteum⁠(d) (spre deosebire de unul cum au cele mai multe mamifere) și oferă fătului mai mult timp pentru a se dezvolta, în special creierul și trompa. Ca atare, elefanții nou-născuți sunt precociali⁠(d) și stau în picioare repede și merg să urmeze mamele și turma lor de familie. Un pui nou-născut este de obicei centrul atenției pentru membrii turmei. Adulții și majoritatea celorlalți pui se vor aduna în jurul nou-născutului, îl vor atinge și îl vor mângâia cu trompele. În primele câteva zile, mama nu tolerează alți membri ai turmei în apropierea puiului. Alloparentingul — în care un pui este îngrijit de altcineva decât mama sa — are loc în unele grupuri de familie. Alomamele au de regulă între doi și doisprezece ani. Atunci când un prădător se apropie, grupul de familie se adună punând puii în centru.
În primele câteva zile, nou-născutul este instabil pe picioare și are nevoie de sprijinul mamei sale. Se bazează pe atingere, miros și auz, deoarece vederea este slabă. Are un control imprecis asupra trompei, care se mișcă necontrolat și poate provoca împiedicarea. În a doua săptămână de viață, puiul poate merge mai bine și are control mai bun asupra trompei. După prima lună, un pui poate ridica, ține și pune obiecte în gură, dar nu poate suge apă prin trompă și trebuie să bea direct prin gură. Este încă dependent de mamă și stă aproape de ea.
Pentru primele trei luni, un pui se bazează în întregime pe laptele matern pentru alimentație, după care începe să caute vegetație și își poate folosi trompa pentru colectarea apei. În același timp, apar îmbunătățiri ale coordonării buzelor și picioarelor. Puii continuă să se alăpteze în același ritm până în a șasea lună, după care devin mai independenți atunci când se hrănesc. La nouă luni, coordonarea gurii, trompei și picioarelor este perfecționată. După un an, abilitățile unui pui de a mânca, bea și hrăni singur sunt pe deplin dezvoltate. Încă mai are nevoie de mama sa pentru alimentație și protecție împotriva prădătorilor timp de cel puțin încă un an. Sesiunile de alăptare tind să dureze 2–4 min/oră pentru un vițel mai mic de un an și continuă până la vârsta de trei ani sau mai mult. Alăptarea după doi ani poate servi la menținerea ratei de creștere, a stării corpului și a capacității de reproducere.
Jocul la puii de elefant diferă între sexe; femelele se aleargă sau se fugăresc în timp ce masculii luptă în joacă. Primele sunt mature sexual⁠(d) la vârsta de nouă ani, în timp ce aceștia din urmă devin maturi în jur de 14–15 ani. Elefanții de ambele sexe pot fi considerați adulți de la vârsta de 18 ani. Elefanții au o viață lungă, ajungând la vârsta de 60–70 de ani. Lin Wang, un elefant mascul asiatic în captivitate, a trăit 86 de ani.

### Comunicarea

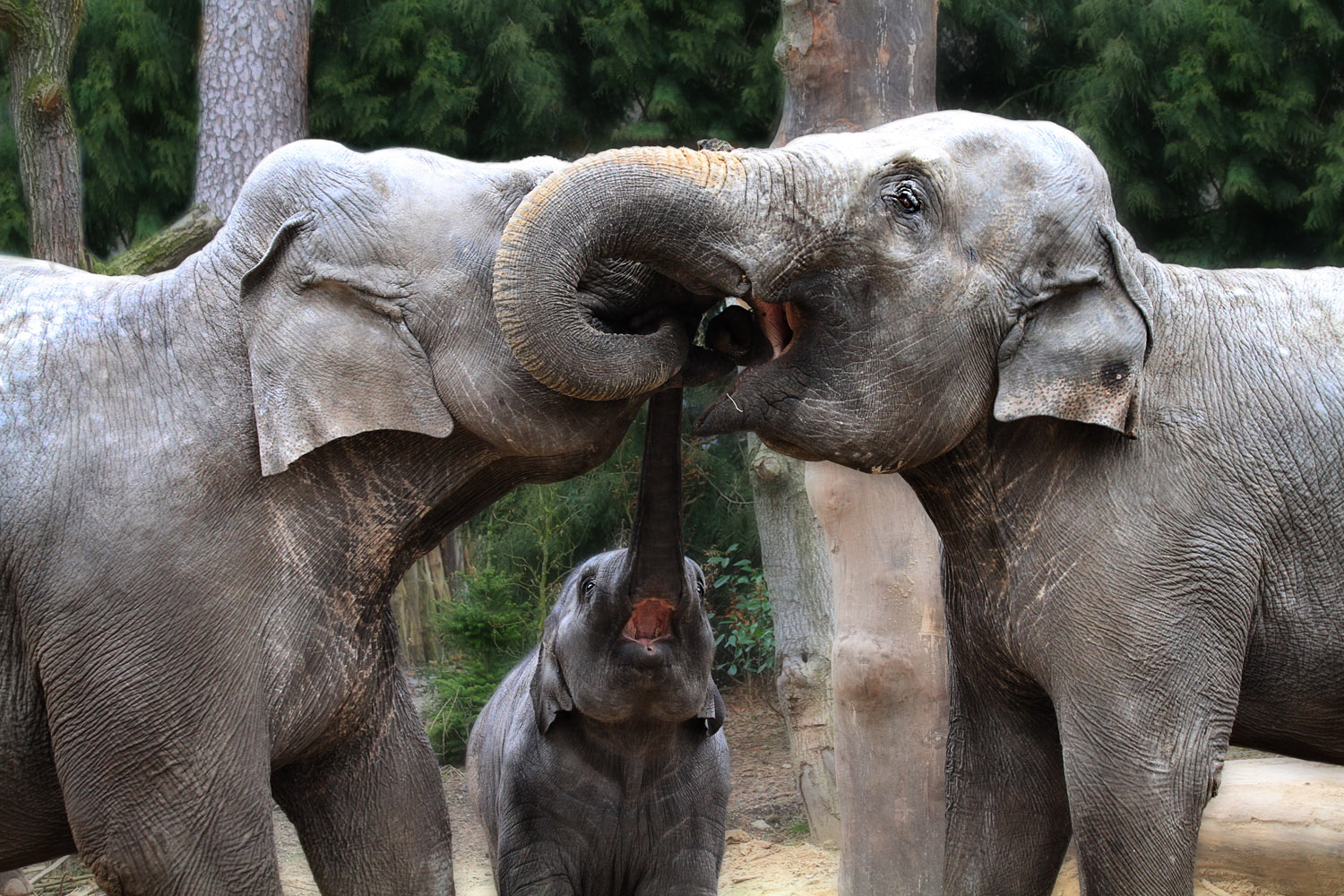
Elefanții asiatici se salută reciproc prin interconectarea trompelor

Atingerea este o formă importantă de comunicare între elefanți. Indivizii se salută reciproc prin mângâierea sau înfășurarea trompelor; acesta din urmă are loc și în timpul unor competiții moderate. Elefanții mai în vârstă folosesc lovituri cu trompa sau cu piciorul și îmbrânceli pentru a-i disciplina pe cei mai tineri. Indivizii de orice vârstă și sex își ating reciproc gurile, glandele temporale și organele genitale, în special în timpul întâlnirilor sau atunci când sunt excitați. Aceasta lucru permite indivizilor să detecteze indicii chimice. Atingerea este importantă în special pentru comunicarea mamă-pui. Când se deplasează, mamele elefant își ating puii cu trompele sau picioarele când merg alăturat, sau cu cozile dacă puiul se află în spate. Dacă un pui dorește să se odihnească, el va apăsa asupra picioarelor din față ale mamei sale și atunci când vrea să alăpteze, îi va atinge mamela sau piciorul.
Posturile apar mai ales în situații agonistice. Elefanții vor încerca să pară mai amenințători prin ridicarea capului și întinderea urechilor. Ei mai pot adăuga la aceasta și scuturarea capului și lovirea urechilor, precum și prin aruncarea de praf și vegetație. Acțiunile acestea sunt de obicei doar pentru intimidare. Elefanții excitați își pot ridica trompele. Cei supuși coboară capetele și trompele, precum și își vor lipi urechile de gât, în timp ce cei care acceptă o provocare își vor poziționa urechile în formă de V.
Elefanții produc mai multe sunete, de obicei prin laringe, deși unele pot fi modificate⁠(d) de trompă.  Poate că cel mai bine cunoscut apel este trompeta obținută prin suflarea prin trompă. Acest sunet se produce când elefantul se simte agitat, în pericol sau sub agresiune. Elefanții care luptă pot rage sau guița, iar cei răniți se pot mugi.  Uruiturile sunt produse în timpul excitării ușoare, iar unele par a fi infrasonice. Apelurile infrasonice sunt importante, în special în ceea ce privește comunicarea pe distanțe lungi, atât în cazul elefanților asiatici, cât și al celor africani. Pentru elefanții asiatici, aceste apeluri au o frecvență de 14–24 Hz, cu niveluri de presiune sonoră⁠(d) de 85–90 dB și durate de 10–15 secunde. La elefanții africani, apelurile variază de la 15–35 Hz cu niveluri de presiune sonoră de până la 117 dB, permițând comunicarea pentru mai mulți kilometri, cu o rază maximă de acțiune posibilă de aproximativ 10 km. 
La Amboseli, s-au identificat mai multe apeluri infrasonice diferite. Un uruit de salut este emis de membrii unui grup familial după ce au fost despărțiți pentru câteva ore. Apelurile de contact sunt sunete slabe, nemodulate, făcute de indivizi care au fost despărțiți de grupul lor și la care se poate răspunse printr-un apel de „răspuns de contact” care începe tare, dar devine mai încet. Un uruit încet de „hai să mergem” este emis de matriarhă pentru a semnala celorlalți membri ai grupului că este timpul să se mute într-un alt loc. Masculii în călduri emit un uruit distinct, cu frecvență redusă, numit „motocicleta”. Uruiturile de călduri pot primi răspuns de la „corul feminin”, un cor de frecvență redusă, produs de mai multe femele. După o împerechere, o femelă poate să facă un apel postcopulator tare. Atunci când o femelă s-a împerecheat, familia ei poate produce apeluri de emoție cunoscute sub denumirea de „pandemoniu de împerechere”.
Se știe că elefanții comunică seismic⁠(d), prin vibrațiile produse de impactul pe suprafața pământului și prin undele acustice care călătoresc prin el. Se pare că se bazează pe oasele picioarelor și umerilor pentru a transmite semnalele la urechea mijlocie. Când se detectează semnale seismice, animalele se apleacă înainte și pun mai multă greutate pe picioarele frontale mai mari; acesta este cunoscut sub numele de „comportament de îngheț”. Elefanții posedă mai multe adaptări potrivite pentru comunicarea seismică. Pernuțele picioarelor conțin noduli cartilaginoși și se aseamănă cu grăsimea acustică de la mamiferele marine, cum ar fi balenele dințate și sirenienii. Un mușchi unic, asemănător cu un sfincter⁠(d), în jurul canalului urechii constrictează canalul de trecere, împiedicând astfel semnalele acustice și permițând animalului să audă mai multe semnale seismice. Elefanții par să utilizeze seismice pentru mai multe scopuri. Un individ care aleargă sau se preface că atacă poate crea semnale seismice care pot fi auzite la distanțe mari. Atunci când se detectează seismica unei alarme, se semnalează un pericol din partea prădătorilor, elefanții intră într-o poziție defensivă, iar grupurile familiale se vor strânge împreună. Formele de undă seismică produse de locomoție par să călătorească pe distanțe de până la 32 km, iar cele de la vocalizări, la 16 km.

### Inteligența și cogniția
Elefanții prezintă auto-recunoașterea în oglindă⁠(d), o indicație a conștiinței de sine⁠(d) și a cogniției, care a fost demonstrată și la unele primate și la delfini. Un studiu al unui elefant asiatic captiv a sugerat că animalul este capabil să învețe și să distingă între mai multe perechi de discriminare vizuală și acustică. Acel individ a putut chiar să dea dovadă de înaltă precizie atunci când a fost retestat cu aceleași perechi vizuale un an mai târziu. Elefanții sunt printre speciile despre care se știe că folosesc unelte⁠(d). Un elefant asiatic a fost observat modificând crengi și folosindu-le pentru a strivi insecte. Modificarea uneltelor de către aceste animale nu este la fel de avansată ca cea a cimpanzeilor. Elefanții sunt considerați popular ca având o memorie excelentă. Aceasta ar putea avea și o bază factuală; ei pot avea hărți cognitive⁠(d) care le permit să-și amintească spații de mari dimensiuni pe perioade lungi de timp. Indivizii par să poată ține evidența locației curentă a membrilor familiei lor.
Oamenii de știință dezbat măsura în care elefanții simt emoții. Ei par să manifeste interes pentru oasele altor animale de specia lor, indiferent dacă sunt sau nu înrudite. La fel ca și cimpanzeii și delfinii, un elefant muribund sau mort poate să atragă atenția și ajutorul celorlalți, inclusiv a celor din alte grupuri. Aceasta a fost interpretată ca o expresie de „îngrijorare”; cu toate acestea, alții ar contesta o astfel de interpretare ca fiind antropomorfizare; Oxford Companion to Animal Behavior (1987) a sugerat că „este indicat să se studieze comportamentul mai degrabă decât să se încerce să se ajungă la vreo emoție subiacentă”.

## Conservarea

### Starea
Elefanții africani au fost catalogați ca fiind vulnerabili⁠(d) de către Uniunea Internațională pentru Conservarea Naturii (IUCN) în 2008, fără o evaluare independentă a stării de conservare a celor două forme. În 1979, Africa avea o populație minimă estimată de 1,3 milioane de elefanți, cu o posibilă limită superioară de 3 milioane. Până în 1989, populația era estimată la 609.000; cu 277.000 în Africa Centrală, 110.000 în Africa de Est, 204.000 în Africa de Sud și 19.000 în Africa de Vest. Se consideră că aproximativ 214.000 de elefanți trăiesc în pădurile tropicale, mai puțini decât se credea anterior. Din 1977 până în 1989, populațiile de elefanți au scăzut cu 74% în Africa de Est. După 1987, pierderile în numărul de elefanți s-au accelerat, iar populațiile de savană din Camerun până în Somalia au înregistrat un declin de 80%. Elefanții de pădure din Africa au înregistrat o pierdere totală de 43%. Tendințele populației din Africa de Sud au fost amestecate, rapoarte anecdotice de scădere existând în Zambia, Mozambic și Angola, în timp ce populațiile au din Botswana și Zimbabwe ar fi în creștere, iar cele din Africa de Sud ar fi stabile. În schimb, studiile realizate în 2005 și 2007 au arătat că populațiile din Africa de Est și de Sud au crescut cu o rată medie anuală de 4%. Datorită suprafețelor vaste implicate, evaluarea populației totale de elefanți africani rămâne dificilă și implică un element de incertitudine. IUCN estimează un total de aproximativ 440.000 de indivizi pentru anul 2012, în timp ce estimările TRAFFIC⁠(d) estimează că 55 de indivizi sunt vânați ilegal zilnic.
Elefanții africani beneficiază cel puțin de o protecție juridică în fiecare țară în care se află, însă 70% din spațiul lor se află în afara ariilor protejate. Eforturile de conservare reușite în anumite zone au dus la o densitate ridicată a populației. Începând cu anul 2008, efectivele locale au fost controlate prin contracepție sau translocație⁠(d). Abatajul⁠(d) pe scară mare a încetat în 1988, când Zimbabwe a abandonat practica. În 1989, elefantul african a fost înscris în anexa I la Convenția privind comerțul internațional cu specii sălbatice de faună și floră pe cale de dispariție (CITES), practica devenind ilegală. Statutul din anexa II (care permite comerțul cu restricții) a fost dat elefanților în Botswana, Namibia și Zimbabwe în 1997 și în Africa de Sud în 2000. În unele țări, vânătoarea sportivă⁠(d) a animalelor este legală; Botswana, Camerun, Gabon, Mozambic, Namibia, Africa de Sud, Tanzania, Zambia și Zimbabwe au cote de export CITES pentru trofeele de elefanți. În iunie 2016, prima doamnă a Kenyei⁠(d), Margaret Gakuo Kenyatta⁠(d), a ajutat la lansarea Campaniei de Educație la Firul Ierbii despre Elefanți în Africa de Est, care a fost organizată de conservatorul de elefanți Jim Nyamu⁠(d). Evenimentul a fost organizat pentru a crește gradul de conștientizare a valorii elefanților și rinocerilor, pentru a ajuta la atenuarea conflictelor dintre oameni și elefanți și pentru a promova activitățile anti-braconaj.
În 2008, IUCN a listat drept specie pe cale de dispariție și elefantul asiatic, din cauza scăderii populației cu 50% în precedenții 60–75 de ani, iar CITES enumeră specia în anexa I. Elefanții asiatici trăiau odinioară din Siria și Irak (subspecia Elephas maximus asurus⁠(d)), până în China (până la Fluviul Galben)  și în Java. Acesta este acum dispărut în aceste zone, iar arealul actual al elefanților asiatici este extrem de fragmentat. Populația totală a elefanților asiatici este estimată la aproximativ 40.000–50.000, deși aceasta poate fi o estimare vagă. Este probabil ca aproximativ jumătate din populație să se afle în India. Deși efectivele de elefanți asiatici sunt per total în scădere, în special în Asia de Sud-Est, populația din Gații de Vest pare să crească.

### Amenințări

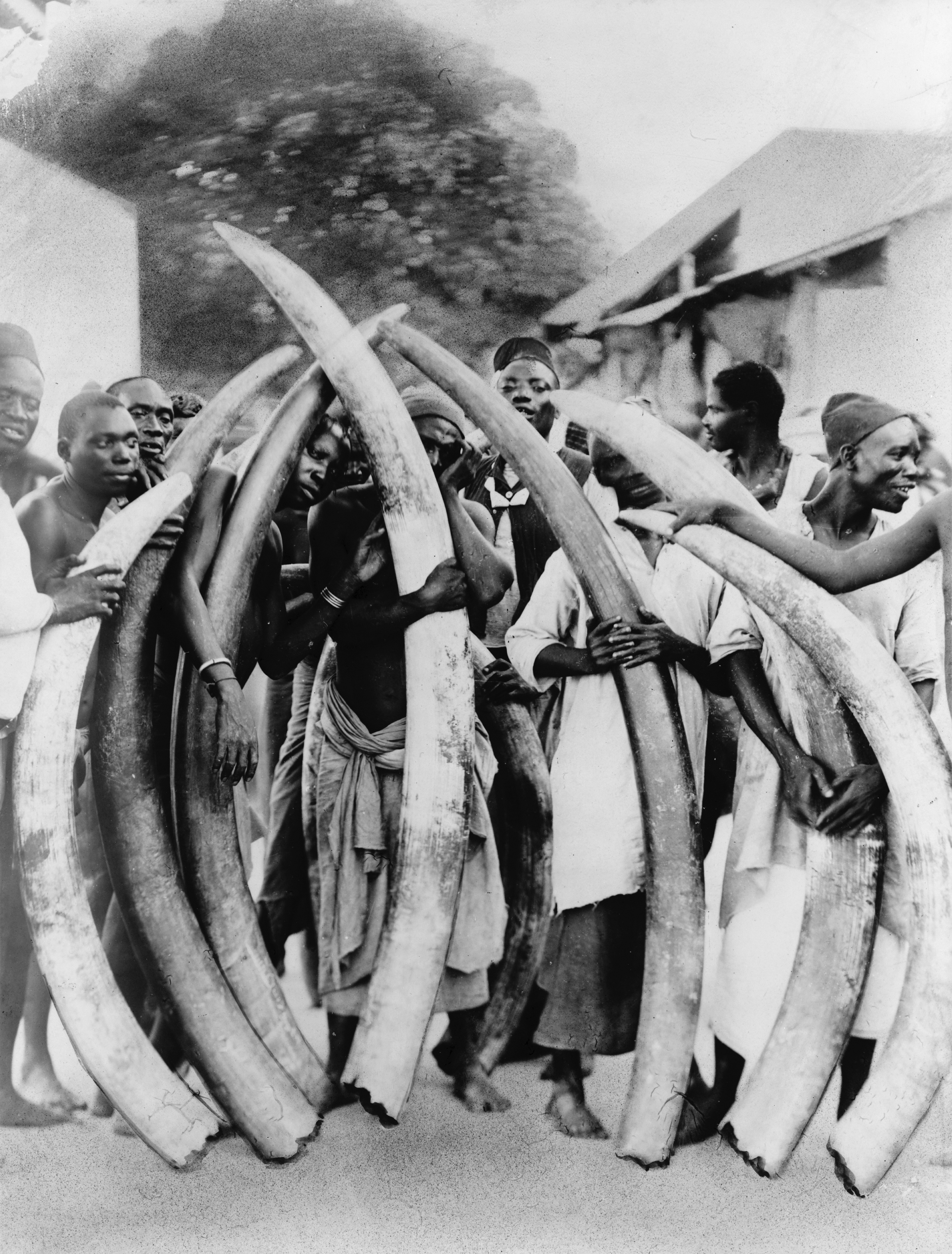
Oameni cu colți de elefant la Dar es Salaam, Tanzania, circa 1900

Braconajul elefanților pentru fildeșul, carnea și pielea lor este una dintre principalele amenințări la adresa existenței lor. De-a lungul timpurilor, numeroase culturi au făcut ornamente și alte opere de artă din fildeșul elefanților, iar utilizarea acestuia concura cu aurul. Comerțul cu fildeș a contribuit la declinul populației elefantului african la sfârșitul secolului al XX-lea. Aceasta a determinat interdicții internaționale privind importurile de fildeș, începând cu Statele Unite în iunie 1989, urmate de interdicții în alte țări din America de Nord, țările vest-europene și Japonia. În același timp, Kenya a distrus toate stocurile de fildeș. CITES a aprobat o interdicție internațională privind fildeșul care a intrat în vigoare în ianuarie 1990. În urma interdicțiilor, șomajul a crescut în India și China, unde industria fildeșului era importantă din punct de vedere economic. În schimb, Japonia și Hong Kong, care făceau și ele parte din industrie, s-au putut adapta și nu au fost grav afectate. Zimbabwe, Botswana, Namibia, Zambia și Malawi au dorit să continue comerțul cu fildeș și li s-a permis, din moment ce populațiile locale de elefanți erau încă sănătoase, dar numai dacă materialul provenea din elefanți care au fost sacrificați sau au murit din cauze naturale.
Interdicția a permis ca efectivele de elefanți să-și revină în anumite părți ale Africii. În ianuarie 2012, 650 de elefanți din Parcul Național Bouba Njida⁠(d), Camerun, au fost uciși de atacatori veniți din Ciad. Acesta a fost numit „una dintre cele mai grave crime concentrate” de la interdicția fildeșului. Elefanții asiatici sunt potențial mai puțin vulnerabili la comerțul cu fildeș, deoarece femelele de obicei nu au colți. Totuși, membrii acestei specii au fost uciși pentru fildeșul lor în unele zone, cum ar fi Parcul Național Periyar⁠(d) din India. China a fost cea mai mare piață a fildeșului, dar a anunțat că va elimina producția legală internă și vânzarea de produse din fildeș în mai 2015, iar în septembrie 2015, China și Statele Unite au declarat că „vor interzice aproape complet importul și exportul de fildeș” deoarece periclitează specia.
Alte amenințări la adresa elefanților includ distrugerea și fragmentarea habitatelor⁠(d). Elefantul asiatic locuiește în zonele cu unele dintre cele mai dense populații umane. Deoarece au nevoie de cantități mai mari de pământ decât alte mamifere terestre simpatrice⁠(d), ele sunt primele care sunt afectate de pătrunderile umane. În cazuri extreme, elefanții pot fi izolați în insule mici de păduri între peisaje dominate de om. Elefanții nu pot coexista cu oamenii în zonele agricole datorită dimensiunilor și necesarului lor alimentar. Frecvent, elefanții distrug și consumă culturi, ceea ce contribuie la conflictele cu oamenii, în urma cărora atât elefanții, cât și oamenii au murit cu sutele. Reducerea acestor conflicte este importantă pentru conservare. O soluție propusă este furnizarea de „coridoare urbane” care să permită accesul animalelor în zonele-cheie.

## Elefanții și omul

### Animale de povară

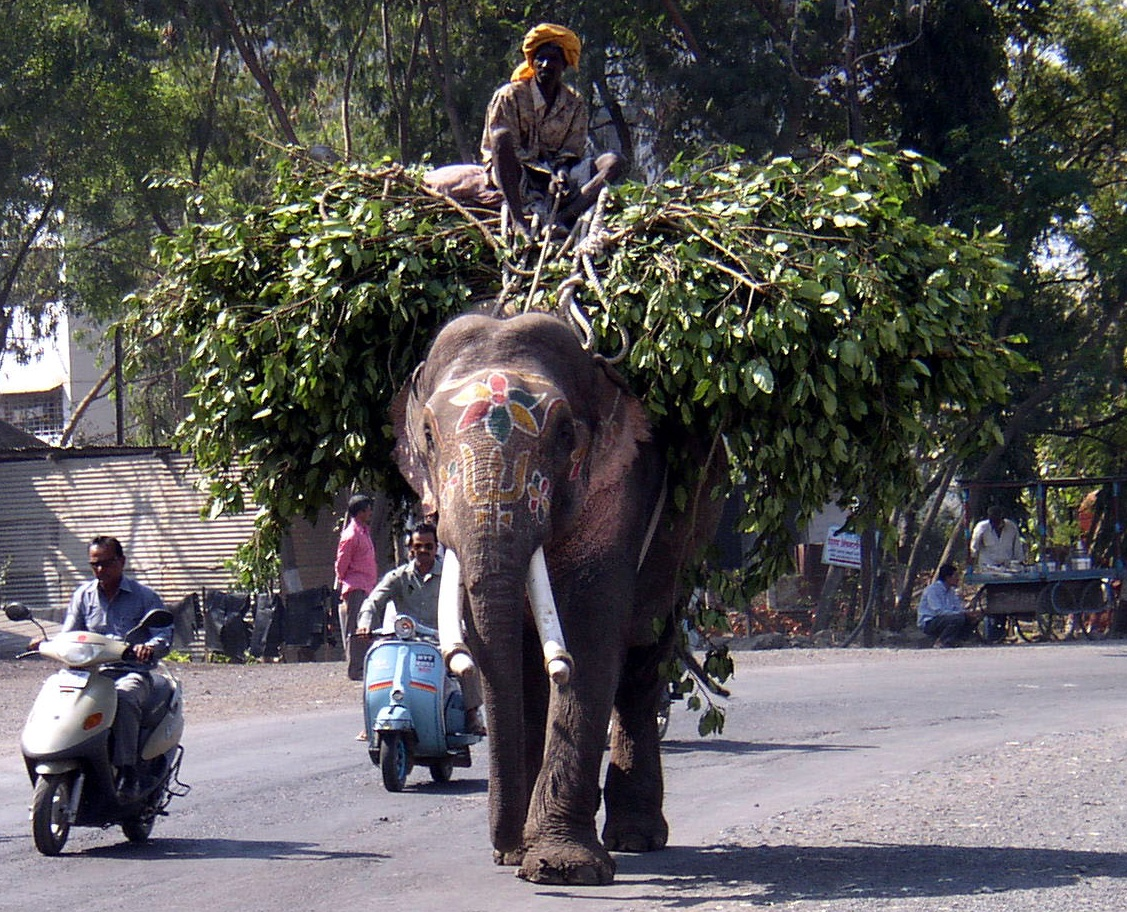
Elefantul de povară ca mijloc de transport

Elefanții sunt animale de povară⁠(d) cel puțin din vremea civilizației din Valea Indusului și continuă să fie folosiți în vremurile moderne. În anul 2000, în Asia erau folosiți 13.000–16.500 de elefați de povară. Aceste animale sunt de obicei capturate în sălbăticie la vârsta de 10-20 de ani, când pot fi dresate rapid și ușor și pot avea o durată de viață mai lungă. În mod tradițional,⁠(d) ei erau capturați cu capcane și lasouri⁠(d), dar din 1950 au început să se folosească tranchilizante.
Indivizii din speciile asiatice au fost deseori dresați ca animale de povară. Elefanții asiatici îndeplinesc sarcini cum ar fi transportul încărcăturilor în zone îndepărtate, mutarea buștenilor la râuri și drumuri, transportul turiștilor în jurul parcurilor naționale, tractarea căruțelor și conducerea procesiunilor religioase. În nordul Thailandei, animalele sunt folosite pentru a digera boabele de cafea pentru cafeaua Black Ivory⁠(d). Ei sunt prețuiți prin comparație cu uneltele mecanizate deoarece pot lucra în apă relativ adâncă, necesită o întreținere relativ redusă, necesită doar vegetație și apă drept combustibil și pot fi dresați pentru memorarea sarcinilor specifice. Elefanții pot fi instruiți să răspundă la peste 30 de comenzi. Masculii în călduri pot fi dificili și periculoși la lucru și sunt înlănțuiți și semi-înfometați până când le trece starea. În India, mulți elefanți care muncesc au fost supuși abuzurilor. Ei și alți elefanți captivi sunt astfel protejați în temeiul Legii privind prevenirea cruzimii asupra animalelor din 1960⁠(d).
Atât în Myanmar, cât și în Thailanda, defrișările și alți factori economici au dus la o populație considerabilă de elefanți șomeri, ceea ce a dus la probleme de sănătate ale elefanților, precum și la problemele economice și de siguranță ale populației în care trăiesc.
Practica folosirii de elefanți de povară a fost încercată și în Africa. Îmblânzirea elefanților africani în Congo Belgian a început prin decretul lui Leopold al II-lea al Belgiei în cursul secolului al XIX-lea și continuă până în prezent cu Centrul de Domesticire a Elefanților Api⁠(d). 

### Război

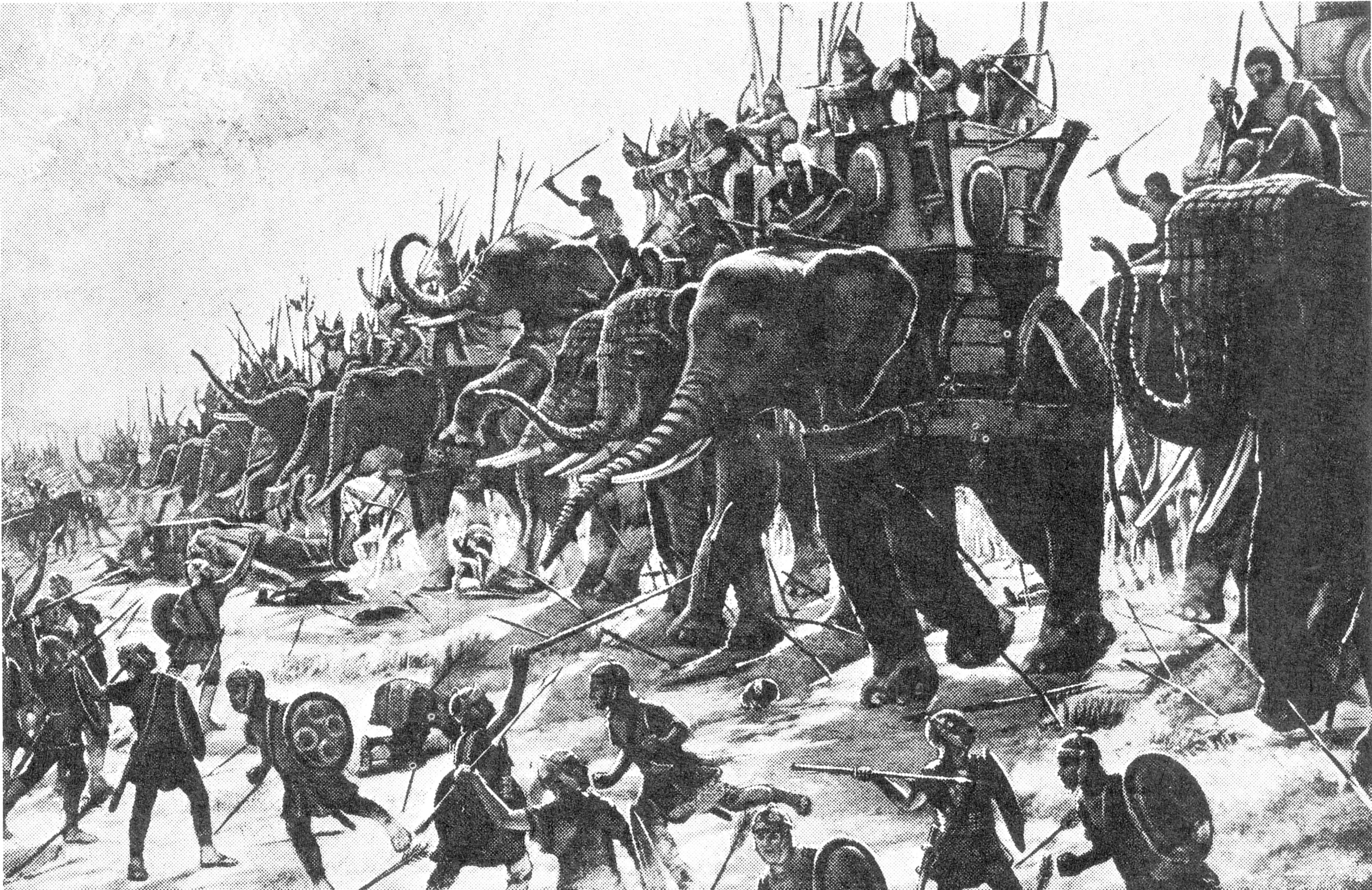
Bătălia de la Zama de, 1890

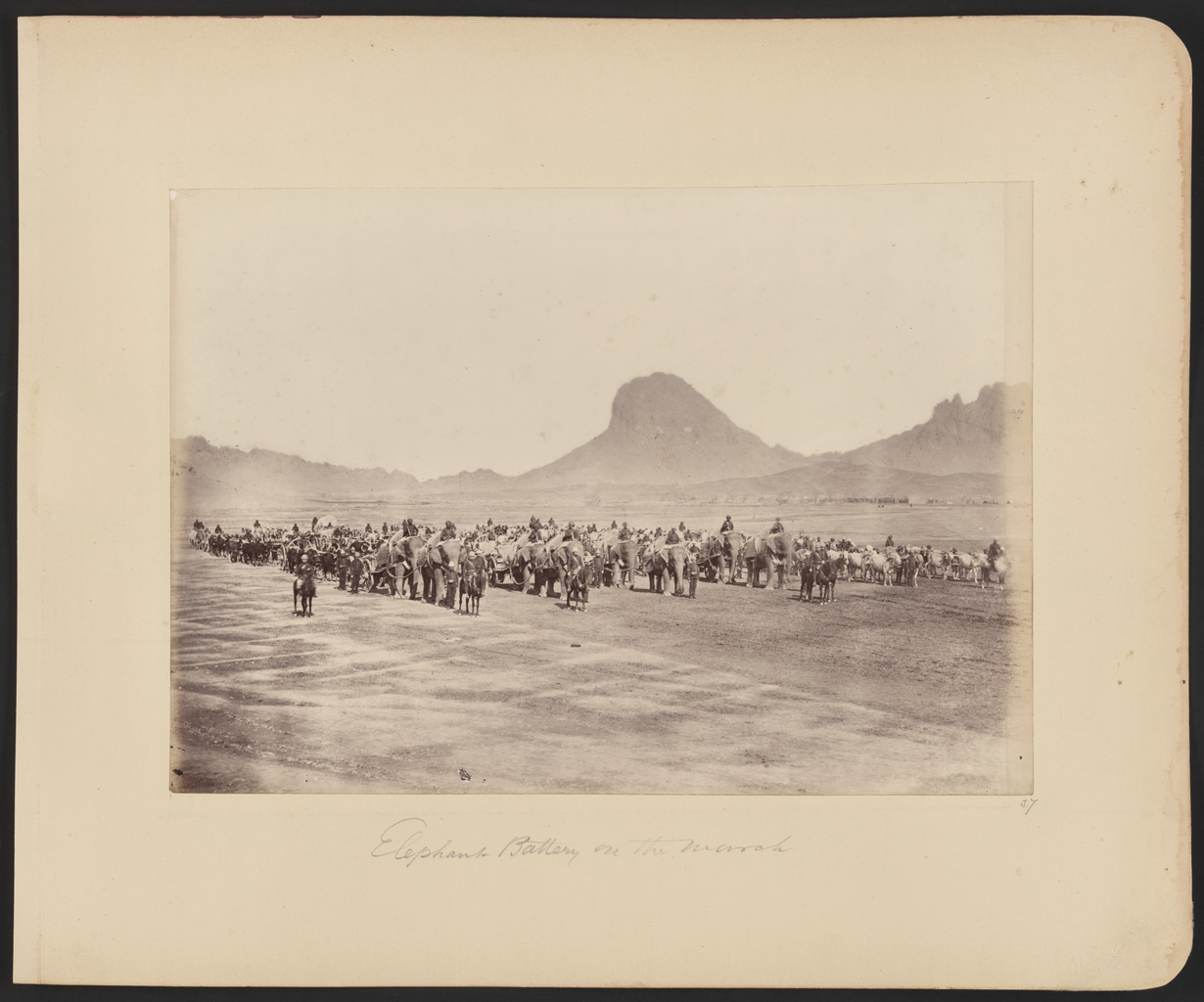
Baterie cu elefanți în timpul celui de al Doilea Război Anglo-Afgan

De-a lungul timpurilor, elefanții erau considerați instrumente formidabile de război. Erau echipați cu armuri pentru a li se proteja părțile laterale, iar colții lor aveau vârfuri ascuțite de fier sau alamă dacă erau suficient de mari. Elefanții de război au fost pregătiți să apuce un soldat inamic și să-l arunce în fața persoanei care îl călărește sau să-l prindă pe soldat la pământ și să-l împungă cu colții.
Una dintre cele mai vechi referiri la elefanți de război se află în epopeea indiană Mahabharata (scrisă în secolul al IV-lea î.e.n., dar despre care se spune că descrie evenimente din secolele al XI-lea și al VIII-lea î.e.n.). Nu au fost atât folosiți ca animale de tracțiune pentru carele de luptă nici de Pandavas,⁠(d) nici de Kauravas⁠(d).  În timpul regatului Magadha (care a început în secolul al VI-lea î.e.n.), elefanții au început să dobândească o importanță culturală mai mare decât caii, și ulterior regatele indiene au folosit în mod extensiv elefanți de război; 3.000 dintre ei au fost folosiți în armata Nandas⁠(d) (secolele al V-lea și al IV-lea î.e.n.), în timp ce 9.000 ar fi putut fi folosiți în armata mauryană (între secolele al IV-lea și al II-lea î.e.n.). Arthashastra⁠(d) (scrisă în prejma anului 300 î.e.n.) sfătuia guvernul mauryan să păstreze unele păduri pentru elefanții sălbatici pentru a fi folosiți în armată, și să execute pe oricine i-ar ucide. Din Asia de Sud, folosirea elefanților în război s-a răspândit spre vest în Persia și spre est în Asia de Sud-Est.  Persanii i-au folosit în timpul Imperiului Ahemenid (între secolele al VI-lea și al IV-lea î.e.n.) în timp ce statele din Asia de Sud-Est foloseau elefanți de război probabil încă din secolul al V-lea î.e.n. și au continuat până în secolul al XX-lea.
În campania sa indiană din 326 î.e.n., Alexandru cel Mare s-a confruntat cu elefanți pentru prima dată și a suferit pierderi grele. Printre motivele refuzului soldaților macedoneni de a continua cucerirea indiană s-au numărat și zvonurile despre armate de elefanți și mai mari în India.  Alexandru și-a instruit pedestrașii să rănească animalele și să le facă să se panicheze în timpul războaielor cu perșii și indienii. Ptolemeu, care era unul dintre generalii lui Alexandru, a folosit corpuri de elefanți asiatici în timpul domniei sale în Egipt (care a început în 323 î.e.n.). Fiul și succesorul său, Ptolemeu al II-lea (care și-a început domnia în 285 î.e.n.), se aproviziona cu elefanți mai din sud, din Nubia. De atunci, elefanții de razboi au fost folosiți în Africa de Nord și Bazinul Mediteranei în toata perioada clasică. Regele grec Pyrrhus a folosit elefanți în încercarea de a invada Roma în 280 î.e.n. Elefanții au înspăimântat caii romani, dar nu au fost decisivi și Pyrrhus a pierdut în cele din urmă lupta. Generalul cartaginez⁠(d) Hannibal a dus elefanții peste Alpi în timpul războiului său cu romanii și a ajuns în Valea Padului în 217 î.e.n. cu toți în viață, dar mai târziu ei au murit de boli.
În ansamblu, elefanții își datorează succesele inițiale elementului surpriză și fricii pe care o producea mărimea lor uriașă. Cu timpul, strategii au elaborat contramăsuri și elefanții de război s-au transformat într-un factor de risc costisitoare și nu au mai fost aproape niciodată folosiți de romani și parți.

### Grădini zoologice și circ

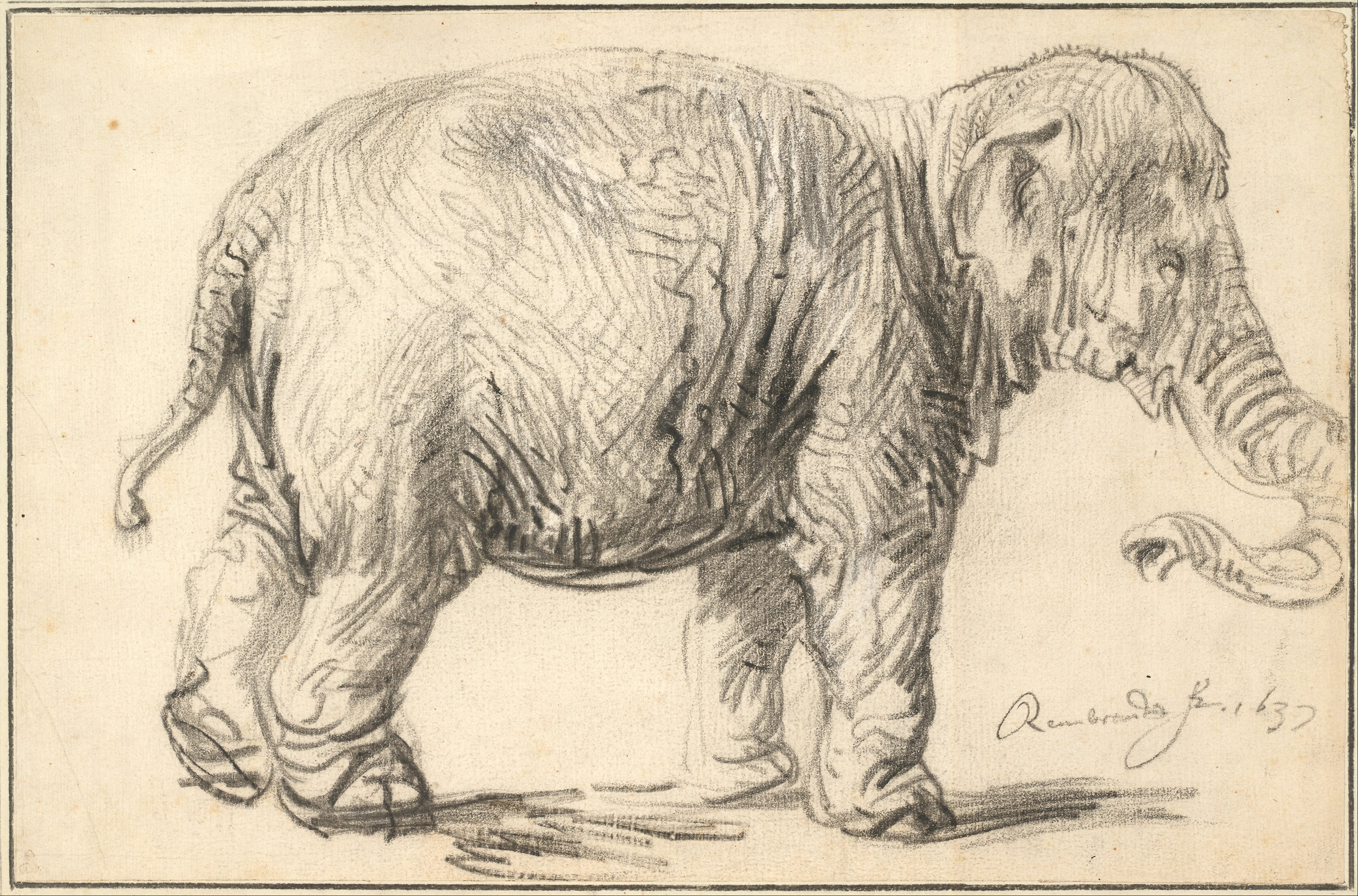
Desen de elefant, realizat de Rembrandt în 1637

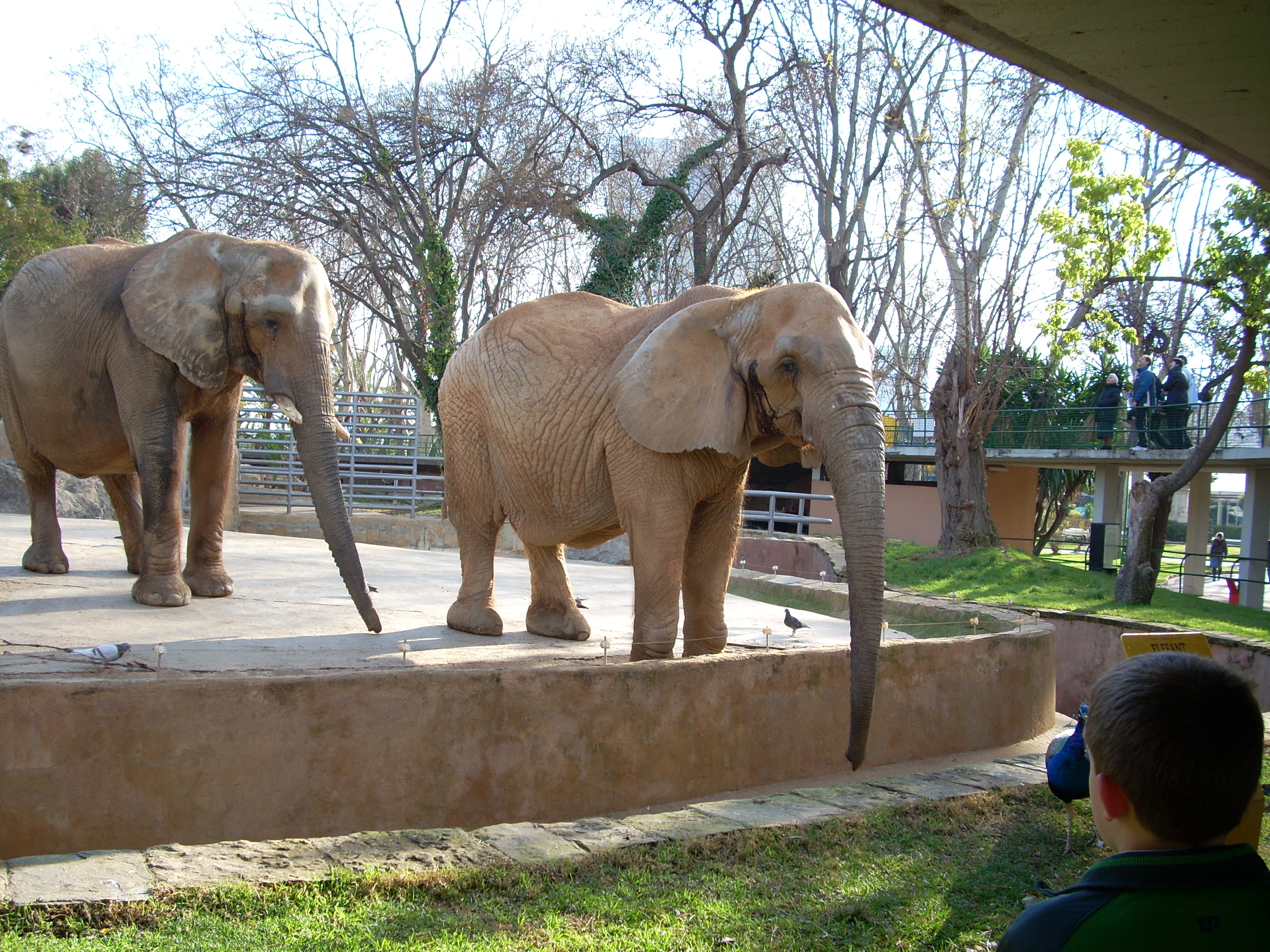
Elefanți africani la

Elefanții au fost păstrați de-a lungul vremurilor și pentru a fi expuși în menajeriile⁠(d) Egiptului, Chinei, Greciei și Romei antice. În special, romanii i-au pus la luptă împotriva oamenilor și a altor animale în luptele de gladiatori. În epoca modernă, elefanții au jucat un rol major în grădinile zoologice și circurile din întreaga lume. În circuri, ei erau dresați să facă trucuri. Cel mai faimos elefant de circ a fost probabil Jumbo (1861-15 septembrie 1885), care a reprezentat o atracție majoră la Barnum & Bailey Circus⁠(d). Aceste animale nu se reproduc bine în captivitate, din pricina dificultății de manipulare a masculilor în călduri și din a înțelegerii limitate a ciclului estrogen feminin. Elefanții asiatici erau întotdeauna mai frecvenți decât omologii lor africani în grădinile zoologice și circurile moderne. După ce CITES a listat elefantul asiatic în anexa I în 1975, numărul de elefanți africani din grădinile zoologice a crescut în anii 1980, deși și importul celor asiatici a continuat. Ulterior, SUA au primit mulți dintre elefanții africani captivi din Zimbabwe, unde erau supraabundenți. În anul 2000, aproximativ 1200 de elefanți asiatici și 700 africani erau ținuți în grădini zoologice și circuri. Cea mai mare populație captivă este în America de Nord, care sunt aproximativ 370 de elefanți asiatici și 350 africani. Aproximativ 380 de elefanți asiatici și 190 africani sunt cunoscuți în Europa, iar Japonia are în jur de 70 de elefanți asiatici și 67 africani.

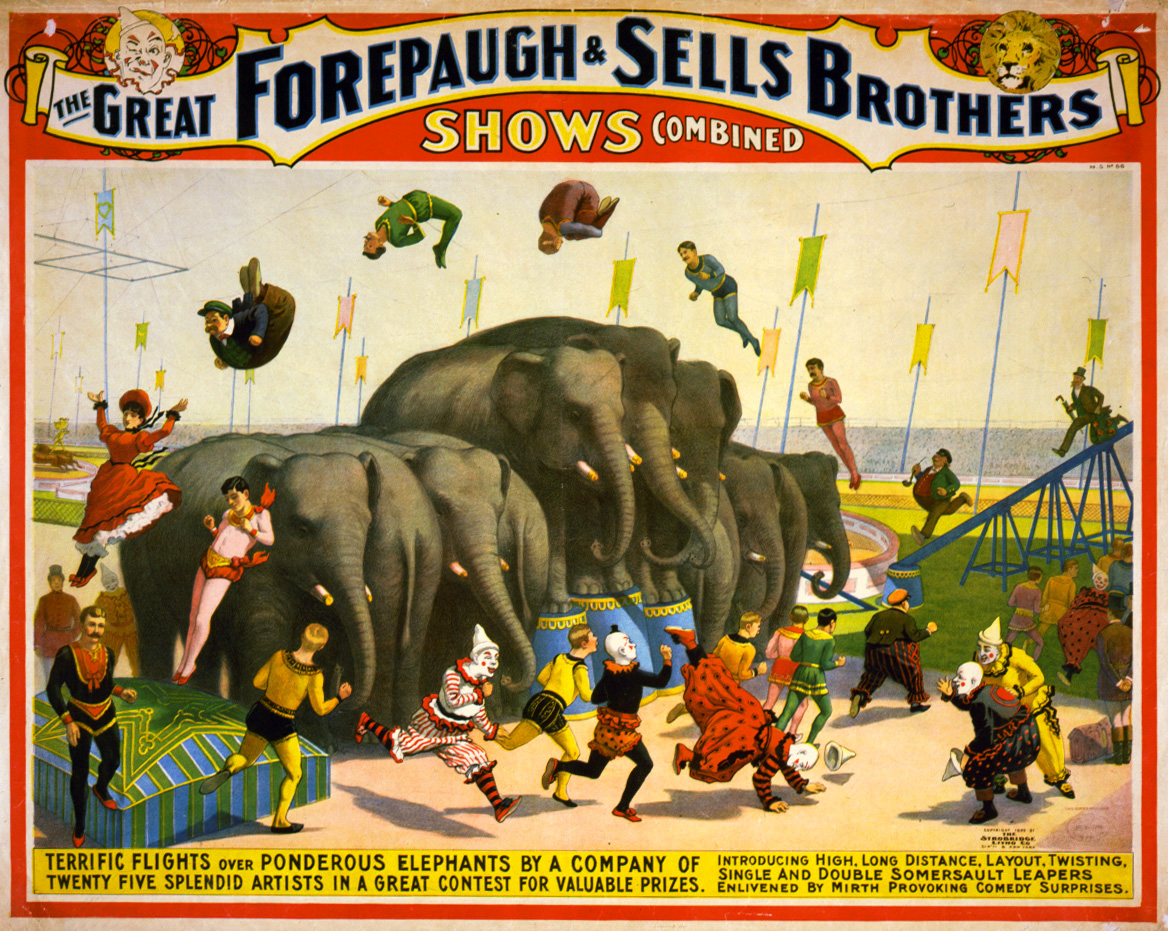
Afiș de circ, circa 1900

Ținerea elefanților în grădini zoologice s-a confruntat cu unele controverse.  Susținătorii grădinilor zoologice susțin că oferă cercetătorilor acces ușor la animale și oferă bani și expertiză pentru conservarea habitatelor lor naturale, precum și siguranță pentru specie. Criticii susțin că animalele din grădinile zoologice sunt stresate fizic și psihic. S-au consemnat elefanți ce prezintă comportamente stereotipice⁠(d) sub forma legănatului înainte și înapoi, legănatului trompei sau marcarea traseului. Acest lucru a fost observat la 54% dintre indivizii din grădinile zoologice din Regatul Unit. Elefanții din grădinile zoologice din Europa par să aibă o durată de viață mai mică decât omologii lor sălbatici, cu doar 17 ani, deși alte studii sugerează că elefanții din grădini zoologice trăiesc la fel de mult ca cei aflați în sălbăticie. 
Utilizarea elefanților în circuri este și ea controversată; Humane Society din Statele Unite⁠(d) a acuzat circurile de maltratare și stresare a animalelor.   Într-o mărturie depusă în fața unui tribunal federal din SUA în 2009, CEO-ul Barnum & Bailey Circus, Kenneth Feld⁠(d), a recunoscut că elefanții de circ sunt bătuți după urechi, sub bărbie și pe picioare, cu bastoane metalice, denumite cârlige de tauri⁠(d) sau anku. Feld a afirmat că aceste practici sunt necesare pentru a proteja angajații circului și a recunoscut că un instructor de elefanți a fost mustrat pentru utilizarea unui dispozitiv cu șoc electric, cunoscut sub numele de „hot shot” sau „electric prod”, asupra unui elefant. În ciuda acestui fapt, el a negat că oricare dintre aceste practici dăunează elefanților.  Unii dresori au încercat să dreseze elefanți fără a folosi pedeapsa fizică. Ralph Helfer⁠(d) este cunoscut pentru abordarea pe bază de blândețe și recompensă atunci când își pregătește animalele, inclusiv elefanții și leii. Ringling Bros. și Barnum an Bailey Circus au renunțat la elefanții din spectacole în mai 2016.

### Atacuri
Elefanții pot prezenta comportamente agresive și se pot angaja în acțiuni distructive împotriva oamenilor. În Africa, grupuri de elefanți adolescenți au deteriorat casele din sate după sacrificări în anii 1970 și 1980. Din cauza momentului, aceste atacuri au fost interpretate drept răzbunări. În unele părți ale Indiei, elefanții masculi intră regulat în sate pe timp de noapte, distrugând casele și ucigând oameni. Elefanții au ucis aproximativ 300 de persoane între 2000 și 2004 în Jharkhand, în timp ce în Assam, 239 de persoane au fost ucise între 2001 și 2006. Localnicii și-au declarat convingerea că unii elefanți erau beți în timpul atacurilor, deși oficialii au contestat această explicație. Elefanți presupuși a fi beți au atacat un sat indian a doua oară în decembrie 2002, omorând șase persoane, ceea ce a condus la uciderea a aproximativ 200 de elefanți de către localnici.

### Reprezentări culturale

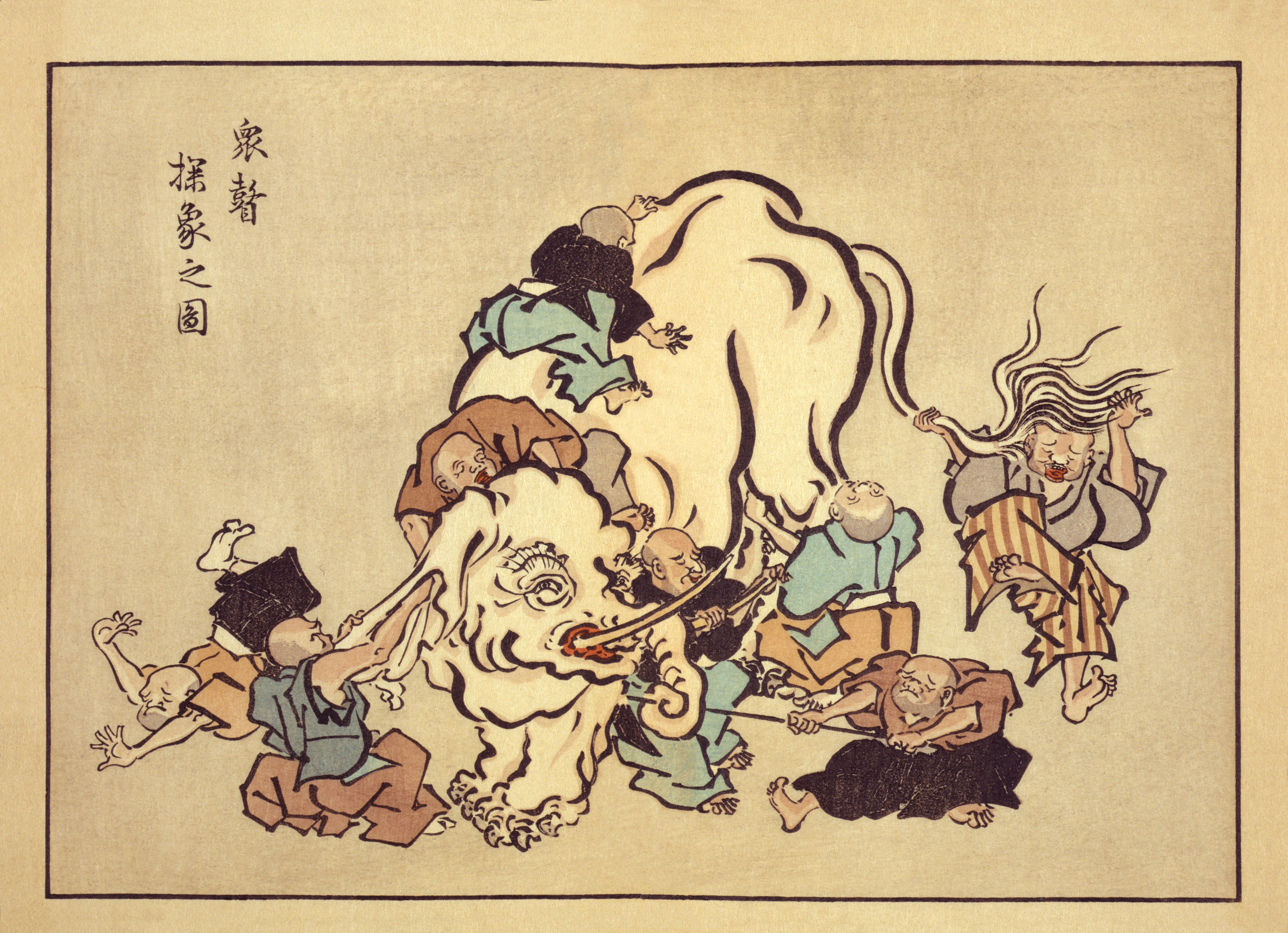
Pilda elefantului și călugărilor orbi; ilustrată de. (gravură în lemn Ukiyo-e, 1888)

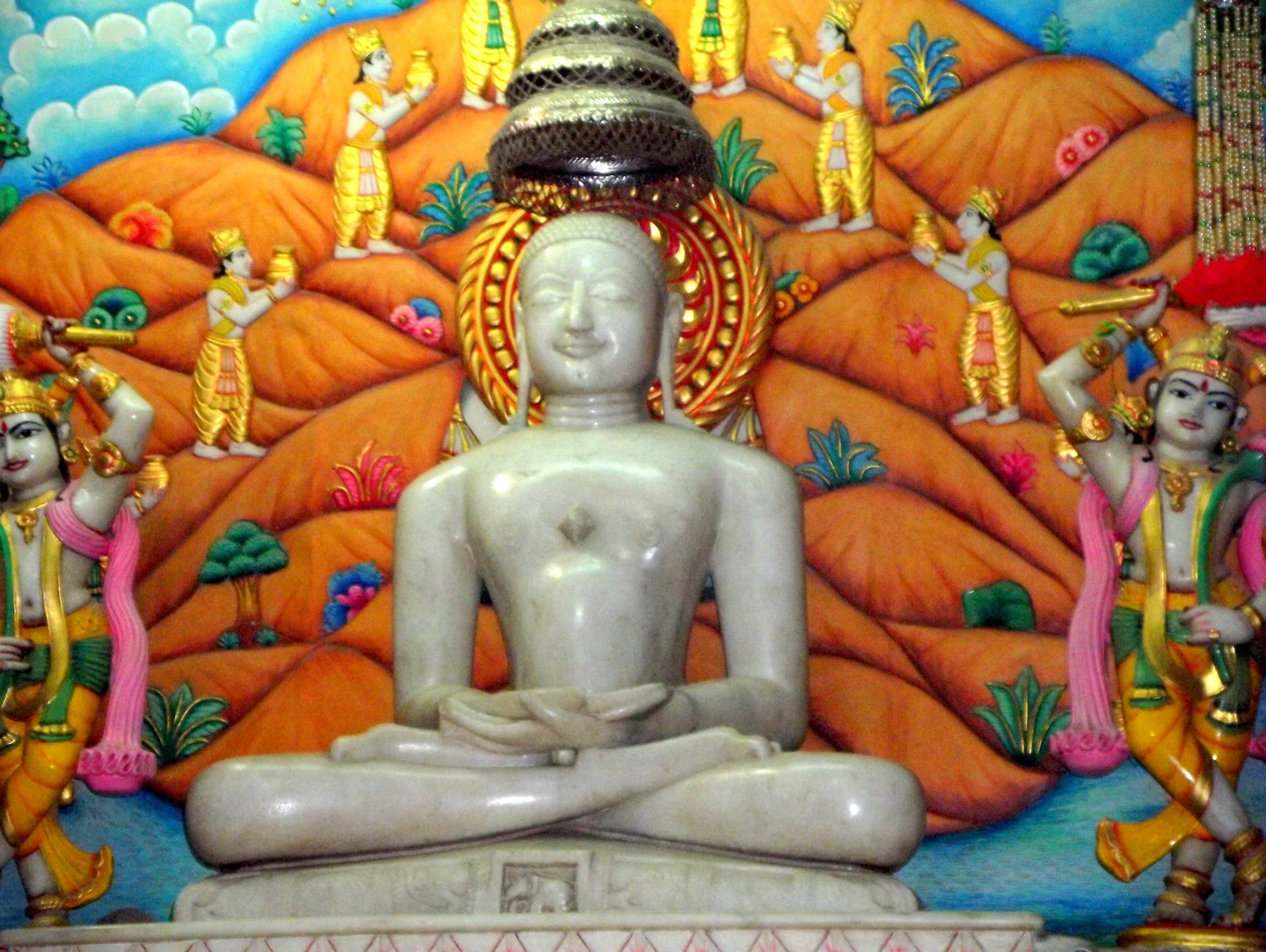
, al doilea ' în jainism cu elefantul său simbolic de sub statuie.

În multe culturi, elefanții reprezintă puterea, forța, înțelepciunea, longevitatea, rezistența, conducerea, sociabilitatea, îngrijirea și loialitatea. Mai multe referințe culturale subliniază dimensiunea elefantului și unicitatea exotică. De exemplu, un „elefant alb” este o expresie folosită pentru ceva costisitor, inutil și bizar. Expresia „elefantul din încăpere” se referă la un adevăr evident și problematic care este ignorat sau altfel neadresat. Povestea orbilor și elefantului învață că realitatea poate fi privită din perspective diferite. 

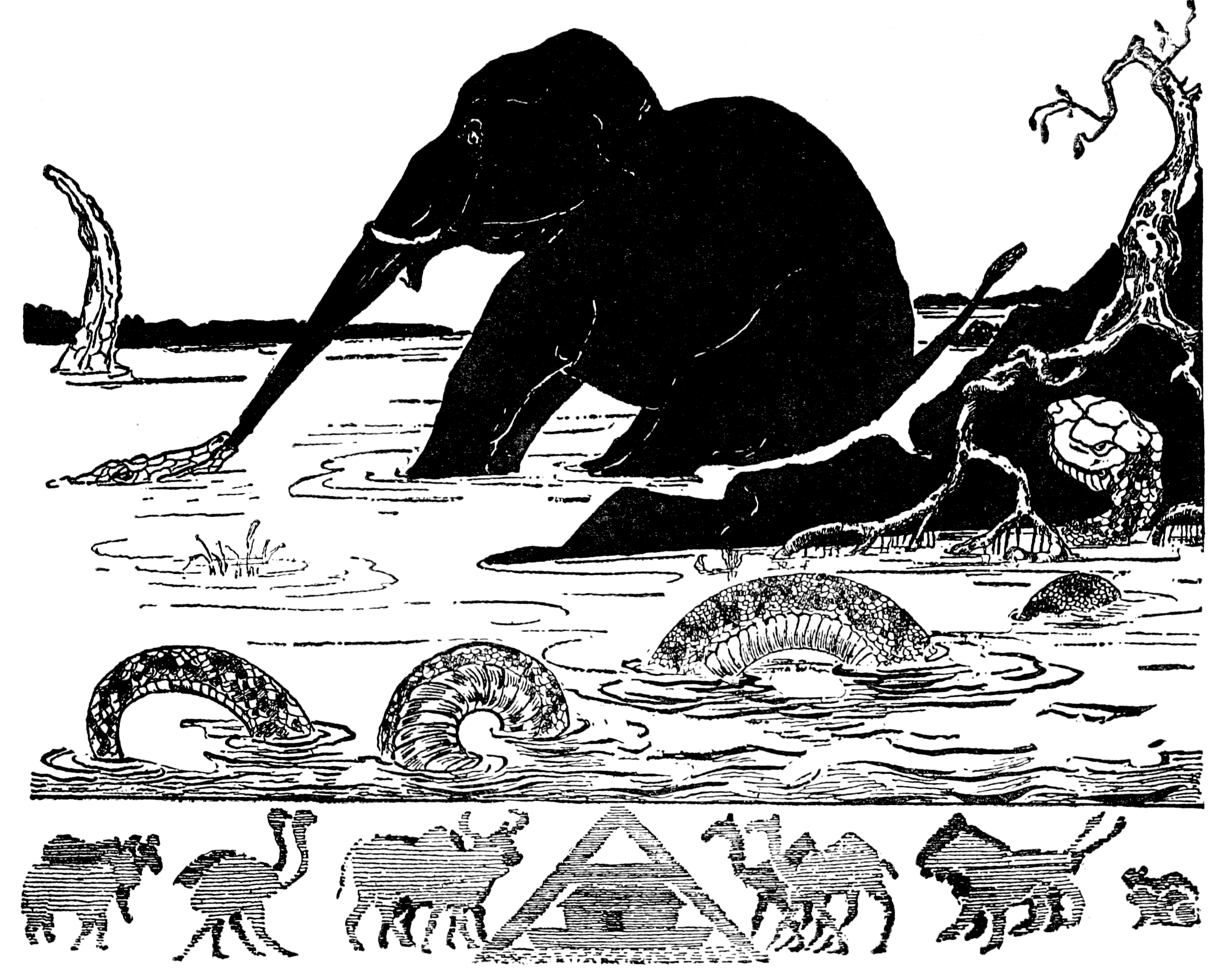
Gravură în lemn pentru „” de Rudyard Kipling

 Elefanții au fost reprezentați în artă încă din epoca paleolitică. Africa, în special, conține multe picturi și gravuri pe rocă cu aceste animale, în special în Sahara și sudul Africii. În Asia, animalele sunt reprezentate ca motiv⁠(d) în templele și pe altarele jainiste, hinduse și budiste. Elefanții erau adesea greu de ilustrat de oameni care nu îi văzuseră în carne și oase. Vechii romani, care țineau animalele în captivitate, au ilustrat elefanți anatomic exacți pe mozaicuri din Tunisia și Sicilia. La începutul Evului Mediu, când europenii aveau prea puțin acces la astfel de animale, elefanții erau ilustrați mai mult ca niște creaturi fantastice. Acestea apăreau adesea cu corpuri de cal sau de bovine, cu trompele asemănătoare unor trompete și cu colți ca de mistreț; unii apăreau chiar și cu copite. Elefanții au fost frecvent ilustrați în motive de către pietrarii bisericilor gotice. Pe măsură ce mai mulți elefanți au început să fie trimiși împăraților europeni ca daruri în secolul al XV-lea, reprezentările lor au devenit mai exacte, inclusiv una realizată de Leonardo da Vinci. În ciuda acestui fapt, unii europenii au continuat să îi prezinte într-un mod mai stilizat. Pictograma suprarealistă din 1921 a lui Max Ernst, Elephant Celebes⁠(d), descrie un elefant ca un siloz cu un furtun ca o trompă ieșind din el.

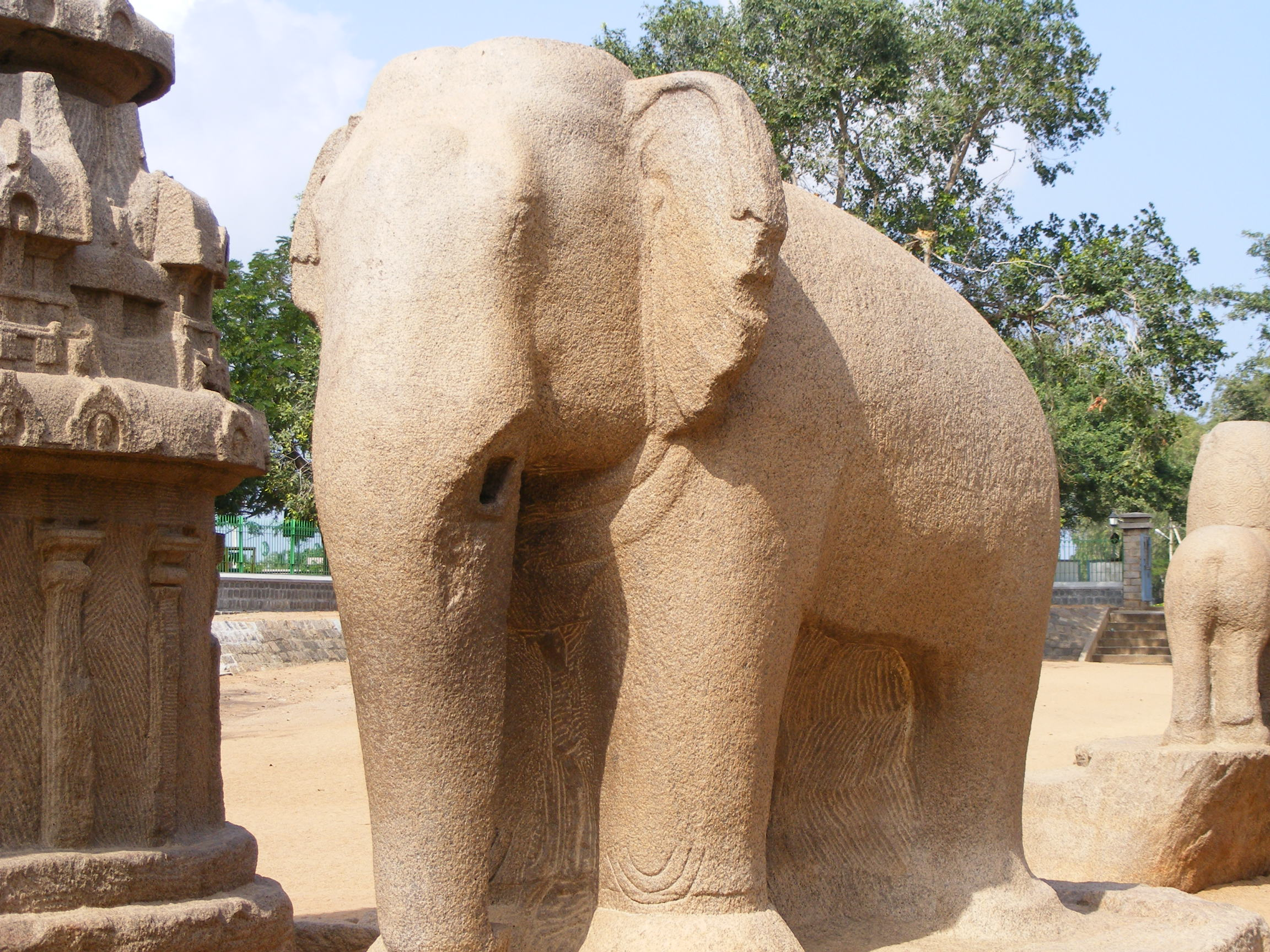
Sculptură în piatră a unui elefant. 7 e.n. Mahabalipuram, Tamil Nadu. (loc în Patrimoniul Mondial UNESCO)

Elefanții au făcut și obiectul credințelor religioase. Poporul Mbuti⁠(d) din Africa Centrală crede că sufletele strămoșilor lor morți trăiesc în elefanți. Idei asemănătoare au existat printre alte triburi africane, care credeau că șefii lor s-ar fi reîncarnat ca elefanți. În secolul al X-lea e.n. poporul Igbo-Ukwu⁠(d), de lângă Delta Nigerului, își îngropa conducătorii cu colți de elefant. Importanța religioasă a animalelor este doar totemică în Africa, dar este mult mai semnificativă în Asia. În Sumatra, elefanții erau asociați cu fulgerul. De asemenea, în hinduism, ei sunt asociați furtunilor, așa cum Airāvata⁠(d), tatăl tuturor elefanților, reprezintă atât fulgerul, cât și curcubeul. Una dintre cele mai importante zeități hinduse, Ganesha cu cap de elefant, este egală cu zeii superiori Shiva, Vishnu și Brahma.  Ganesha este asociată cu scriitori și negustorii și se crede că poate să aducă oamenilor succes, și să le îndeplinească dorințele.  În budism, se spune că Buddha a fost un elefant alb⁠(d) reîncarnat ca om. Potrivit mitologiei budiste, mama lui Gautama Buddha, Maya, a visat că un elefant alb intră în pântecele ei. Astrologii de la curtea regelui au interpretat acest vis ca nașterea iminentă a unui om mare care va deveni fie un „Chakravartin“ (cuceritor al lumii), fie un mare înțelept. În tradiția islamică, anul 570, când s-a născut Mahomed, este cunoscut ca Anul Elefantului⁠(d). Romanii considerau că elefanții înșiși erau religioși, și credeau că aceștia se închină la soare și la stele.

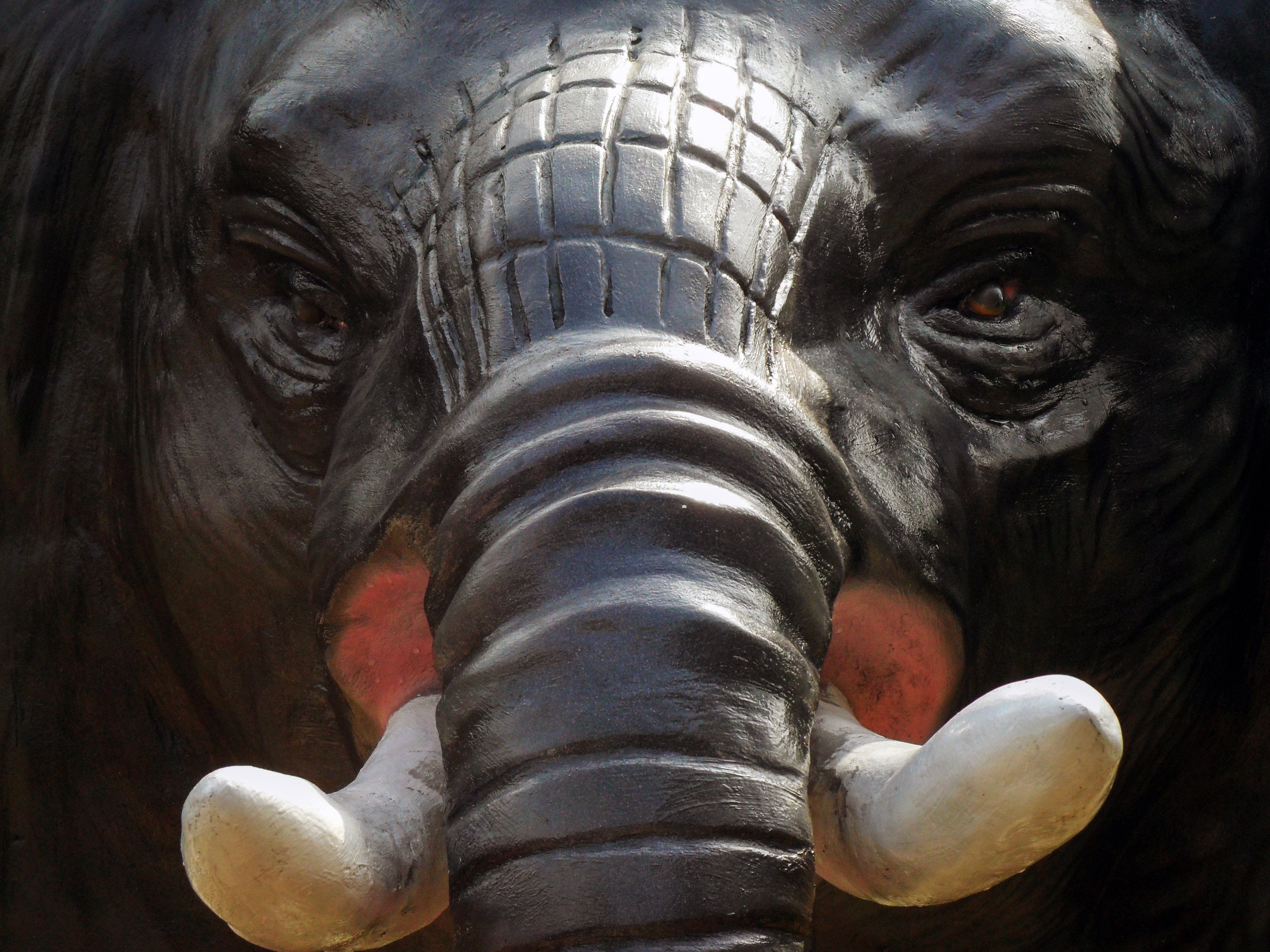
Statuie de elefant în Butterfly Park Bangladesh.

Elefanții sunt omniprezenți în cultura populară occidentală ca simbol al exoticului, mai ales că, la fel ca și girafa, hipopotamul și rinocerul, nu există animale similare cunoscute publicului occidental. Folosirea elefantului ca simbol al Partidului Republican din Statele Unite a început cu o caricatură din 1874 de Thomas Nast. Ca personaje, elefanții apar foarte regulat în poveștile pentru copii, în care sunt în general prezentați ca modele de comportament exemplar.  Ei sunt de obicei surogate pentru oameni cu valori umane ideale. Multe povestiri vorbesc despre elefanții tineri izolați care se întorc la o comunitate strânsă, cum ar fi „Puiul de elefant” din ciclul Just So Stories⁠(d) de Rudyard Kipling, Dumbo al lui Disney, și The Saggy Baggy Elephant de Kathryn și Byron Jackson. Alți elefanți-eroi cărora li se conferă calități umane sunt Babar⁠(d) al lui Jean de Brunhoff⁠(d), Elmer⁠(d) al lui David McKee⁠(d) și Horton⁠(d) al lui Dr. Seuss.